# Gemeinden des Kantons Graubünden
Der Kanton Graubünden umfasst 100 politische Gemeinden (Stand: 1. Januar 2025). Hauptort ist Chur.

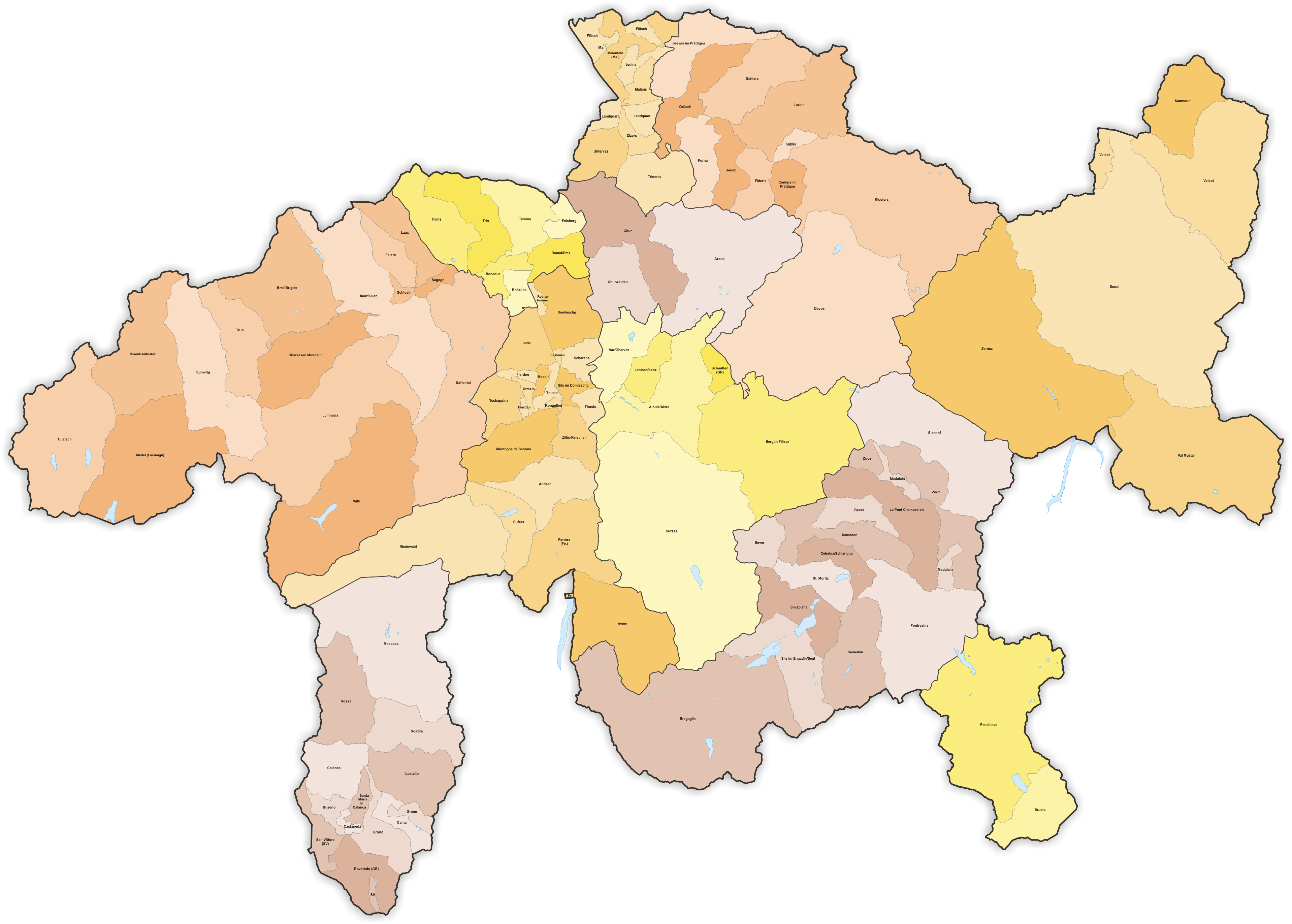
Gemeinden des Kantons Graubünden

Die Gemeinden werden seit dem 1. Januar 2016 in 11 Regionen zusammengefasst.
Siehe auch: Regionen des Kantons Graubünden und Gemeindefusionen im Kanton Graubünden

## Liste der Gemeinden
| Wappen                 | Gemeindename           | Einwohner 31. Dezember 2023 | Fläche in km² | Einwohner pro km² | Bezirk bis 31. Dezember 2000 | Bezirk bis 31. Dezember 2015 | Region ab 1. Januar 2016    |
| ---------------------- | ---------------------- | --------------------------- | ------------- | ----------------- | ---------------------------- | ---------------------------- | --------------------------- |
| Albula/Alvra           | Albula/Alvra           | 1313                        | 93,93         | 14                | Albula                       | Albula                       | Albula                      |
| Andeer                 | Andeer                 | 926                         | 46,30         | 20                | Hinterrhein                  | Hinterrhein                  | Viamala                     |
| Arosa                  | Arosa                  | 3143                        | 154,79        | 20                | Plessur                      | Plessur                      | Plessur                     |
| Avers                  | Avers                  | 168                         | 93,14         | 2                 | Hinterrhein                  | Hinterrhein                  | Viamala                     |
| Bergün                 | Bergün Filisur         | 901                         | 190,14        | 5                 | Albula                       | Albula                       | Albula                      |
| Bever                  | Bever                  | 607                         | 45,75         | 13                | Maloja                       | Maloja                       | Maloja                      |
| Bonaduz                | Bonaduz                | 3533                        | 14,40         | 245               | Imboden                      | Imboden                      | Imboden                     |
| Bregaglia              | Bregaglia              | 1578                        | 251,42        | 6                 | Maloja                       | Maloja                       | Maloja                      |
| Breil/Brigels          | Breil/Brigels          | 1713                        | 96,58         | 18                | Vorderrhein                  | Surselva                     | Surselva                    |
| Brusio                 | Brusio                 | 1105                        | 46,30         | 24                | Bernina                      | Bernina                      | Bernina                     |
| Buseno                 | Buseno                 | 91                          | 11,15         | 8                 | Moesa                        | Moesa                        | Moesa                       |
| Calanca                | Calanca                | 211                         | 37,72         | 6                 | Moesa                        | Moesa                        | Moesa                       |
| Cama                   | Cama                   | 691                         | 14,99         | 46                | Moesa                        | Moesa                        | Moesa                       |
| Castaneda              | Castaneda              | 262                         | 3,96          | 66                | Moesa                        | Moesa                        | Moesa                       |
| Cazis                  | Cazis                  | 2416                        | 31,18         | 77                | Heinzenberg                  | Hinterrhein                  | Viamala                     |
| Celerina/Schlarigna    | Celerina/Schlarigna    | 1411                        | 24,02         | 59                | Maloja                       | Maloja                       | Maloja                      |
| Chur                   | Chur                   | 39'242                      | 81,98         | 479               | Plessur                      | Plessur                      | Plessur                     |
| Churwalden             | Churwalden             | 2147                        | 48,53         | 44                | Plessur                      | Plessur                      | Plessur                     |
| Conters im Prättigau   | Conters im Prättigau   | 228                         | 18,40         | 12                | Oberlandquart                | Prättigau-Davos              | Prättigau/Davos             |
| Davos                  | Davos                  | 10'800                      | 284,00        | 38                | Oberlandquart                | Prättigau-Davos              | Prättigau/Davos             |
| Disentis/Mustér        | Disentis/Mustér        | 2080                        | 90,99         | 23                | Vorderrhein                  | Surselva                     | Surselva                    |
| Domat/Ems              | Domat/Ems              | 8286                        | 24,22         | 342               | Imboden                      | Imboden                      | Imboden                     |
| Domleschg              | Domleschg              | 2219                        | 45,94         | 48                | Heinzenberg                  | Hinterrhein                  | Viamala                     |
| Falera                 | Falera                 | 627                         | 22,36         | 28                | Glenner                      | Surselva                     | Surselva                    |
| Felsberg               | Felsberg               | 2833                        | 13,40         | 211               | Imboden                      | Imboden                      | Imboden                     |
| Ferrera                | Ferrera                | 82                          | 75,46         | 1                 | Hinterrhein                  | Hinterrhein                  | Viamala                     |
| Fideris                | Fideris                | 618                         | 25,36         | 24                | Oberlandquart                | Prättigau-Davos              | Prättigau/Davos             |
| Fläsch                 | Fläsch                 | 868                         | 19,94         | 44                | Unterlandquart               | Landquart                    | Landquart                   |
| Flerden                | Flerden                | 254                         | 6,09          | 42                | Heinzenberg                  | Hinterrhein                  | Viamala                     |
| Flims                  | Flims                  | 2939                        | 50,50         | 58                | Imboden                      | Imboden                      | Imboden                     |
| Furna                  | Furna                  | 203                         | 33,32         | 6                 | Oberlandquart                | Prättigau-Davos              | Prättigau/Davos             |
| Fürstenau              | Fürstenau              | 349                         | 1,32          | 264               | Heinzenberg                  | Hinterrhein                  | Viamala                     |
| Grono                  | Grono                  | 1556                        | 37,12         | 42                | Moesa                        | Moesa                        | Moesa                       |
| Grüsch                 | Grüsch                 | 2161                        | 43,30         | 50                | Unterlandquart               | Prättigau-Davos              | Prättigau/Davos             |
| Ilanz/Glion            | Ilanz/Glion            | 5030                        | 133,48        | 38                | Glenner                      | Surselva                     | Surselva                    |
| Jenaz                  | Jenaz                  | 1145                        | 25,91         | 44                | Oberlandquart                | Prättigau-Davos              | Prättigau/Davos             |
| Jenins                 | Jenins                 | 948                         | 10,54         | 90                | Unterlandquart               | Landquart                    | Landquart                   |
| Klosters               | Klosters               | 4473                        | 219,80        | 20                | Oberlandquart                | Prättigau-Davos              | Prättigau/Davos             |
| Küblis                 | Küblis                 | 920                         | 8,14          | 113               | Oberlandquart                | Prättigau-Davos              | Prättigau/Davos             |
| Laax                   | Laax                   | 2112                        | 31,71         | 67                | Glenner                      | Surselva                     | Surselva                    |
| Landquart              | Landquart              | 9191                        | 18,86         | 487               | Unterlandquart               | Landquart                    | Landquart                   |
| Lantsch/Lenz           | Lantsch/Lenz           | 528                         | 21,81         | 24                | Albula                       | Albula                       | Albula                      |
| La Punt Chamues-ch     | La Punt Chamues-ch     | 732                         | 63,28         | 12                | Maloja                       | Maloja                       | Maloja                      |
| Lostallo               | Lostallo               | 850                         | 50,87         | 17                | Moesa                        | Moesa                        | Moesa                       |
| Lumnezia               | Lumnezia               | 2072                        | 165,47        | 13                | Glenner                      | Surselva                     | Surselva                    |
| Luzein                 | Luzein                 | 1625                        | 83,88         | 19                | Oberlandquart                | Prättigau-Davos              | Prättigau/Davos             |
| Madulain               | Madulain               | 197                         | 16,29         | 12                | Maloja                       | Maloja                       | Maloja                      |
| Maienfeld              | Maienfeld              | 3193                        | 32,33         | 99                | Unterlandquart               | Landquart                    | Landquart                   |
| Malans                 | Malans                 | 2527                        | 11,40         | 222               | Unterlandquart               | Landquart                    | Landquart                   |
| Masein                 | Masein                 | 532                         | 4,20          | 127               | Heinzenberg                  | Hinterrhein                  | Viamala                     |
| Medel                  | Medel (Lucmagn)        | 328                         | 136,22        | 2                 | Vorderrhein                  | Surselva                     | Surselva                    |
| Mesocco                | Mesocco                | 1420                        | 164,77        | 9                 | Moesa                        | Moesa                        | Moesa                       |
| Muntogna da Schons     | Muntogna da Schons     | 371                         | 53,59         | 7                 | Heinzenberg                  | Hinterrhein                  | Viamala                     |
| Obersaxen Mundaun      | Obersaxen Mundaun      | 1148                        | 70,36         | 16                | Glenner                      | Surselva                     | Surselva                    |
| Pontresina             | Pontresina             | 2077                        | 118,18        | 18                | Maloja                       | Maloja                       | Maloja                      |
| Poschiavo              | Poschiavo              | 3525                        | 191,01        | 18                | Bernina                      | Bernina                      | Bernina                     |
| Rhäzüns                | Rhäzüns                | 1633                        | 13,37         | 122               | Imboden                      | Imboden                      | Imboden                     |
| Rheinwald              | Rheinwald              | 576                         | 136,81        | 4                 | Hinterrhein                  | Hinterrhein                  | Viamala                     |
| Rongellen              | Rongellen              | 61                          | 2,02          | 30                | Hinterrhein                  | Hinterrhein                  | Viamala                     |
| Rossa                  | Rossa                  | 161                         | 58,89         | 3                 | Moesa                        | Moesa                        | Moesa                       |
| Rothenbrunnen          | Rothenbrunnen          | 312                         | 3,11          | 100               | Heinzenberg                  | Hinterrhein                  | Viamala                     |
| Roveredo               | Roveredo               | 2625                        | 38,80         | 68                | Moesa                        | Moesa                        | Moesa                       |
| Safiental              | Safiental              | 963                         | 151,42        | 6                 | Heinzenberg                  | Surselva                     | Surselva                    |
| Sagogn                 | Sagogn                 | 766                         | 6,92          | 111               | Glenner                      | Surselva                     | Surselva                    |
| Samedan                | Samedan                | 2913                        | 113,79        | 26                | Maloja                       | Maloja                       | Maloja                      |
| Samnaun                | Samnaun                | 755                         | 56,28         | 13                | Inn                          | Inn                          | Engiadina Bassa/Val Müstair |
| San Vittore            | San Vittore            | 912                         | 22,06         | 41                | Moesa                        | Moesa                        | Moesa                       |
| Santa Maria in Calanca | Santa Maria in Calanca | 119                         | 9,31          | 13                | Moesa                        | Moesa                        | Moesa                       |
| S-chanf                | S-chanf                | 706                         | 138,03        | 5                 | Maloja                       | Maloja                       | Maloja                      |
| Scharans               | Scharans               | 838                         | 14,29         | 59                | Heinzenberg                  | Hinterrhein                  | Viamala                     |
| Schiers                | Schiers                | 2951                        | 61,66         | 48                | Unterlandquart               | Prättigau-Davos              | Prättigau/Davos             |
| Schluein               | Schluein               | 612                         | 4,79          | 128               | Glenner                      | Surselva                     | Surselva                    |
| Schmitten              | Schmitten (GR)         | 209                         | 11,35         | 18                | Albula                       | Albula                       | Albula                      |
| Scuol                  | Scuol                  | 4572                        | 438,61        | 10                | Inn                          | Inn                          | Engiadina Bassa/Val Müstair |
| Seewis im Prättigau    | Seewis im Prättigau    | 1430                        | 49,63         | 29                | Unterlandquart               | Prättigau-Davos              | Prättigau/Davos             |
| Sils im Domleschg      | Sils im Domleschg      | 966                         | 9,28          | 104               | Heinzenberg                  | Hinterrhein                  | Viamala                     |
| Sils im Engadin/Segl   | Sils im Engadin/Segl   | 708                         | 63,58         | 11                | Maloja                       | Maloja                       | Maloja                      |
| Silvaplana             | Silvaplana             | 1089                        | 44,77         | 24                | Maloja                       | Maloja                       | Maloja                      |
| Soazza                 | Soazza                 | 332                         | 46,42         | 7                 | Moesa                        | Moesa                        | Moesa                       |
| St. Moritz             | St. Moritz             | 4926                        | 28,69         | 172               | Maloja                       | Maloja                       | Maloja                      |
| Sufers                 | Sufers                 | 151                         | 34,62         | 4                 | Hinterrhein                  | Hinterrhein                  | Viamala                     |
| Sumvitg                | Sumvitg                | 1079                        | 101,88        | 11                | Vorderrhein                  | Surselva                     | Surselva                    |
| Surses                 | Surses                 | 2424                        | 323,77        | 7                 | Albula                       | Albula                       | Albula                      |
| Tamins                 | Tamins                 | 1215                        | 40,74         | 30                | Imboden                      | Imboden                      | Imboden                     |
| Thusis                 | Thusis                 | 3459                        | 16,77         | 206               | Heinzenberg                  | Hinterrhein                  | Viamala                     |
| Trimmis                | Trimmis                | 3363                        | 42,87         | 78                | Unterlandquart               | Landquart                    | Landquart                   |
| Trin                   | Trin                   | 1525                        | 47,17         | 32                | Imboden                      | Imboden                      | Imboden                     |
| Trun                   | Trun                   | 1154                        | 51,90         | 22                | Vorderrhein                  | Surselva                     | Surselva                    |
| Tschappina             | Tschappina             | 140                         | 24,67         | 6                 | Heinzenberg                  | Hinterrhein                  | Viamala                     |
| Tujetsch               | Tujetsch               | 1171                        | 133,91        | 9                 | Vorderrhein                  | Surselva                     | Surselva                    |
| Untervaz               | Untervaz               | 2675                        | 27,72         | 97                | Unterlandquart               | Landquart                    | Landquart                   |
| Urmein                 | Urmein                 | 163                         | 4,32          | 38                | Heinzenberg                  | Hinterrhein                  | Viamala                     |
| Val Müstair            | Val Müstair            | 1422                        | 198,65        | 7                 | Val Müstair                  | Inn                          | Engiadina Bassa/Val Müstair |
| Vals                   | Vals                   | 949                         | 175,56        | 5                 | Glenner                      | Surselva                     | Surselva                    |
| Valsot                 | Valsot                 | 811                         | 158,95        | 5                 | Inn                          | Inn                          | Engiadina Bassa/Val Müstair |
| Vaz/Obervaz            | Vaz/Obervaz            | 2742                        | 42,51         | 65                | Albula                       | Albula                       | Albula                      |
| Zernez                 | Zernez                 | 1579                        | 344,04        | 5                 | Inn                          | Inn                          | Engiadina Bassa/Val Müstair |
| Zillis-Reischen        | Zillis-Reischen        | 419                         | 24,48         | 17                | Hinterrhein                  | Hinterrhein                  | Viamala                     |
| Zizers                 | Zizers                 | 3589                        | 11,01         | 326               | Unterlandquart               | Landquart                    | Landquart                   |
| Zuoz                   | Zuoz                   | 1218                        | 65,78         | 19                | Maloja                       | Maloja                       | Maloja                      |
| Wappen                 | Kanton Graubünden      | 204'888                     | 7105,30       | 29                | -                            | -                            | -                           |

## Veränderungen im Gemeindebestand

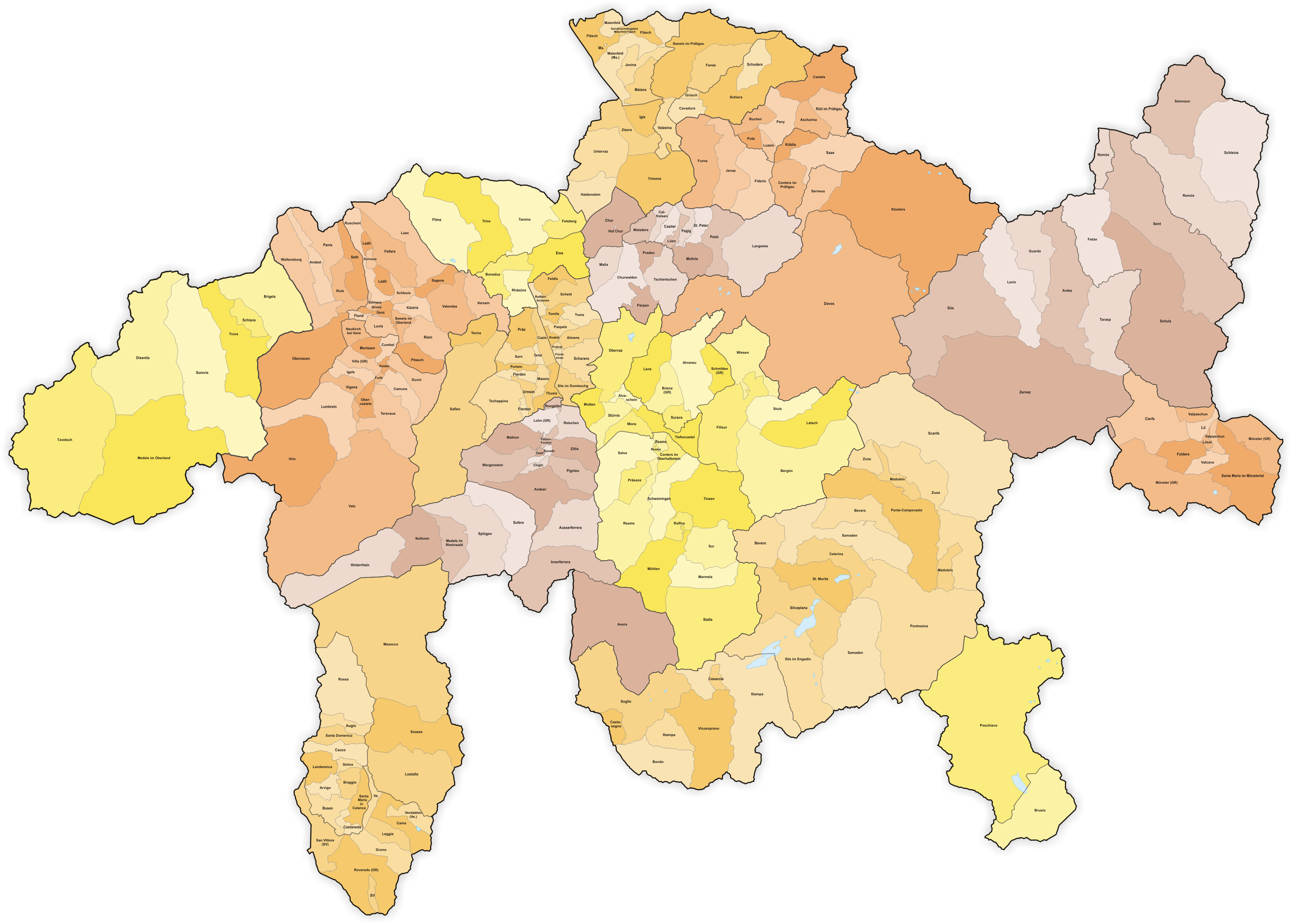
Gemeinden bis 1850
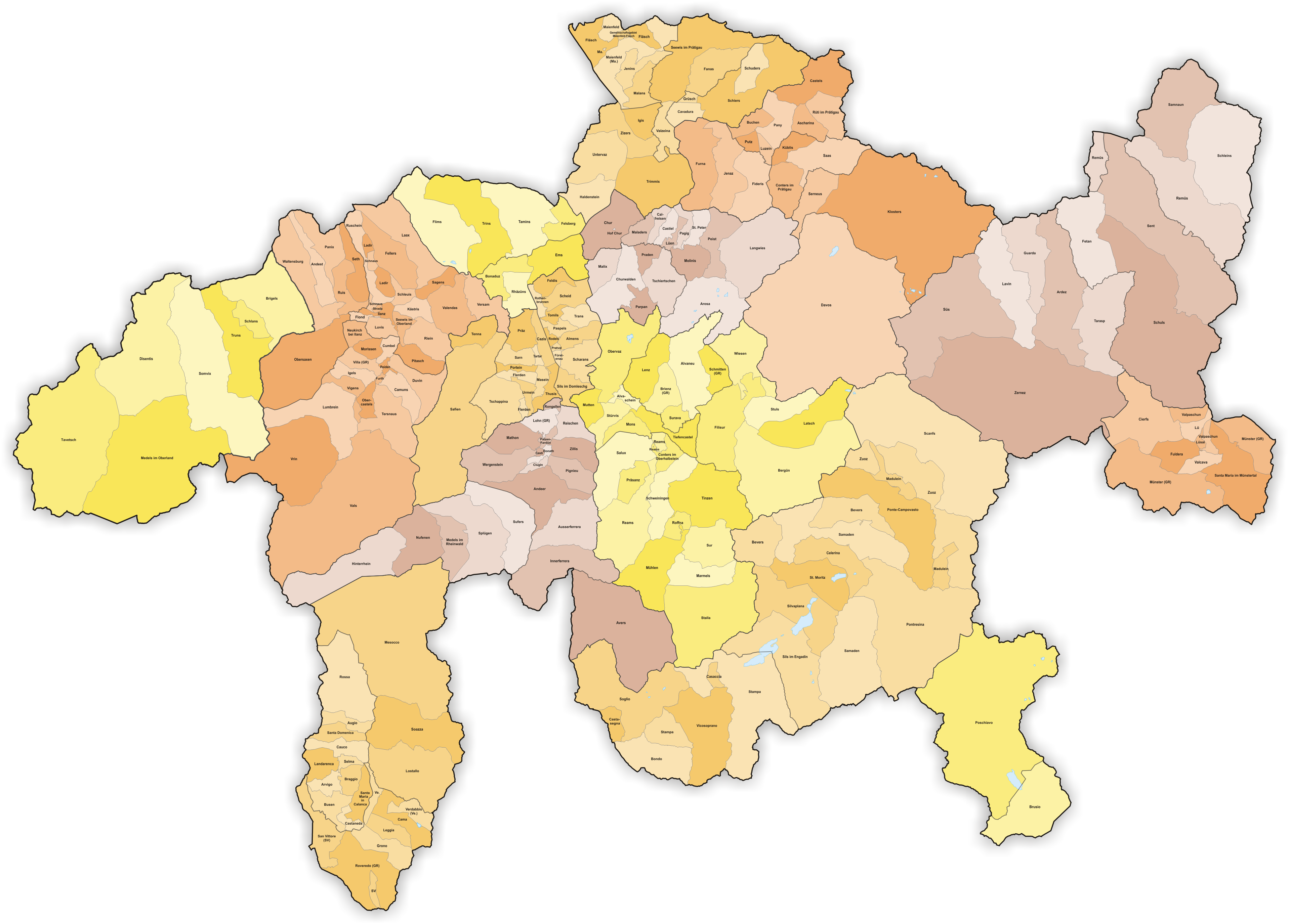
Gemeinden bis 1851
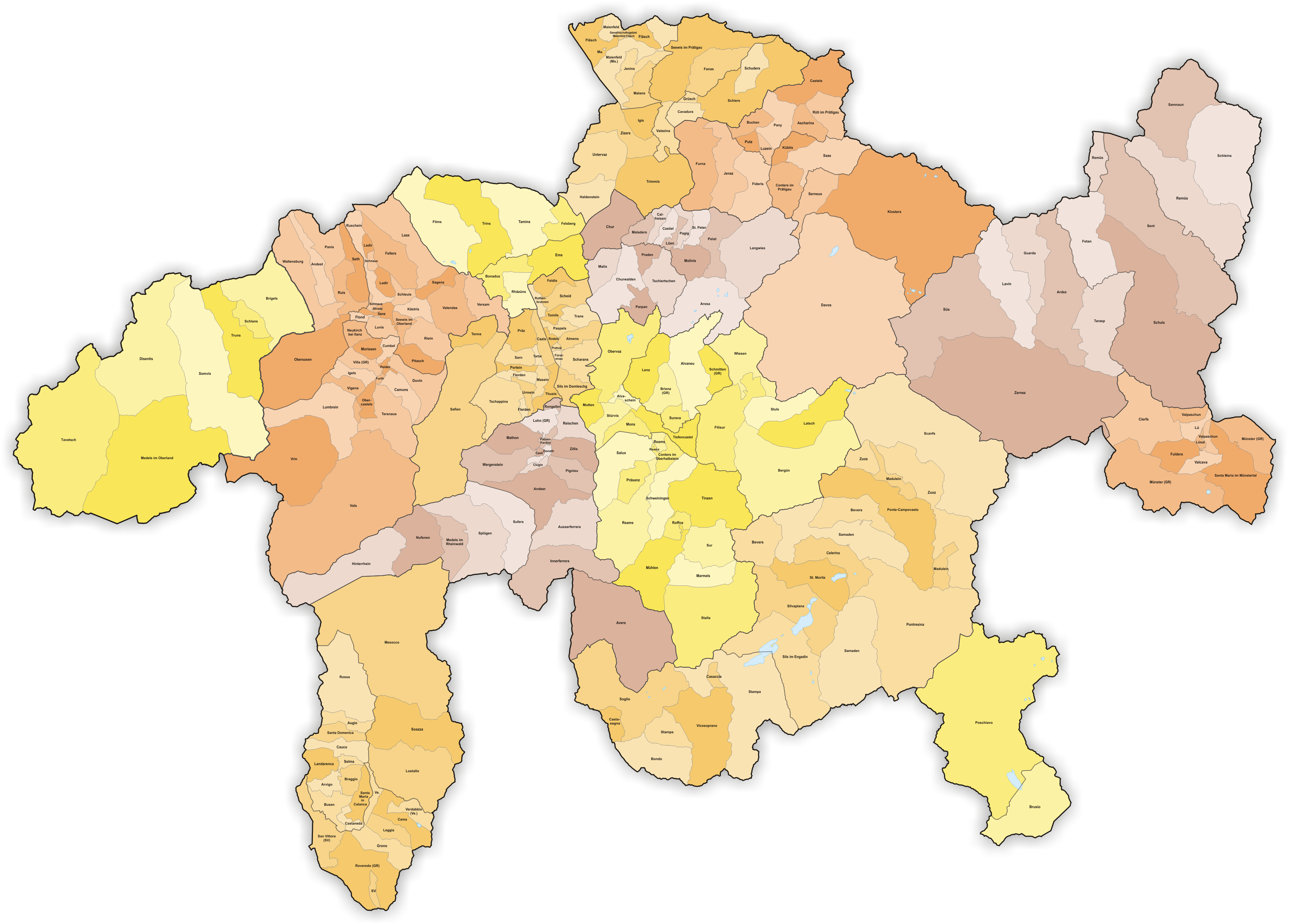
Gemeinden bis 1853
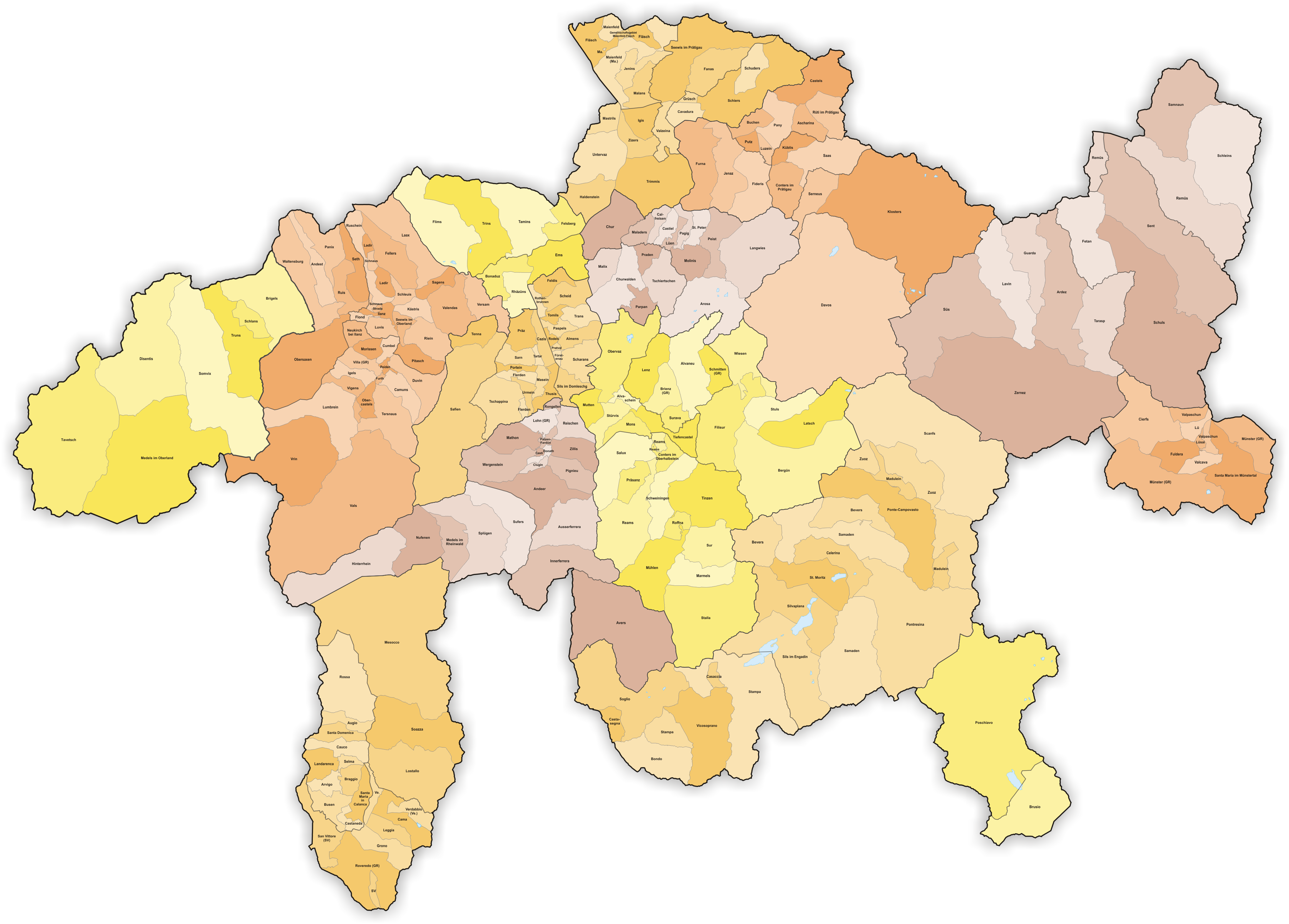
Gemeinden bis 1868
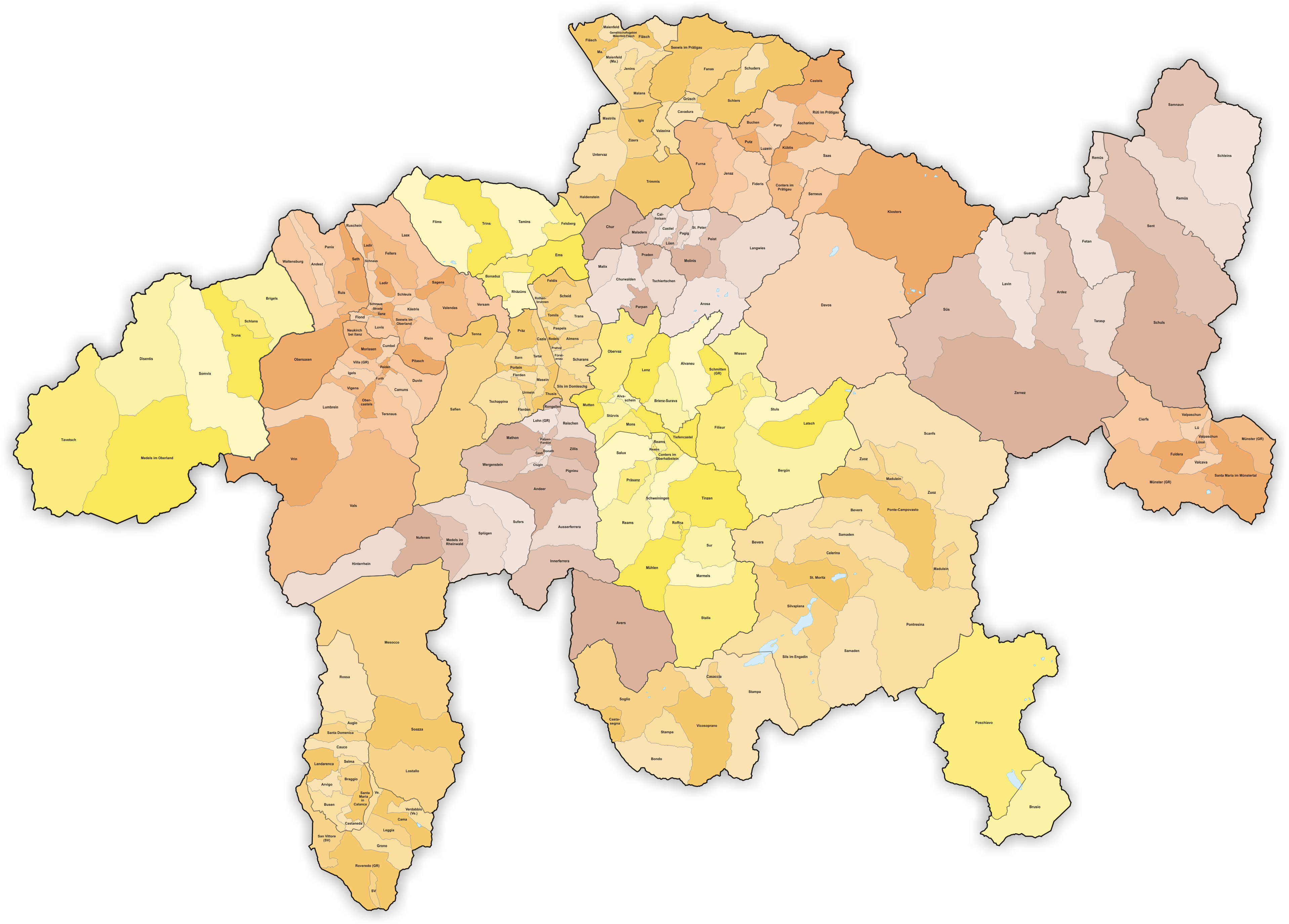
Gemeinden bis 1874
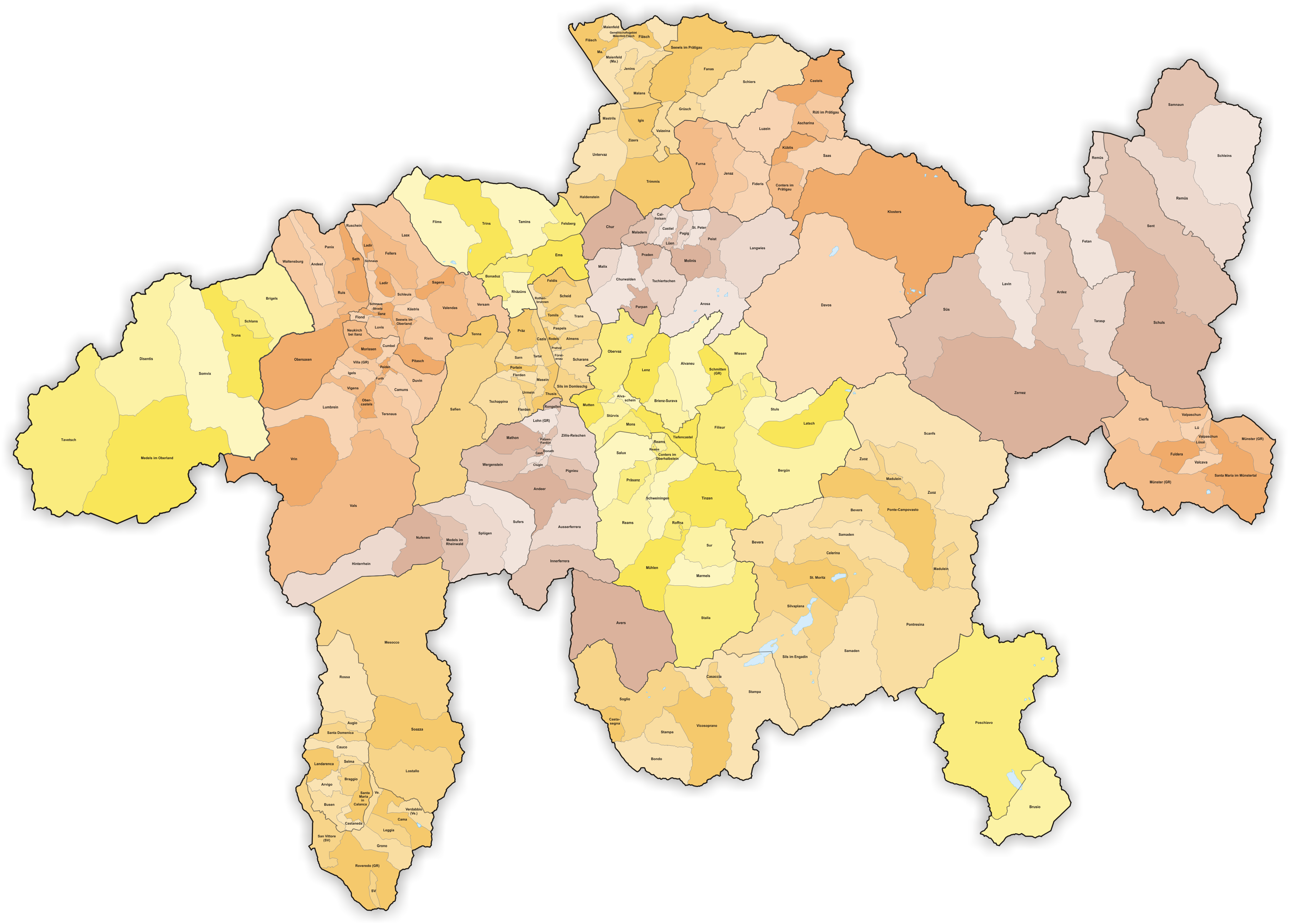
Gemeinden bis 1877
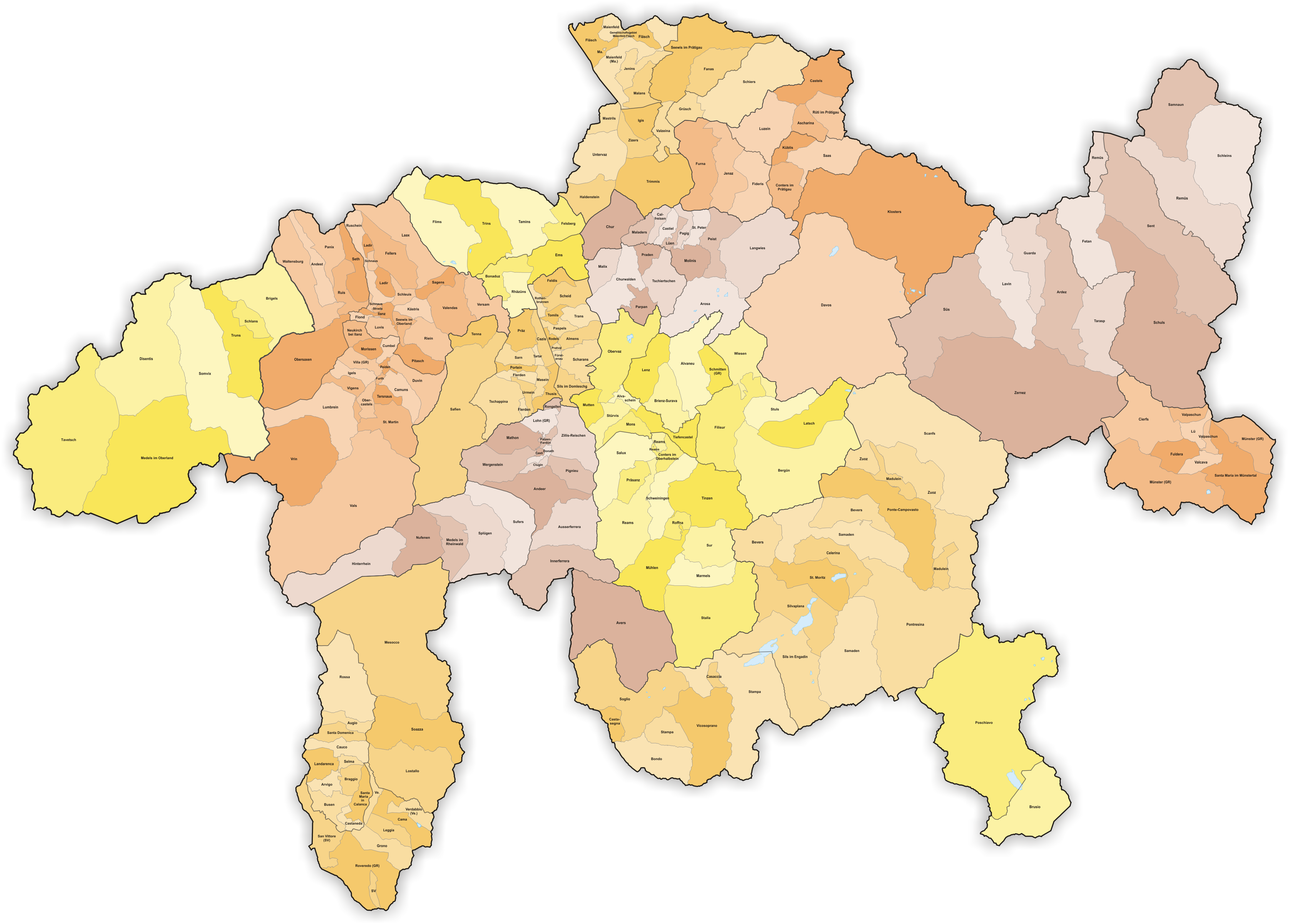
Gemeinden bis 1878
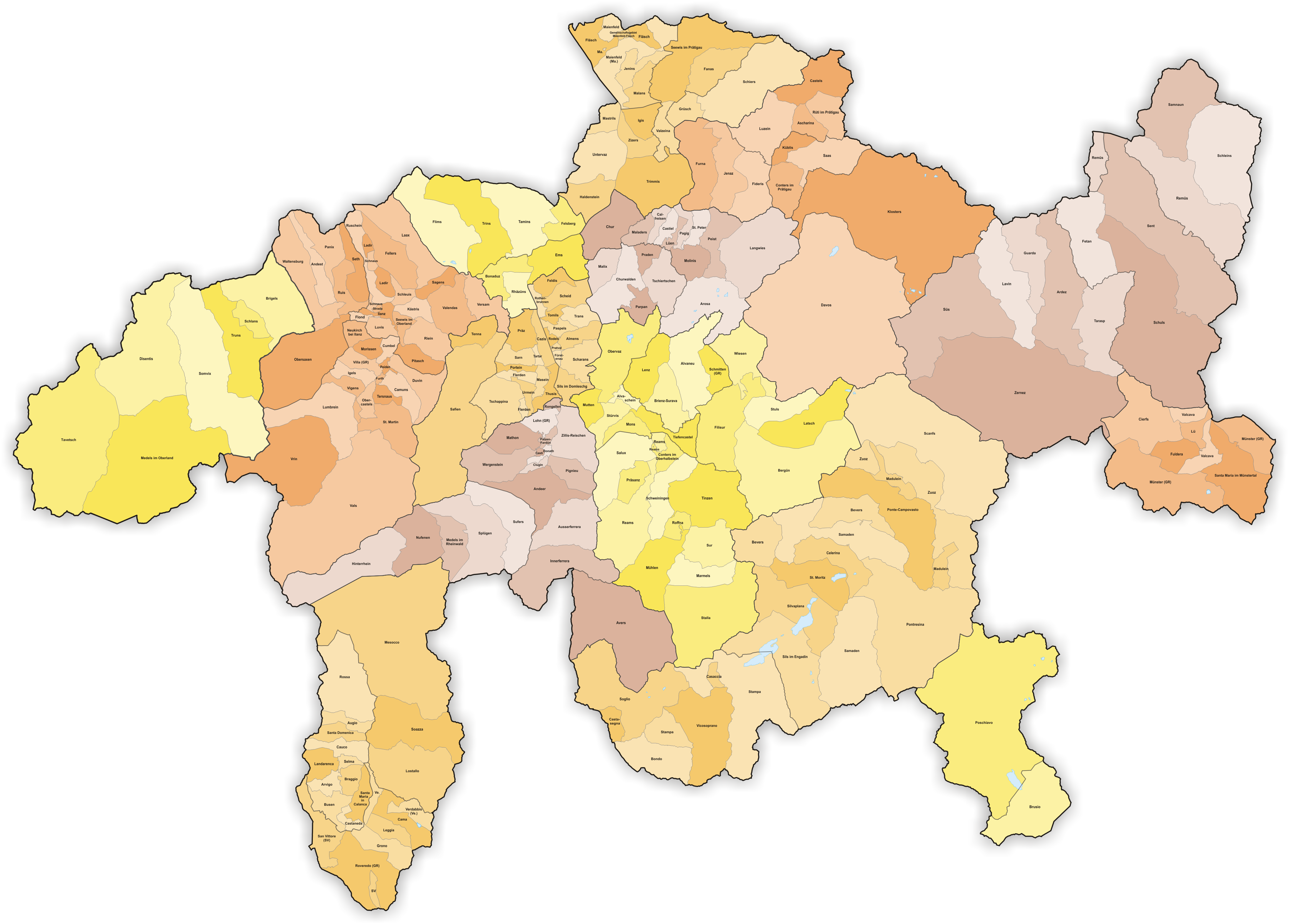
Gemeinden bis 1879
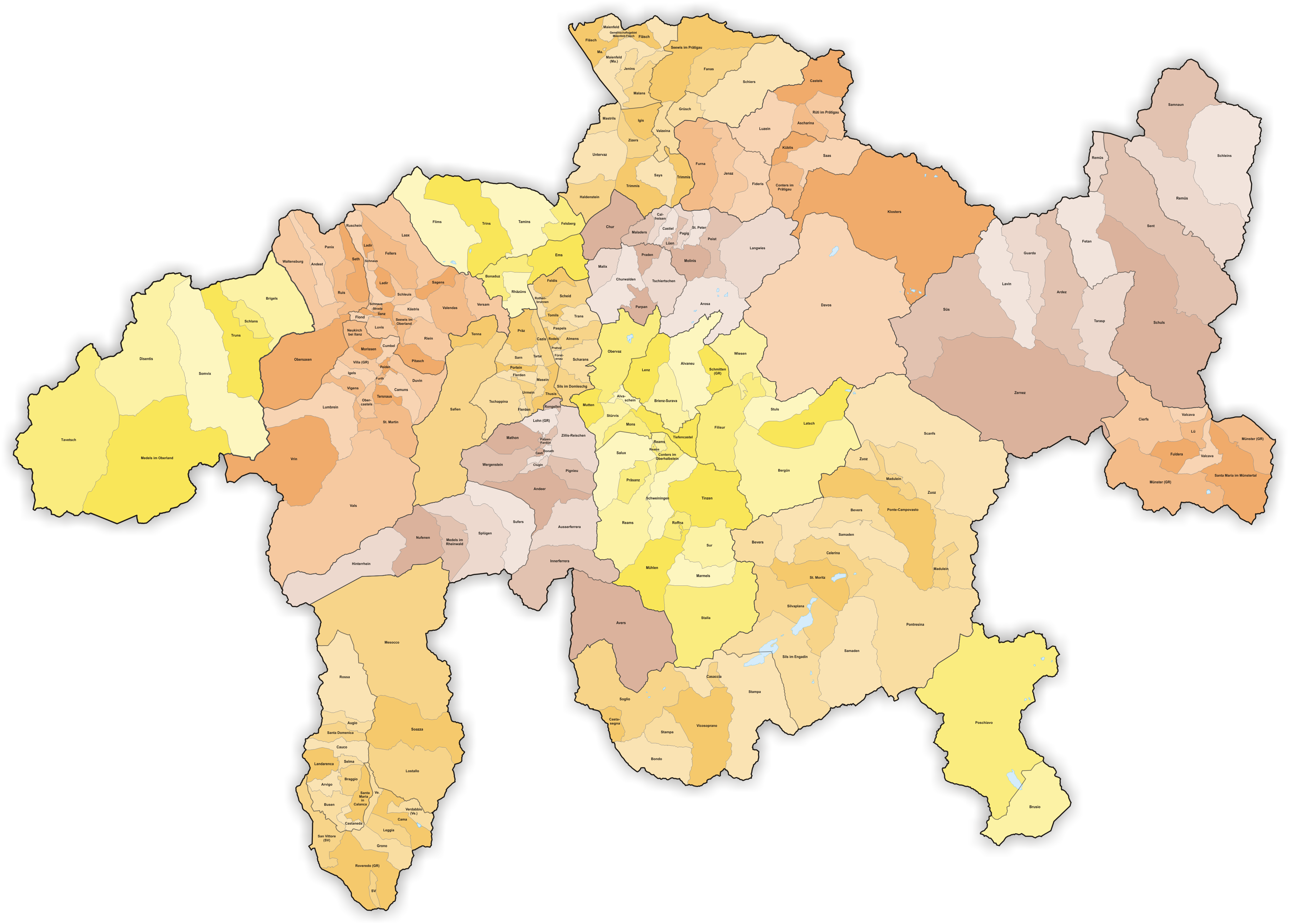
Gemeinden bis 1882
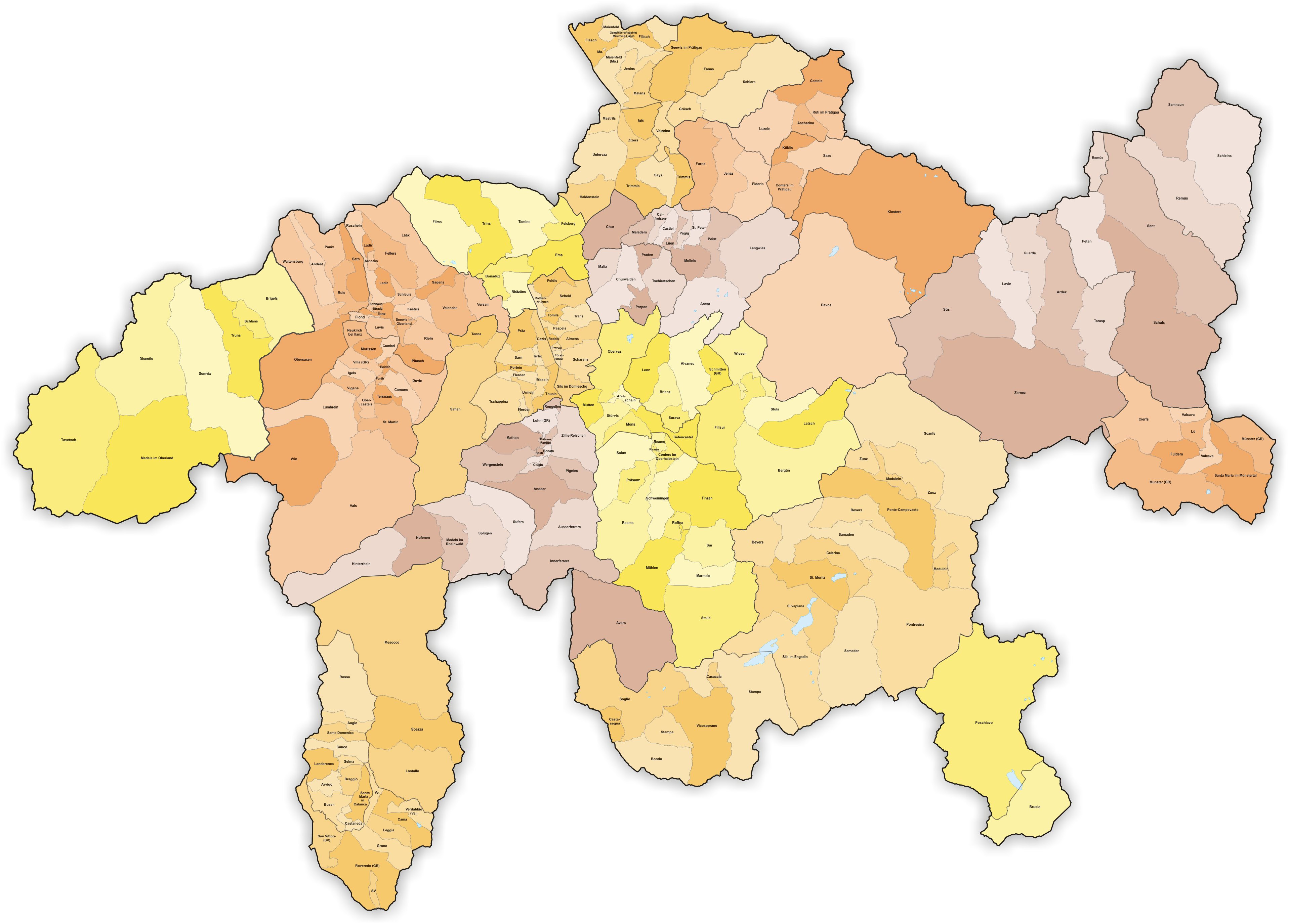
Gemeinden bis 1889
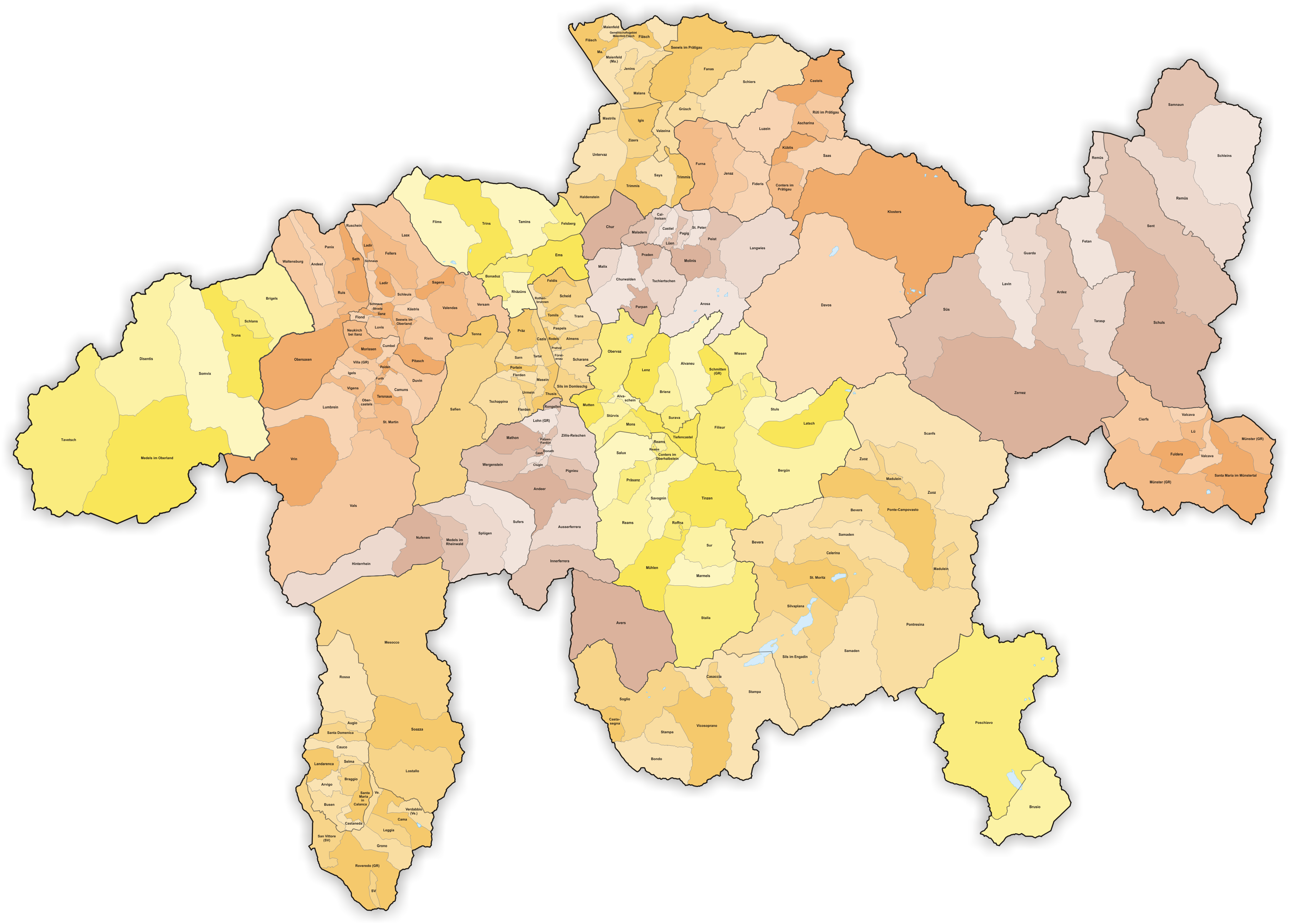
Gemeinden bis 1901
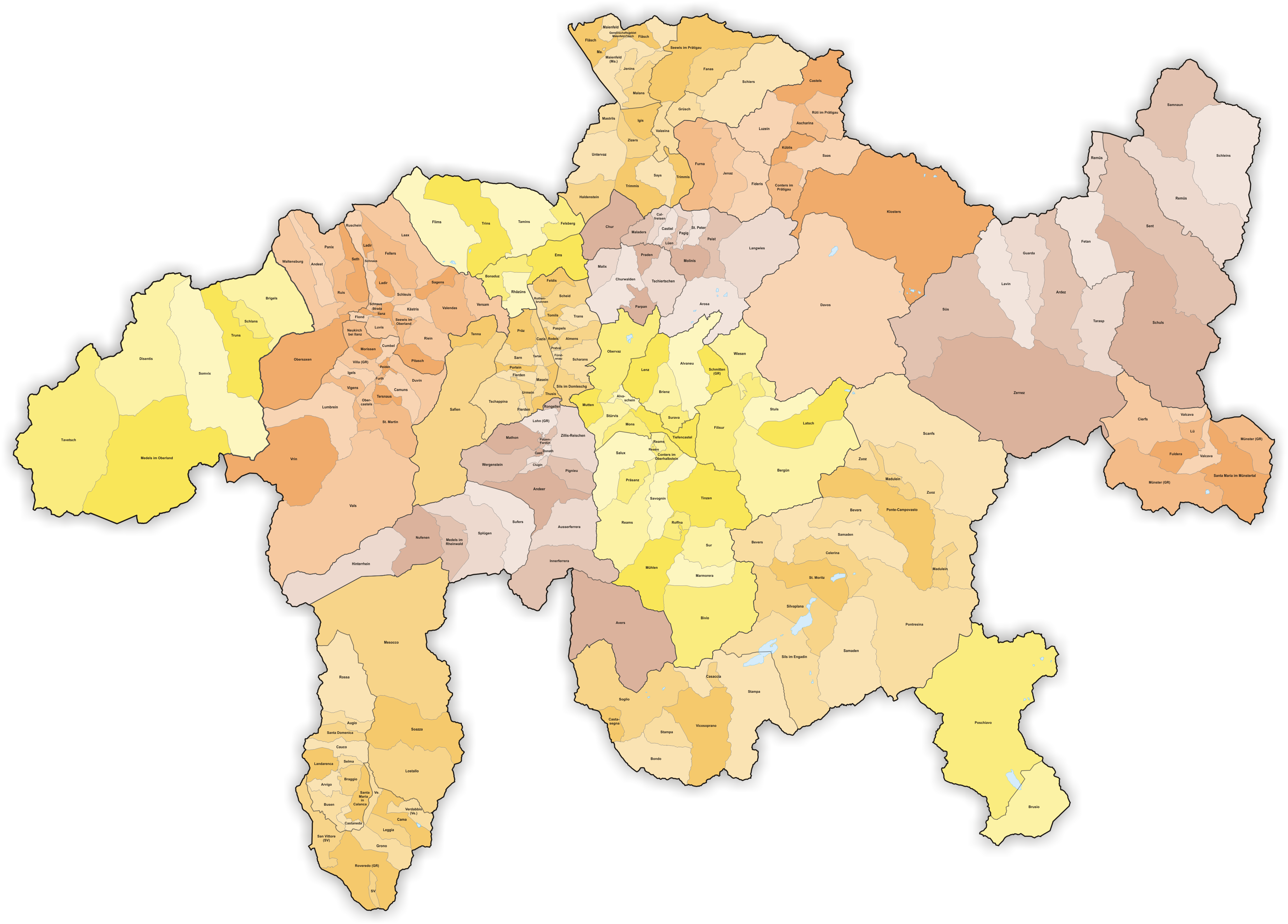
Gemeinden bis 1911
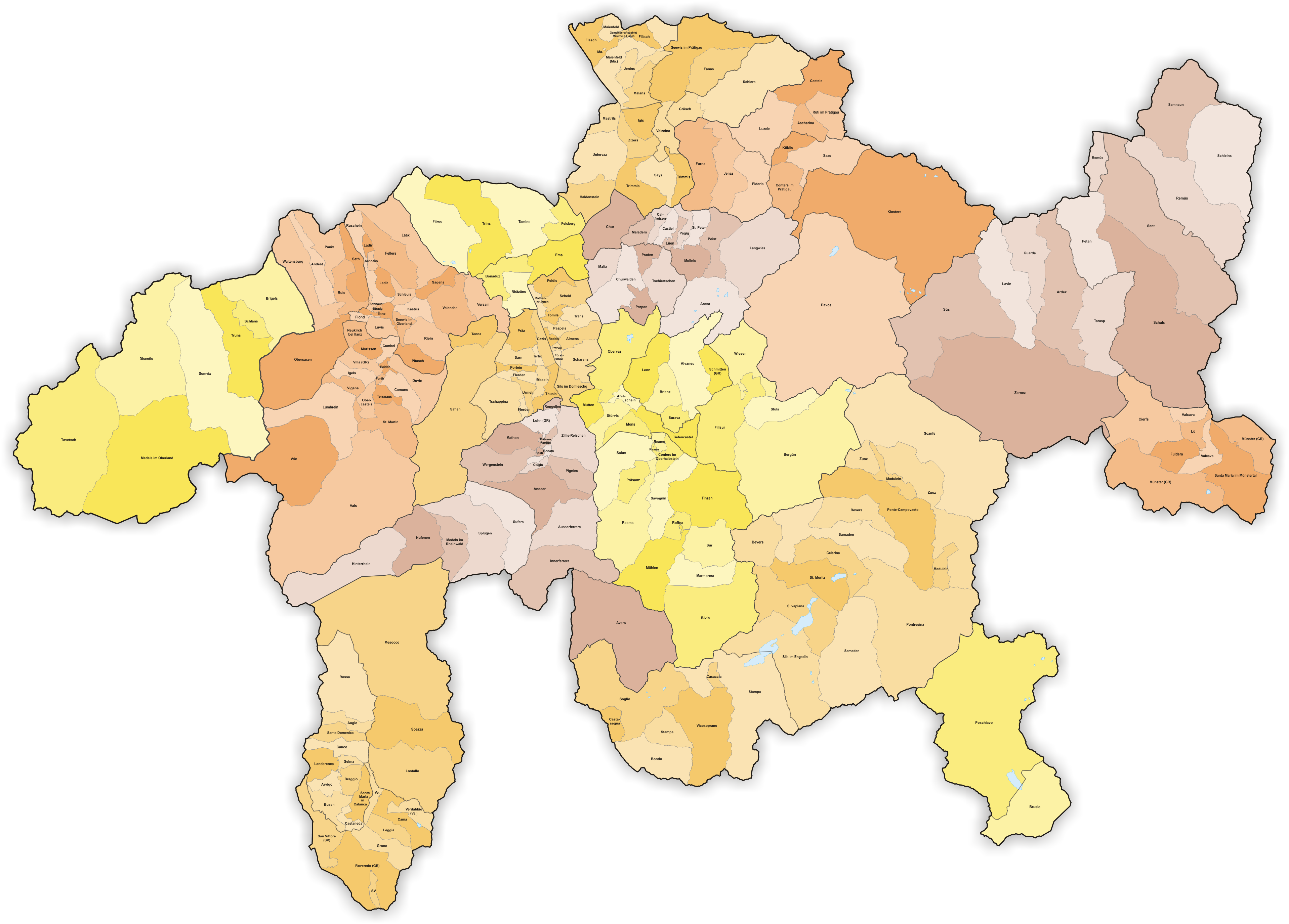
Gemeinden bis 1919
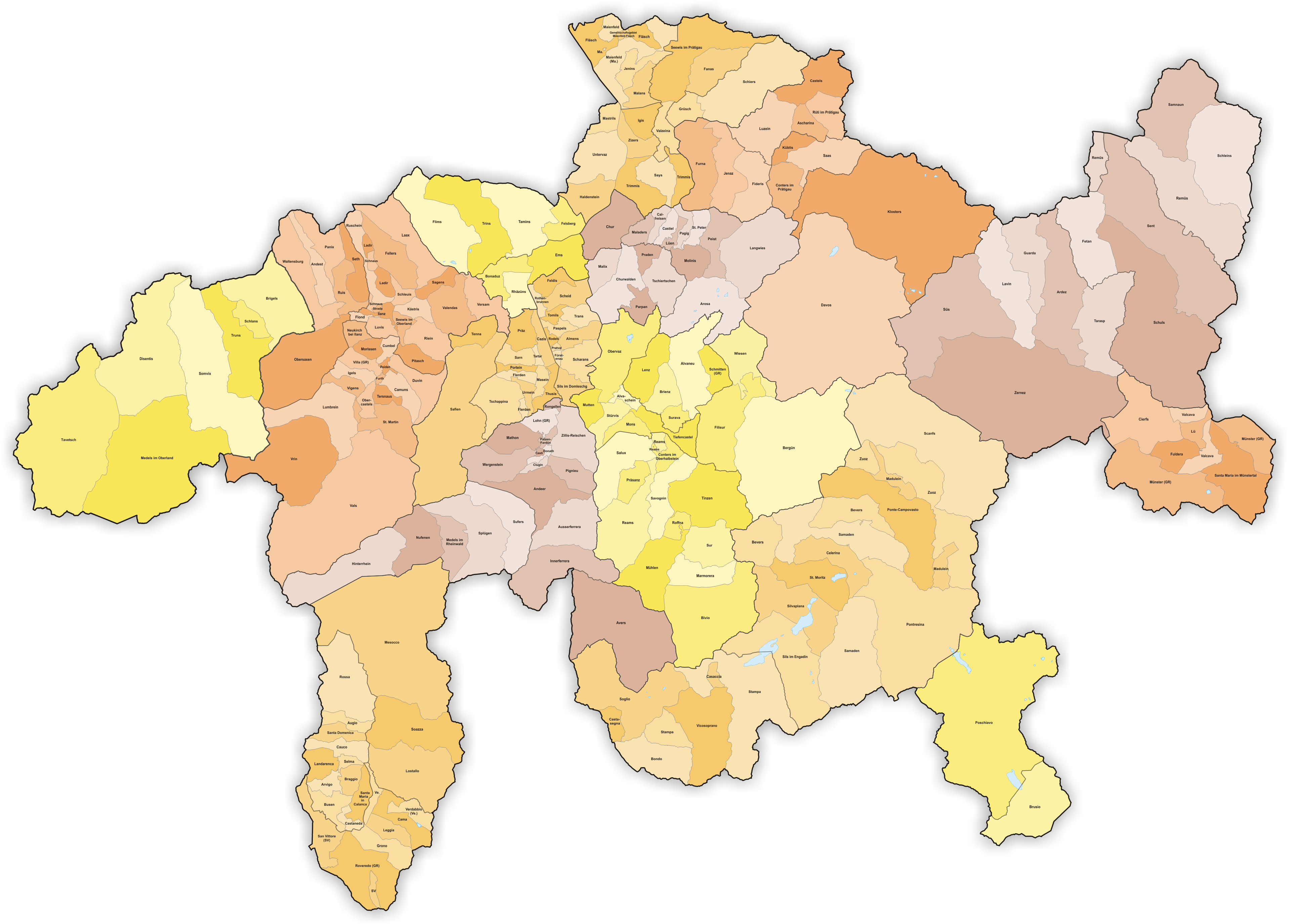
Gemeinden bis 1922
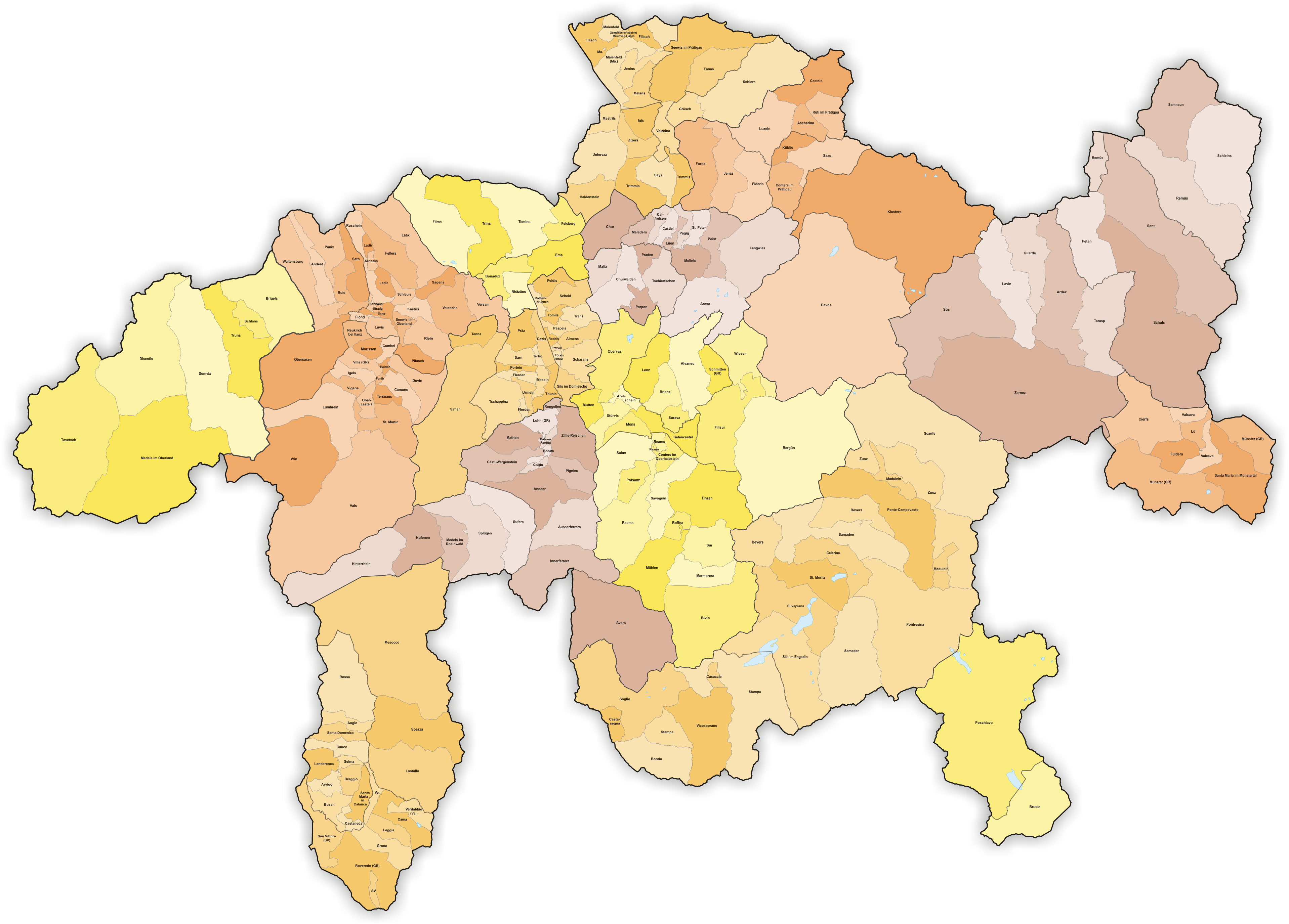
Gemeinden bis 1942
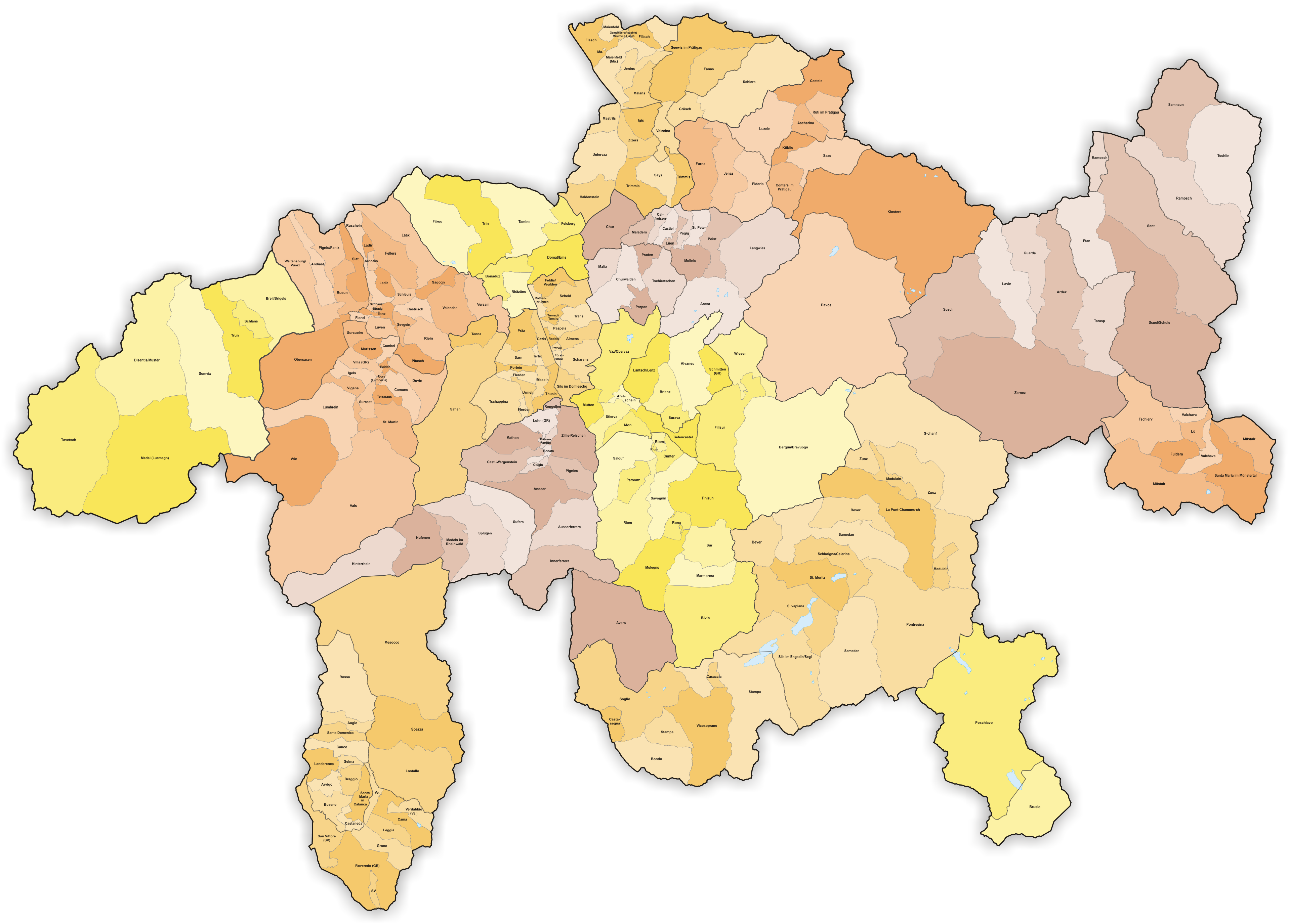
Gemeinden bis 1943
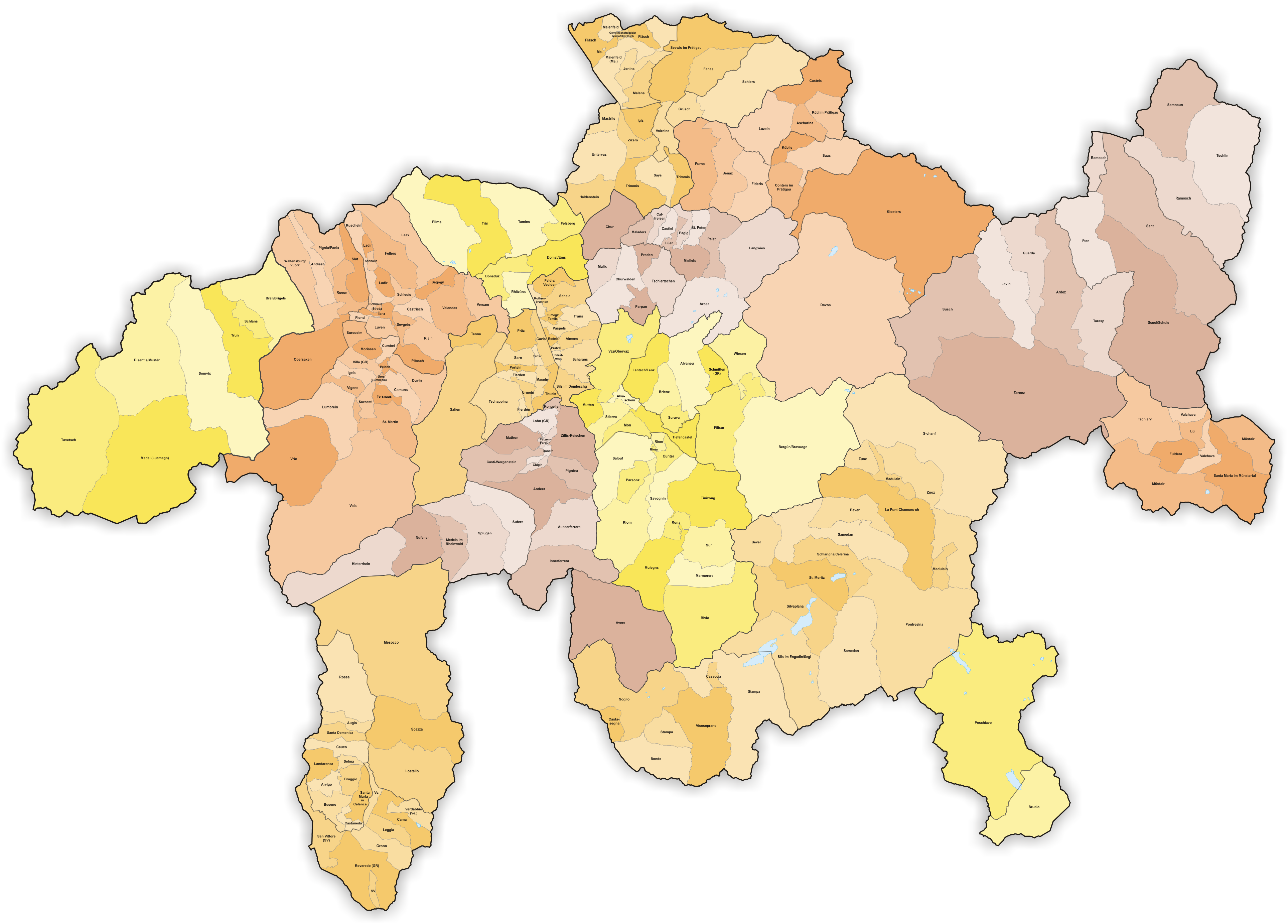
Gemeinden bis 1949
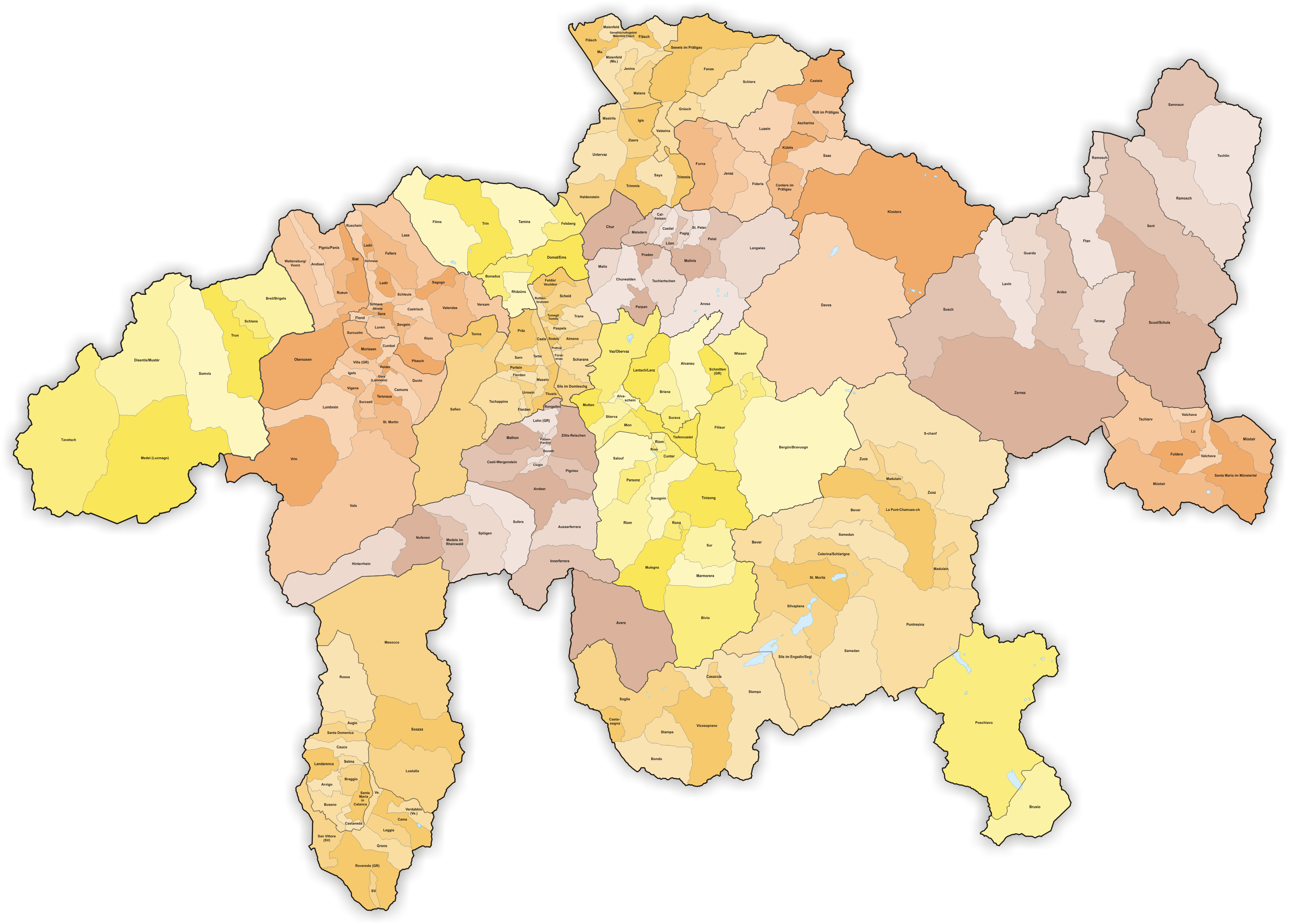
Gemeinden bis 1952
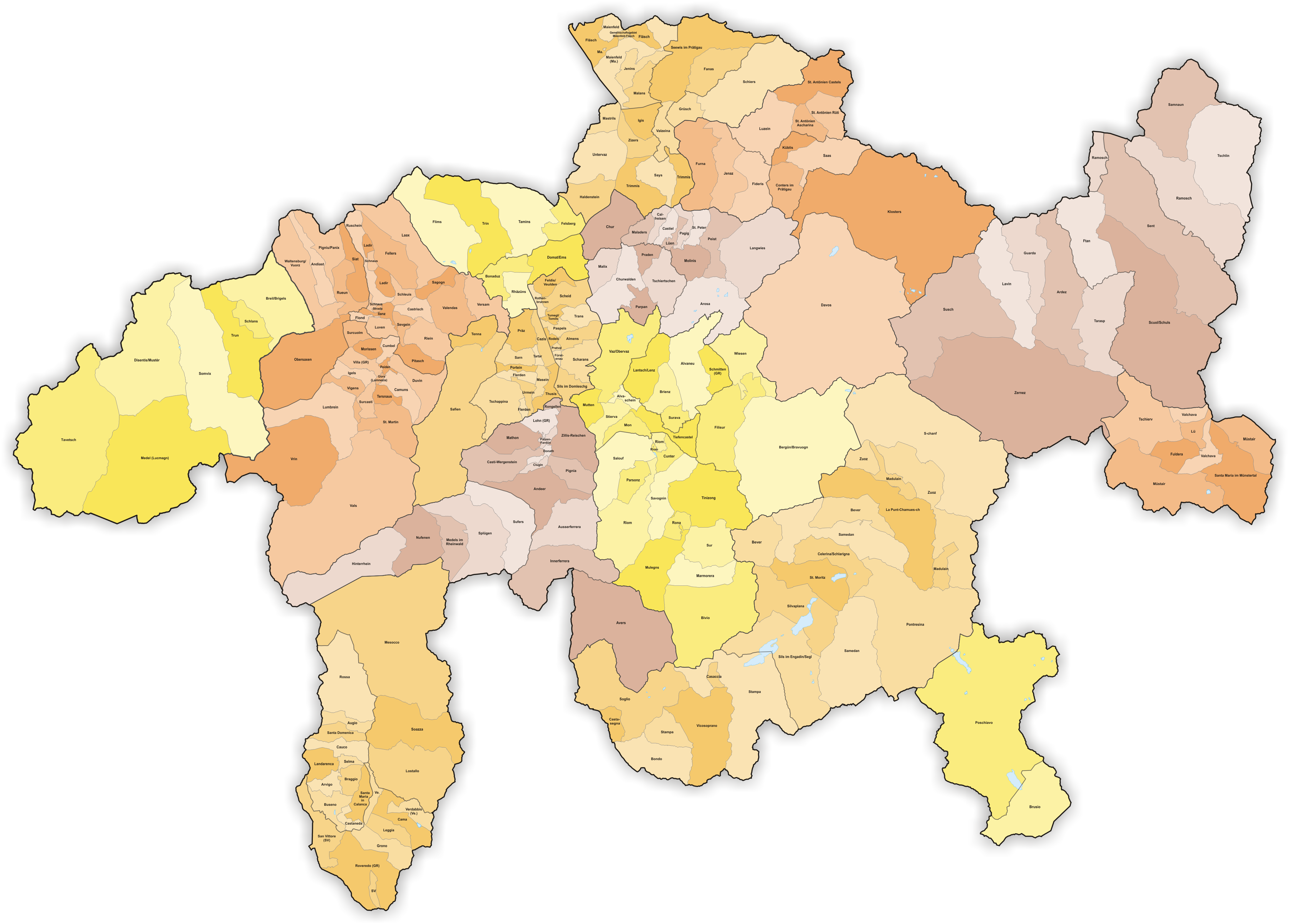
Gemeinden bis 1961
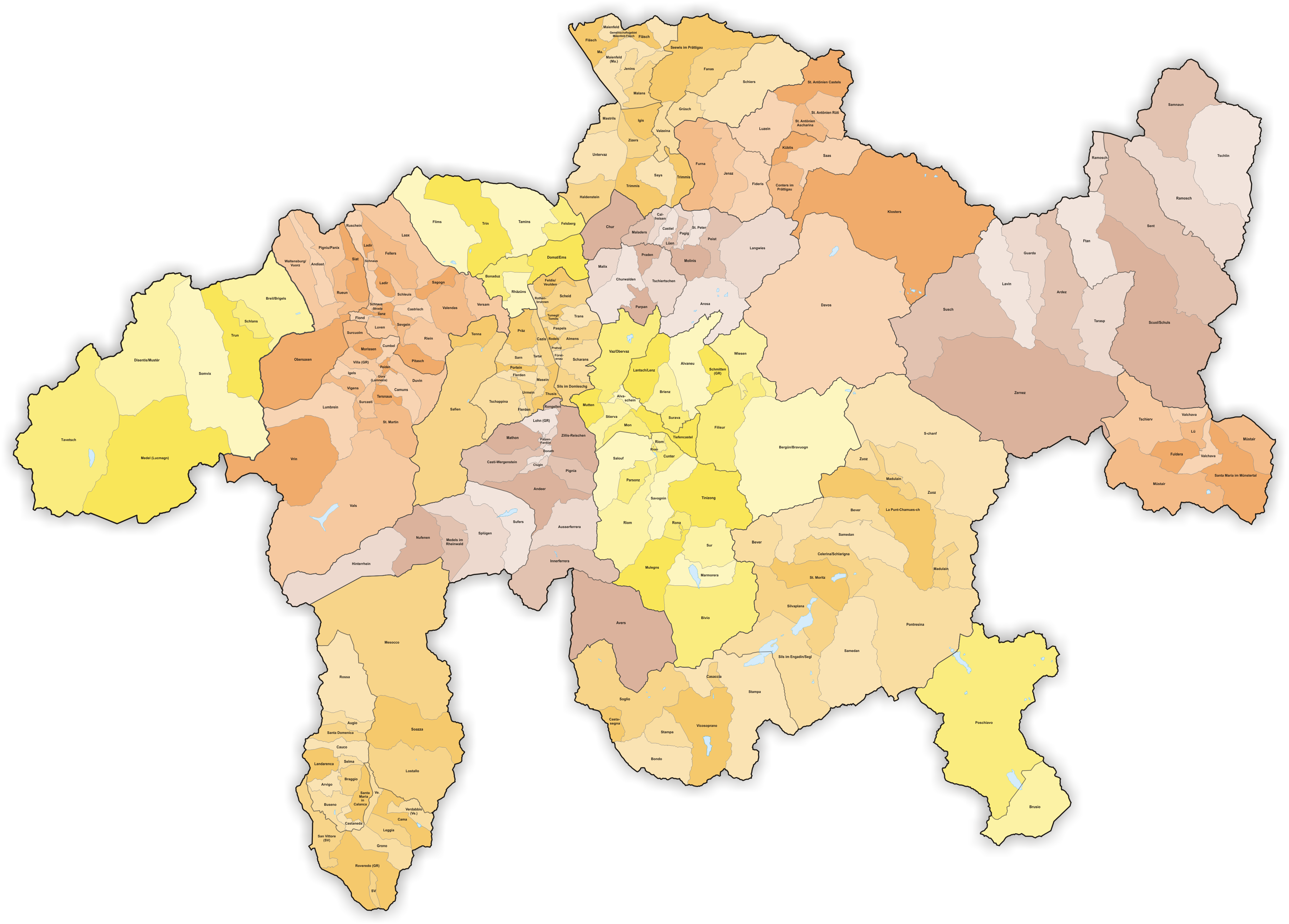
Gemeinden bis 1962
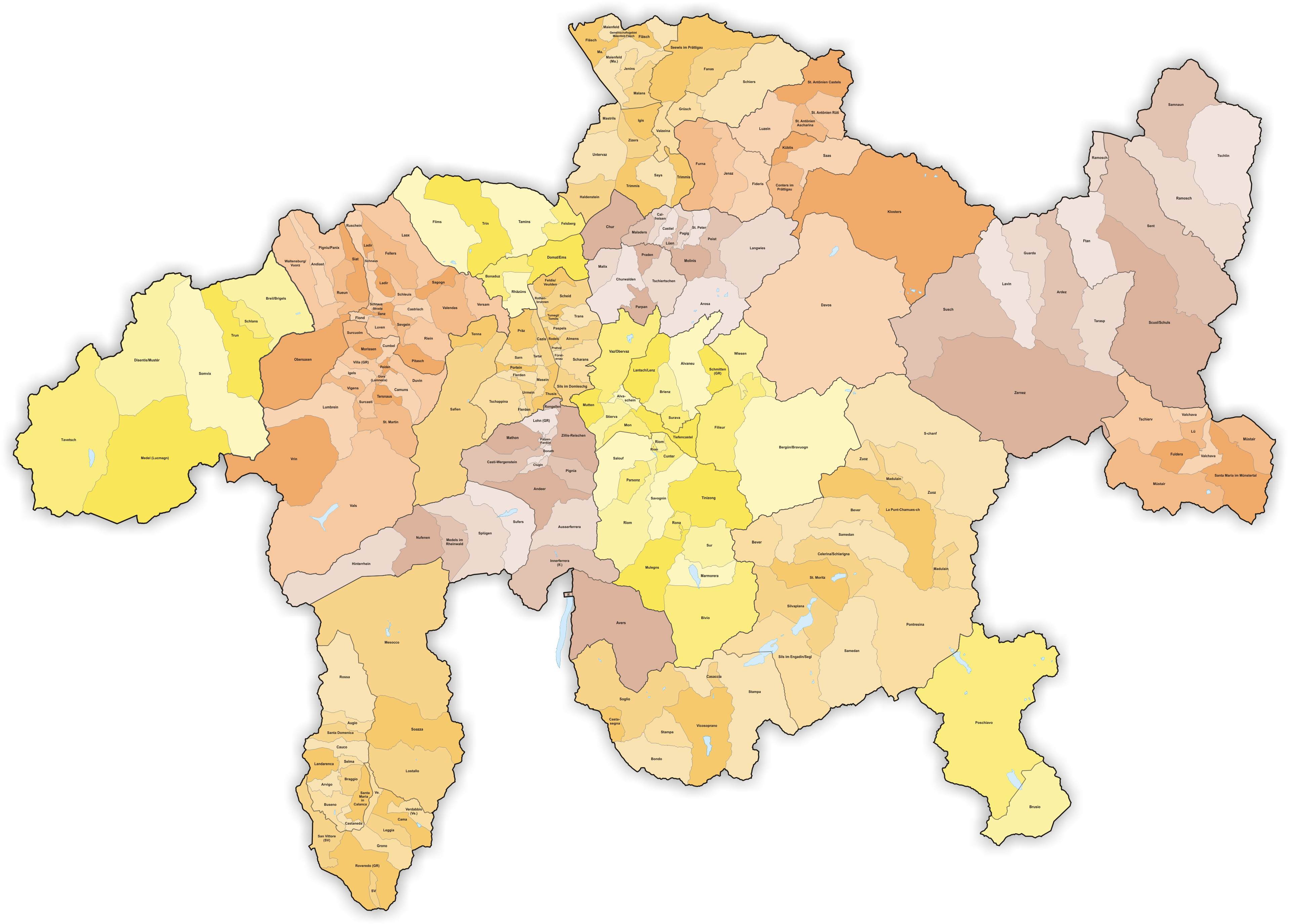
Gemeinden bis 1963
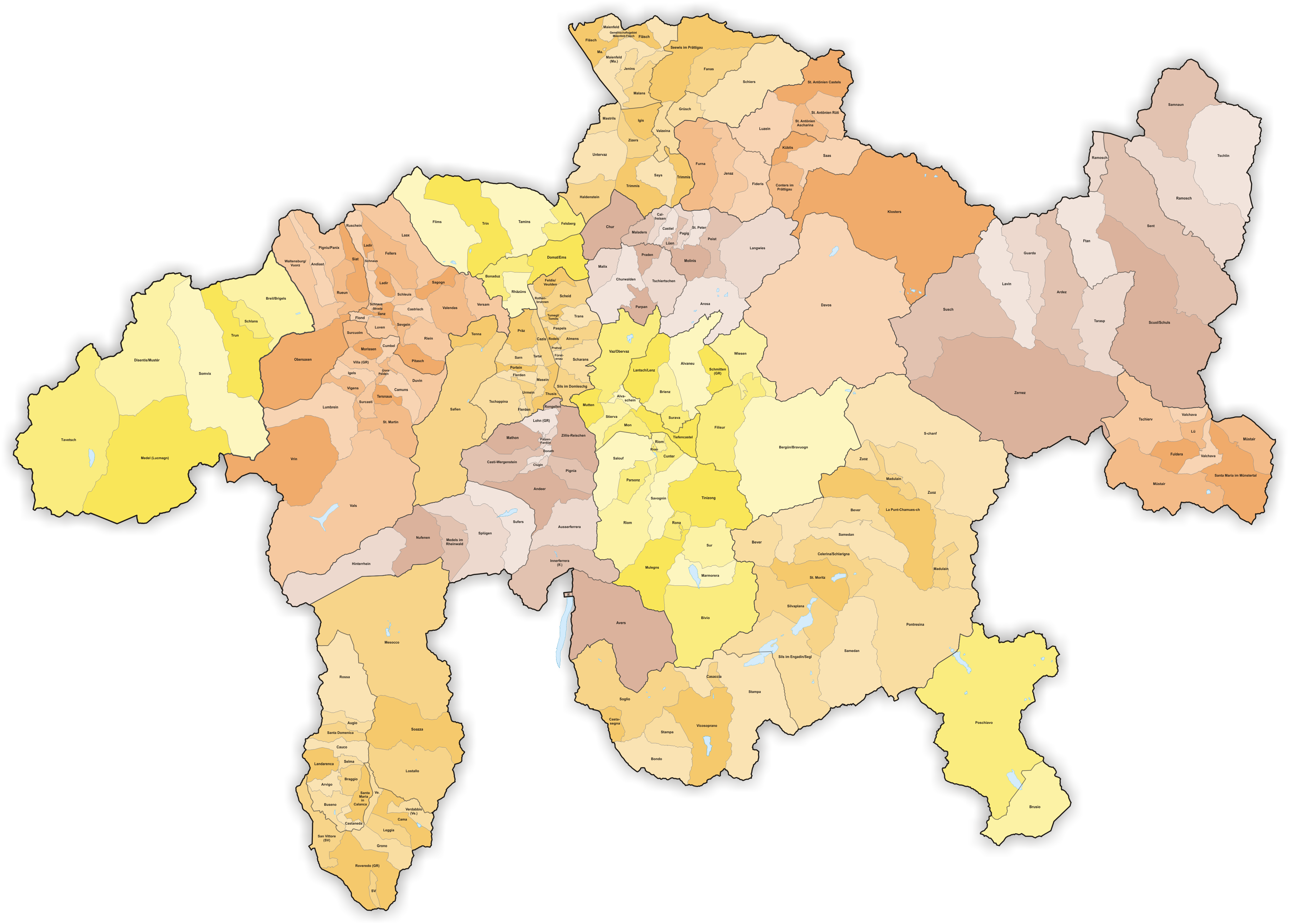
Gemeinden bis 1968
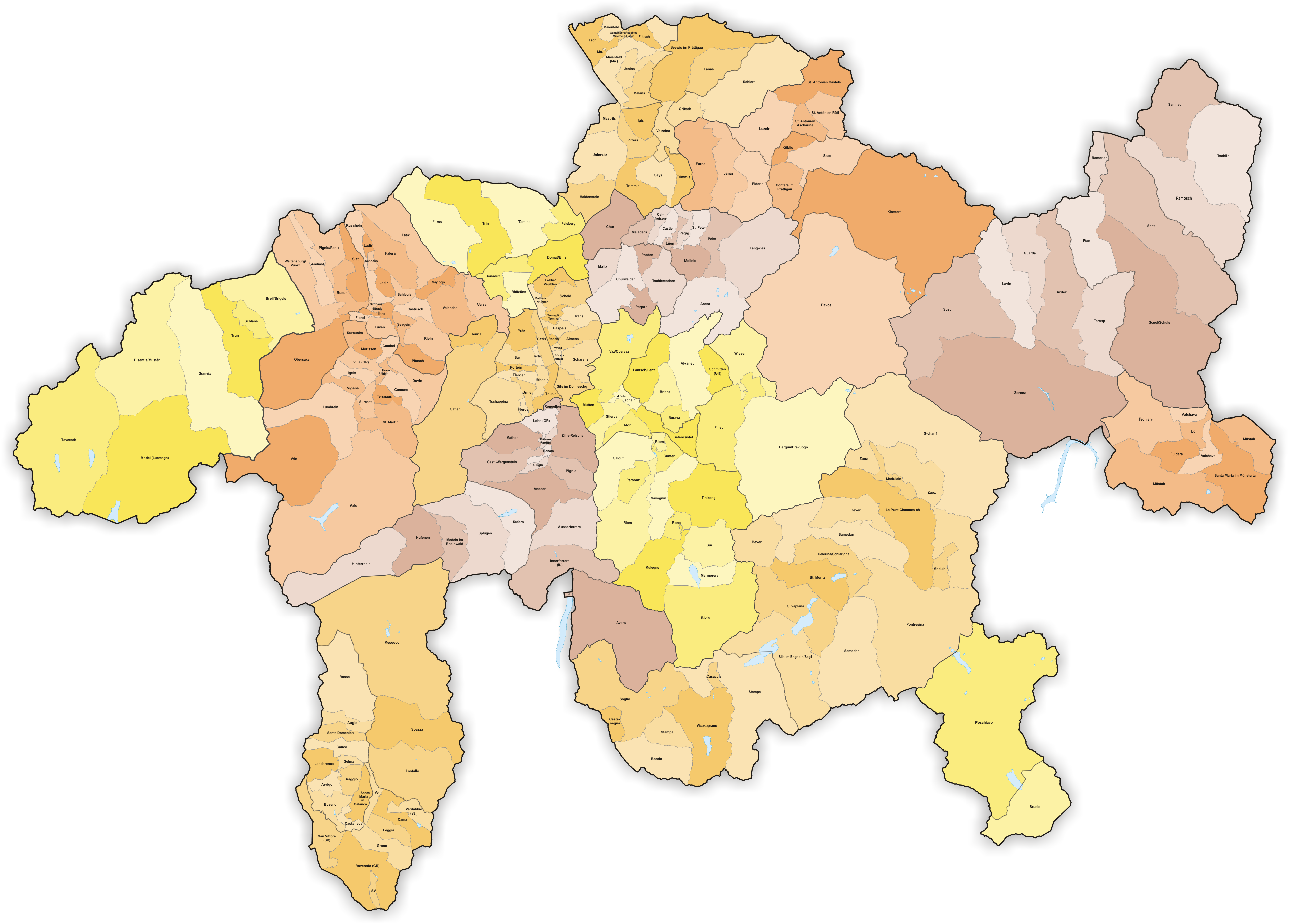
Gemeinden bis 1969
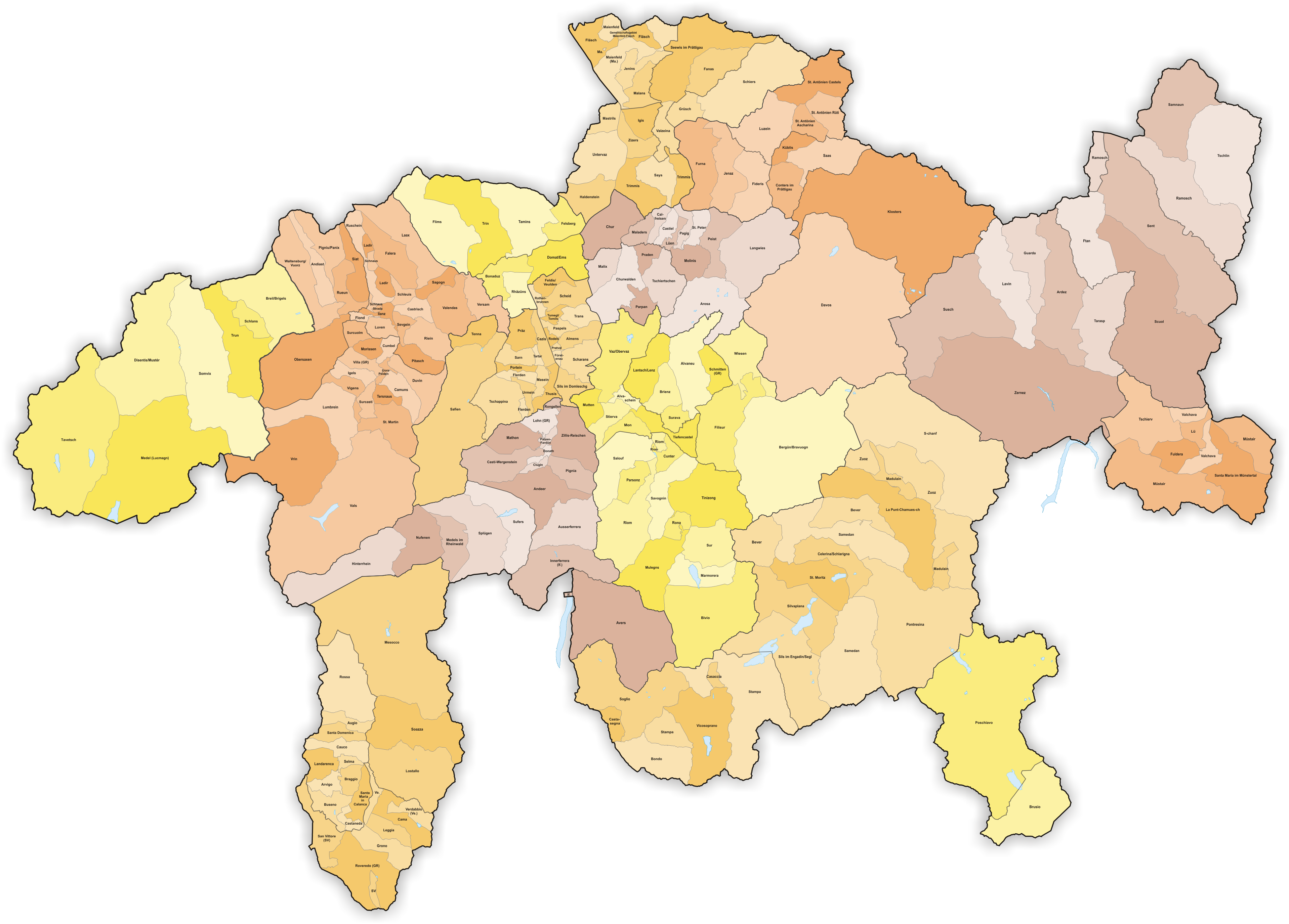
Gemeinden bis 1971
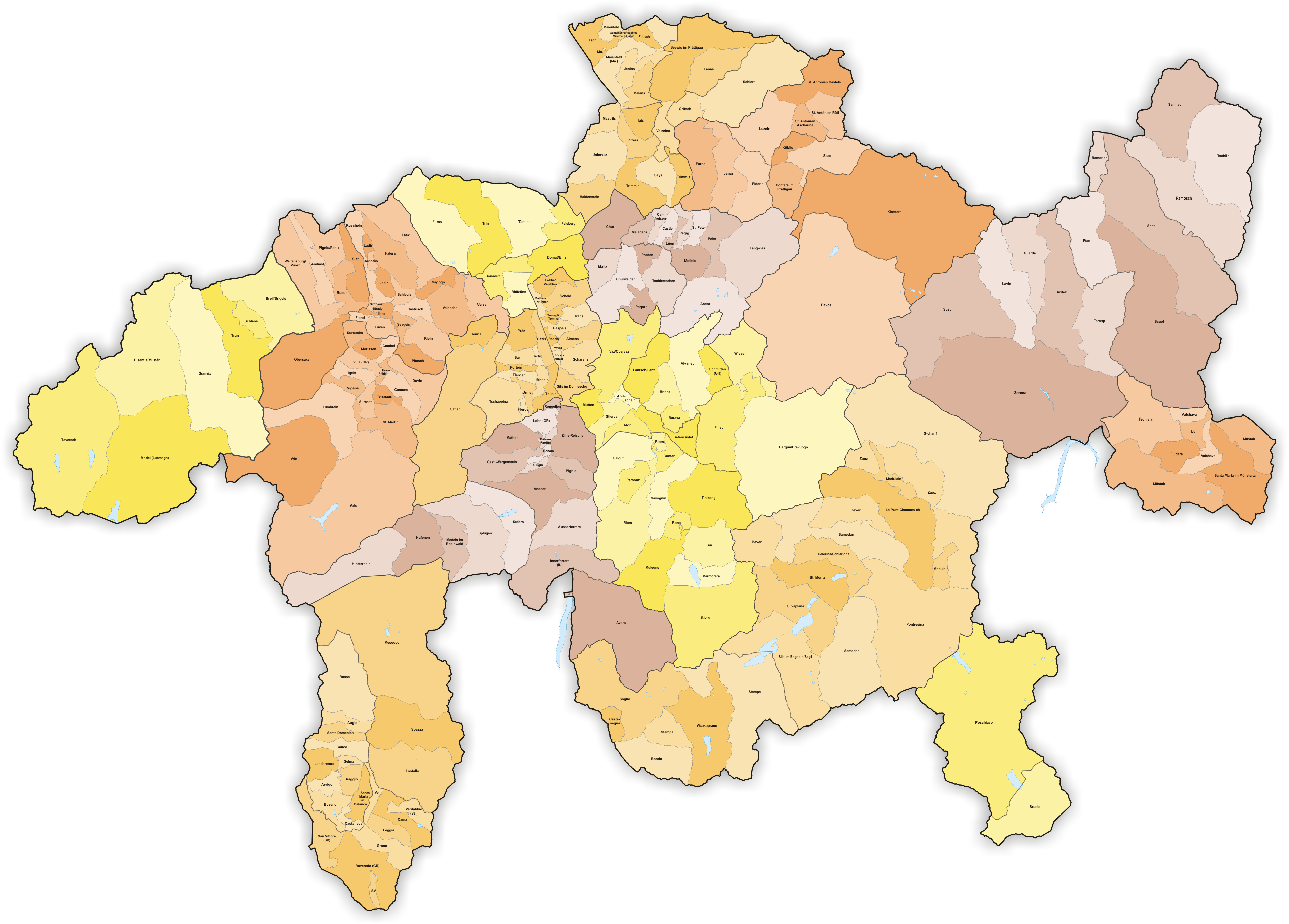
Gemeinden bis 1973
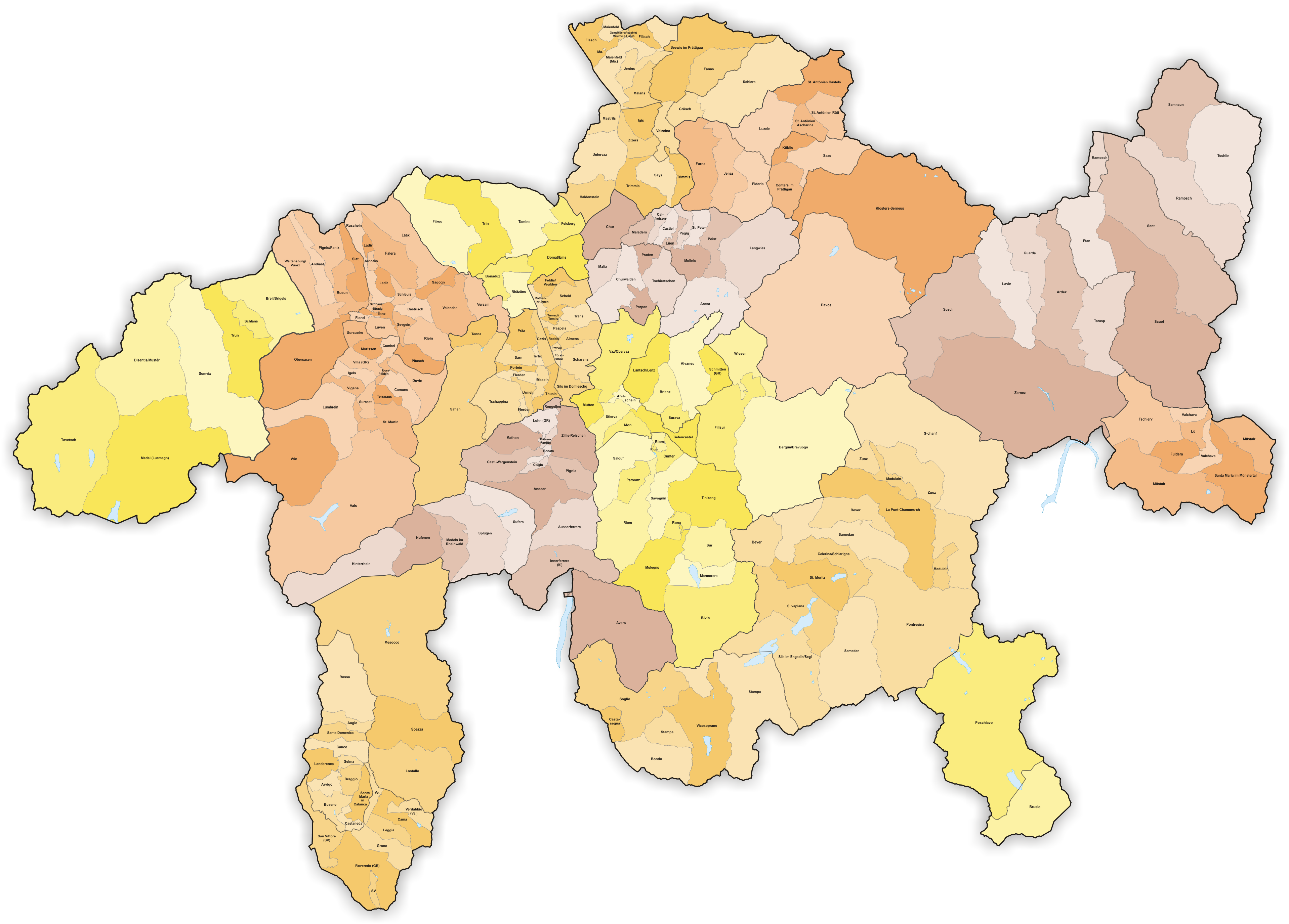
Gemeinden bis 1976
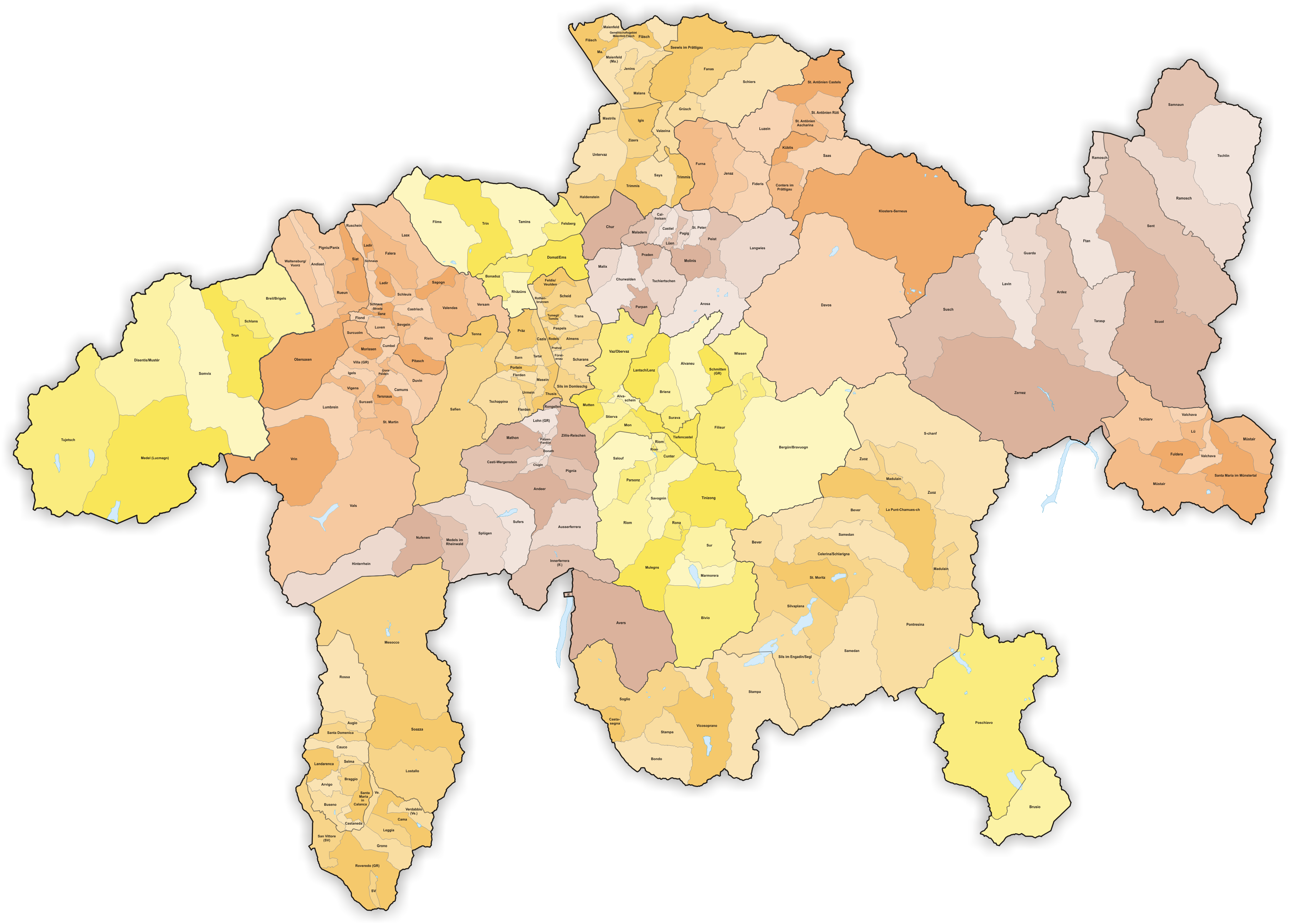
Gemeinden bis 10.1977
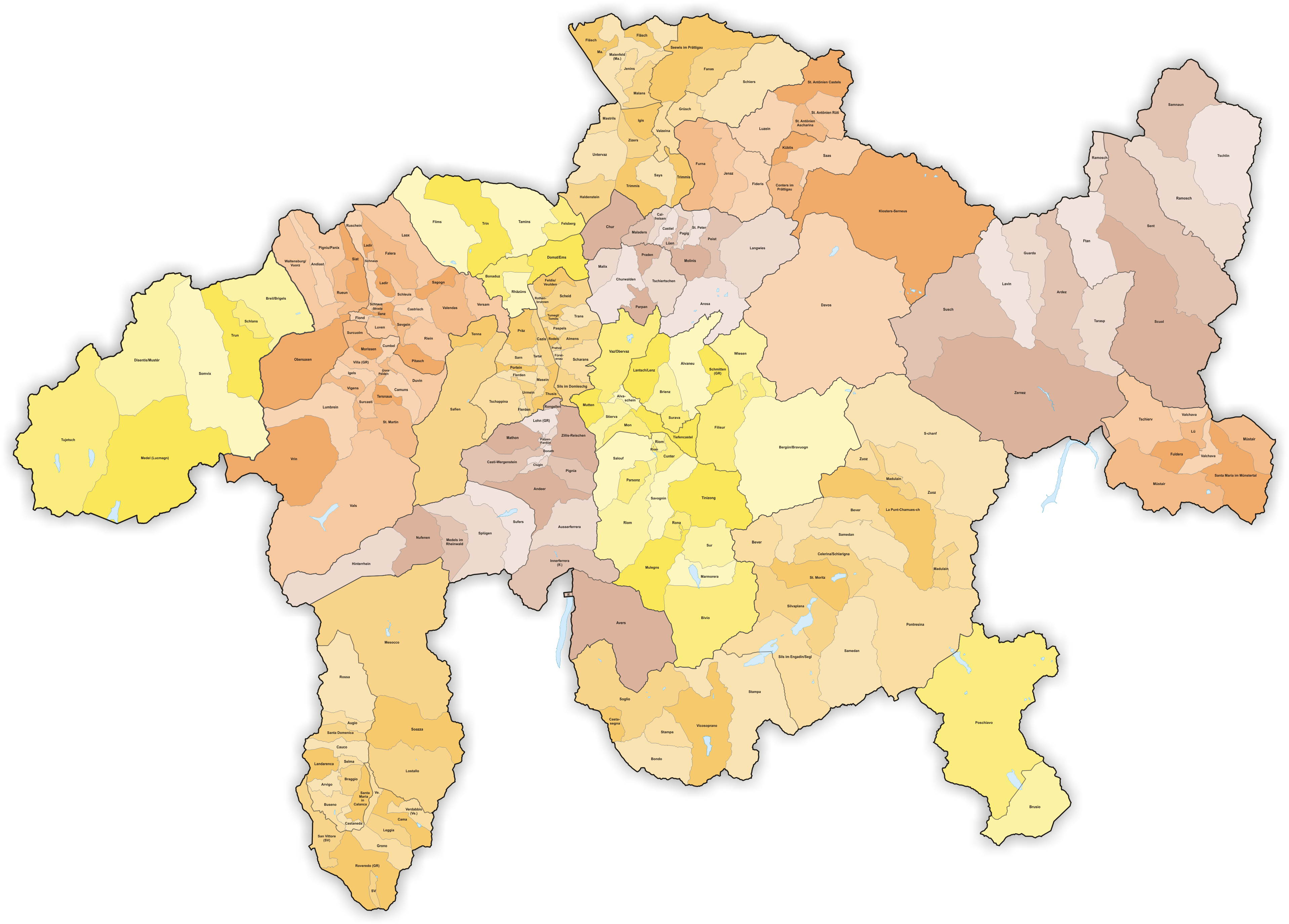
Gemeinden bis 12.1977
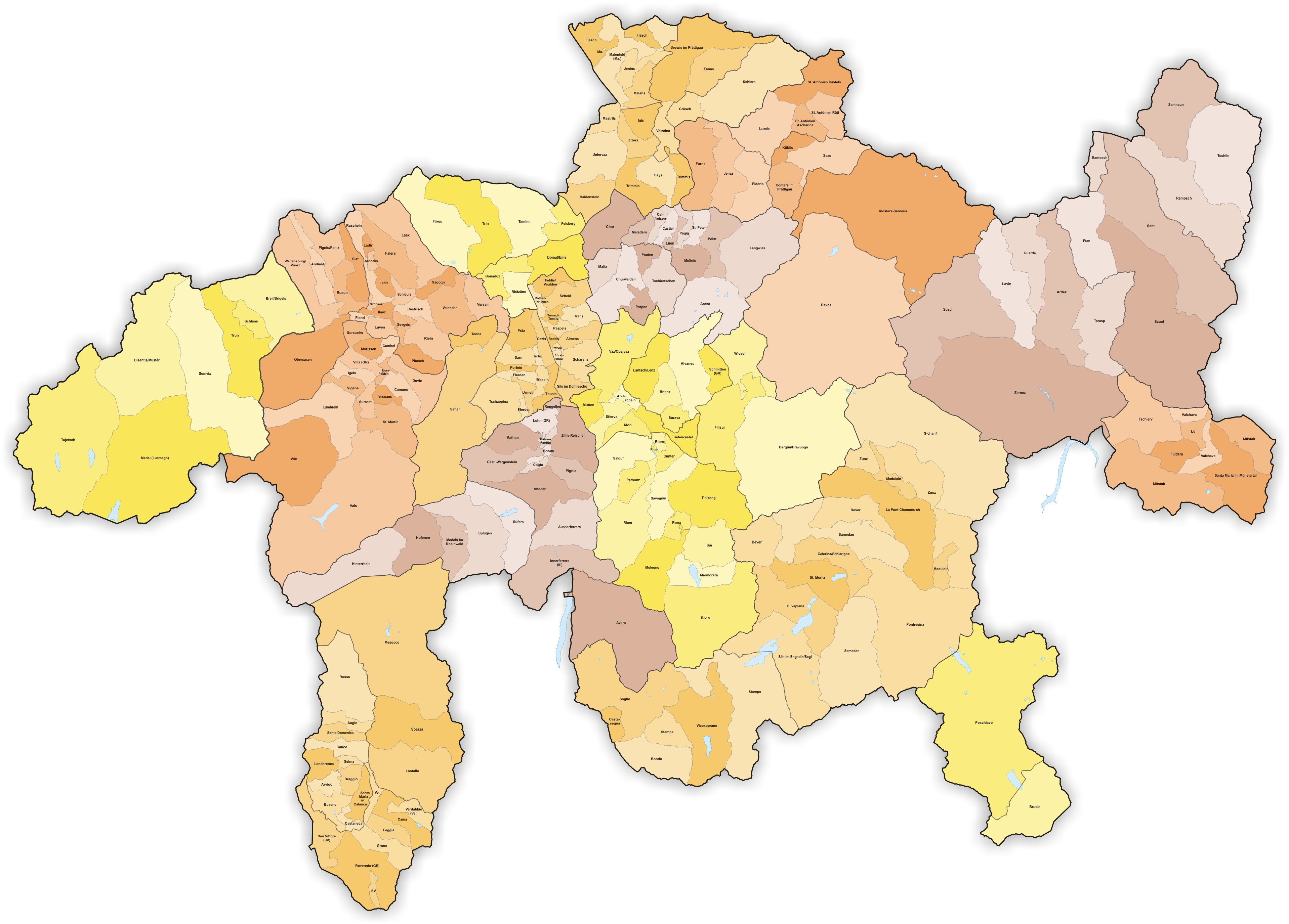
Gemeinden bis 1978
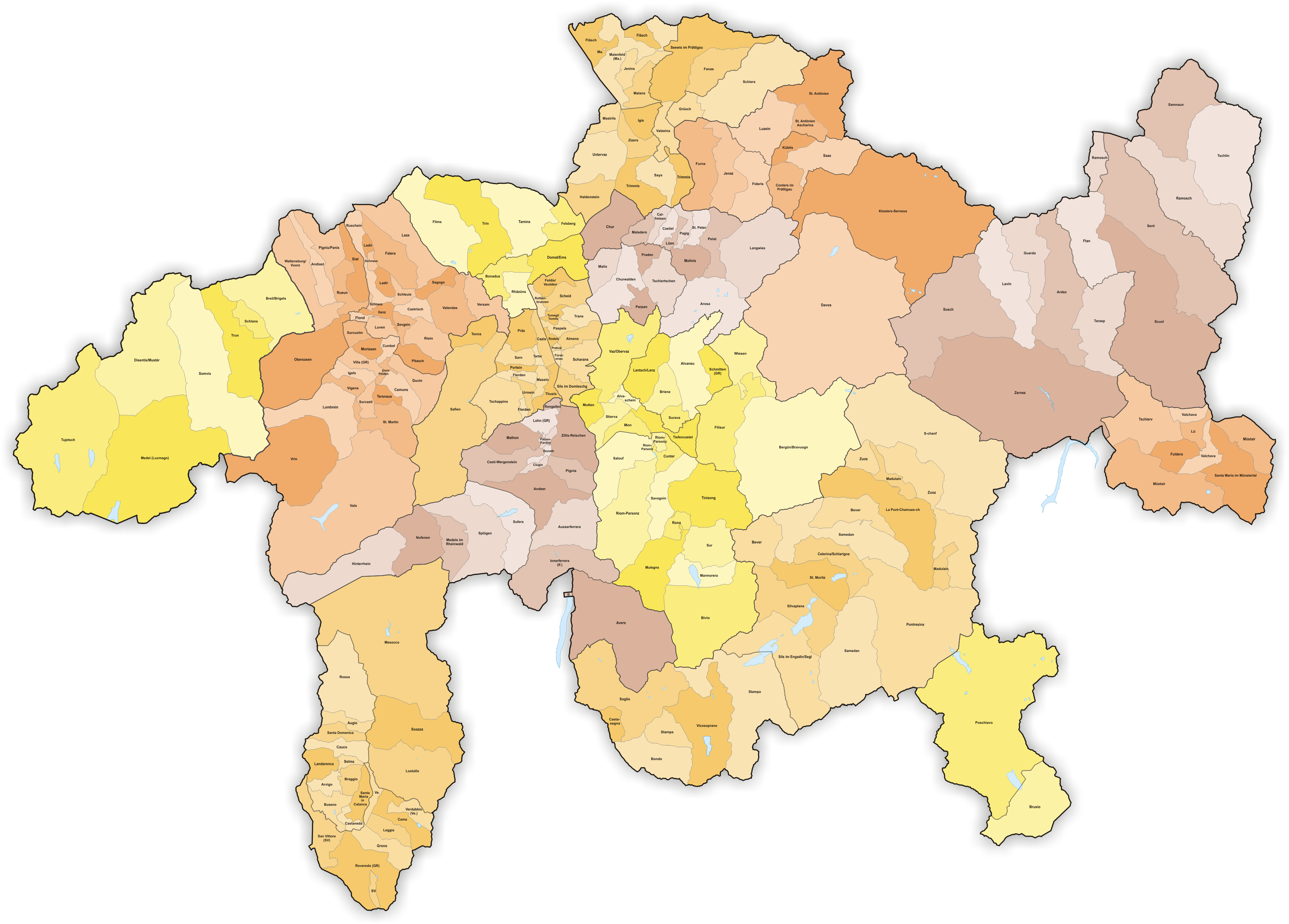
Gemeinden bis 1979
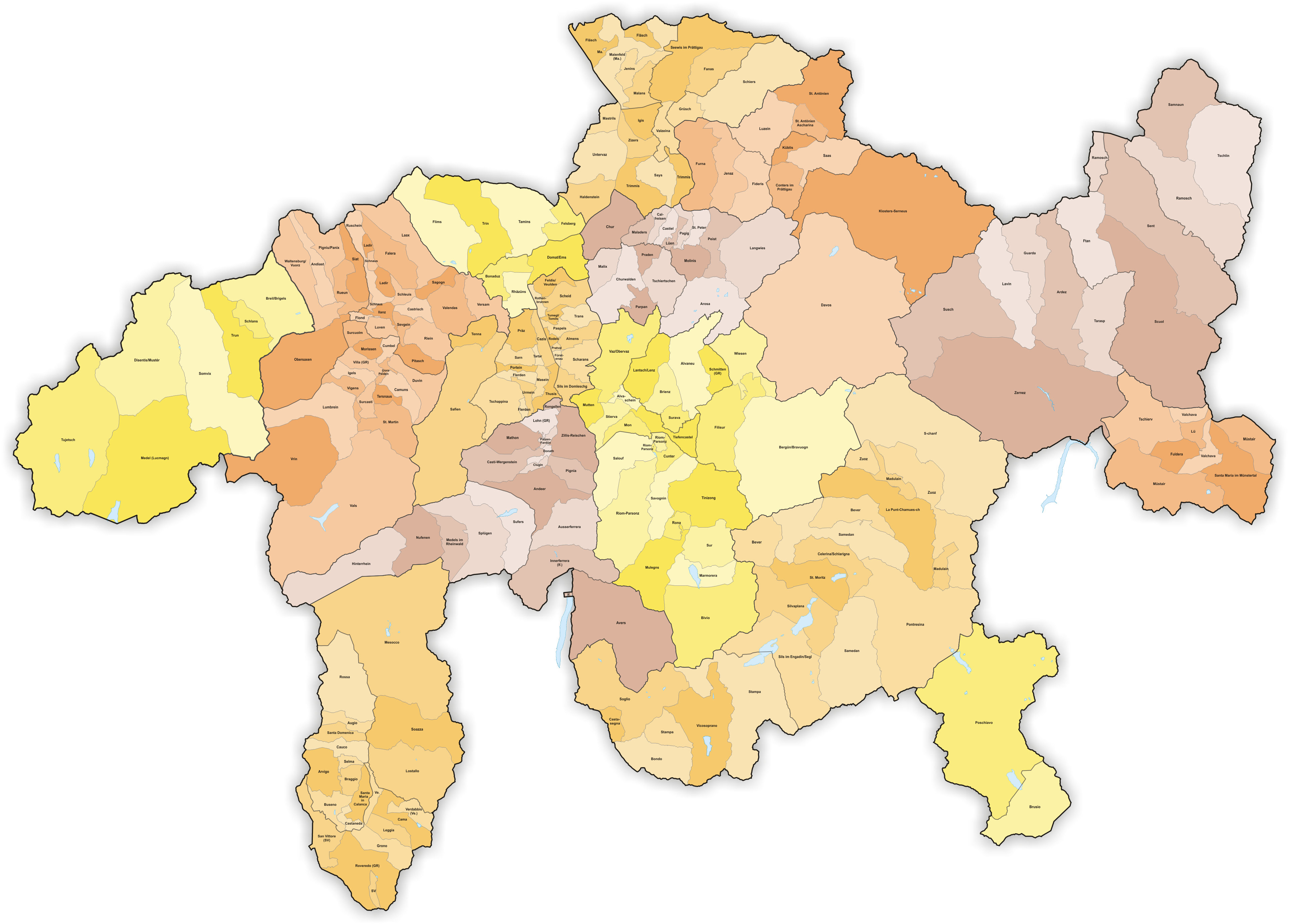
Gemeinden bis 1981
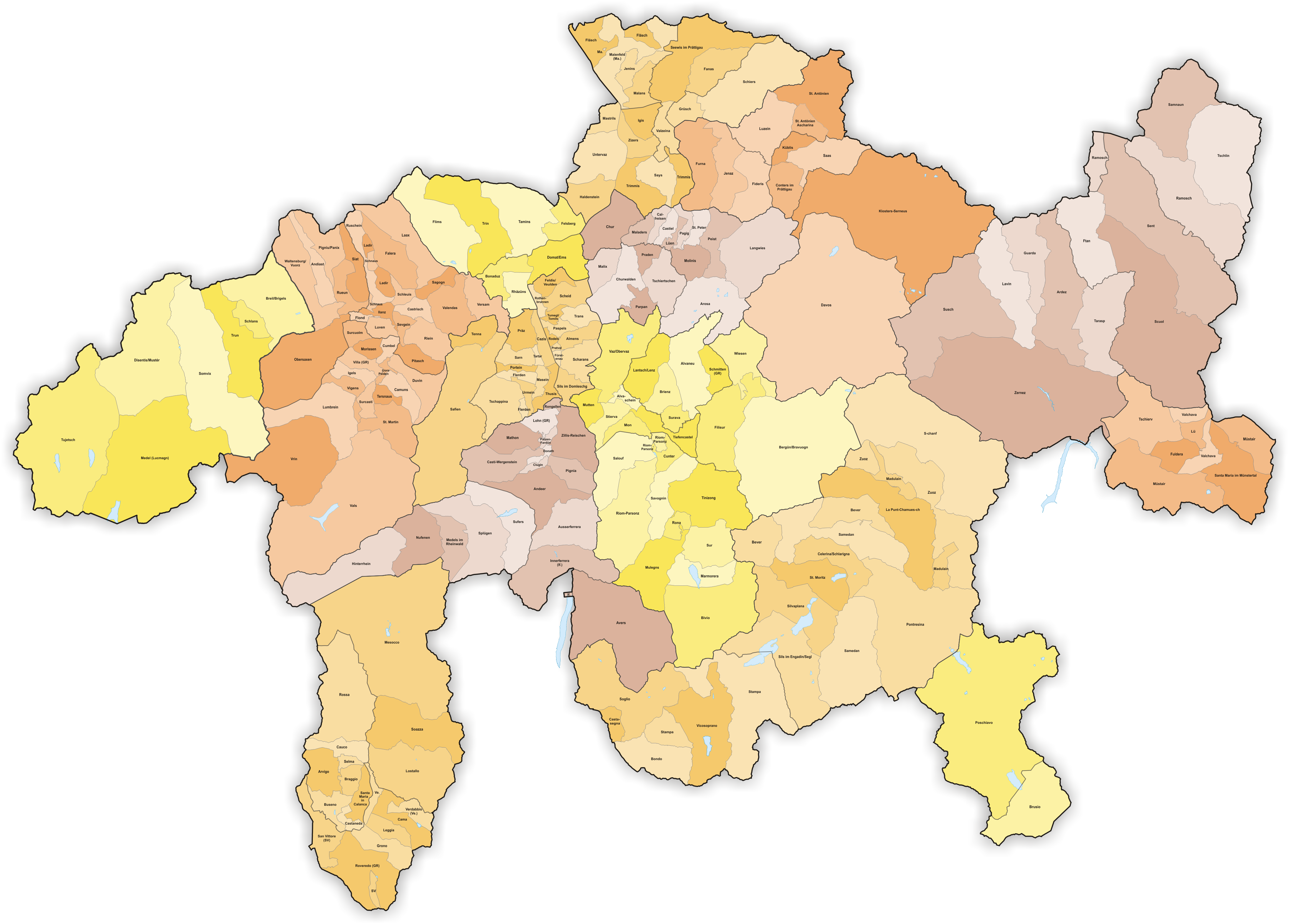
Gemeinden bis 1982
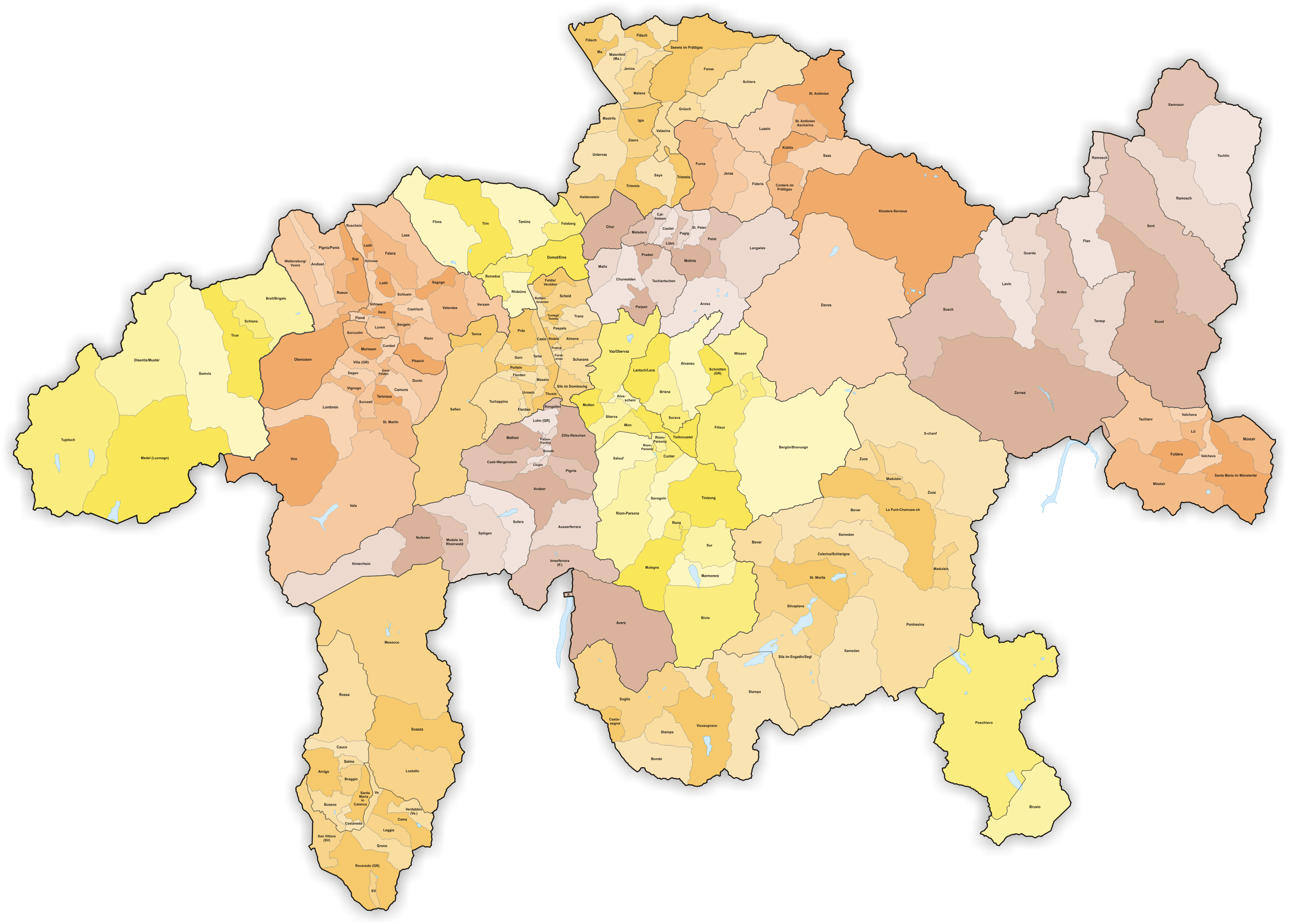
Gemeinden bis 1983
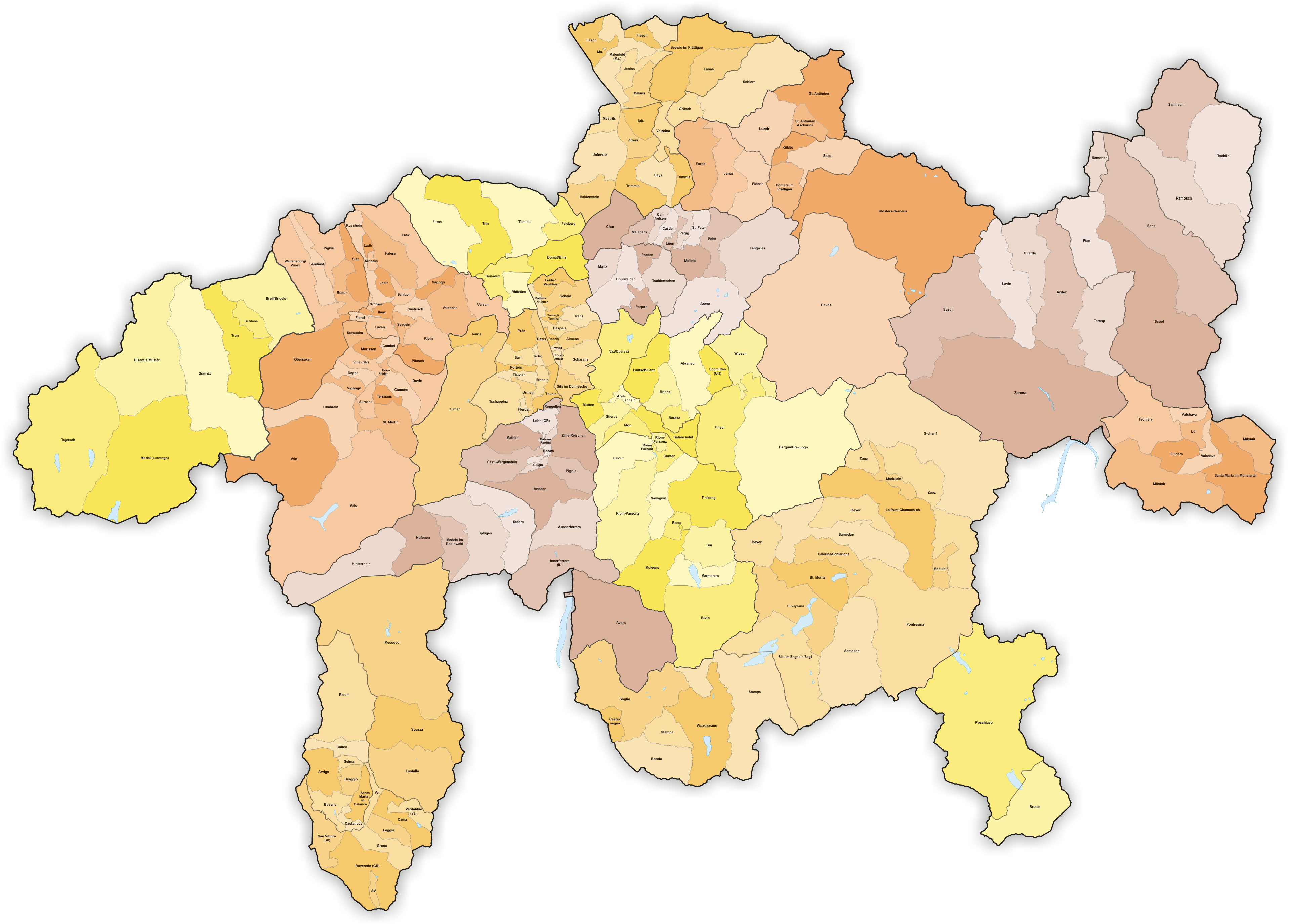
Gemeinden bis 1985
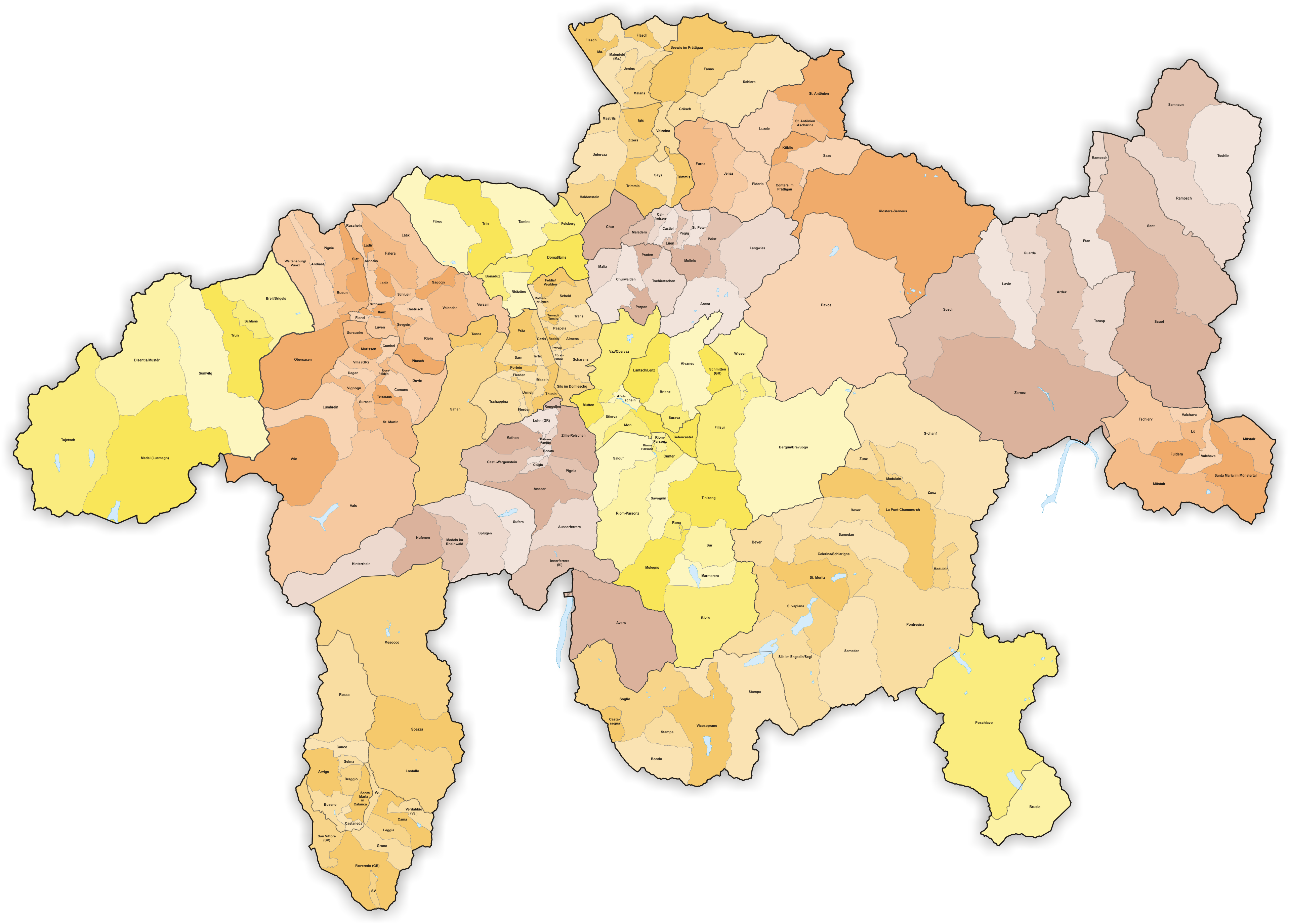
Gemeinden bis 1986
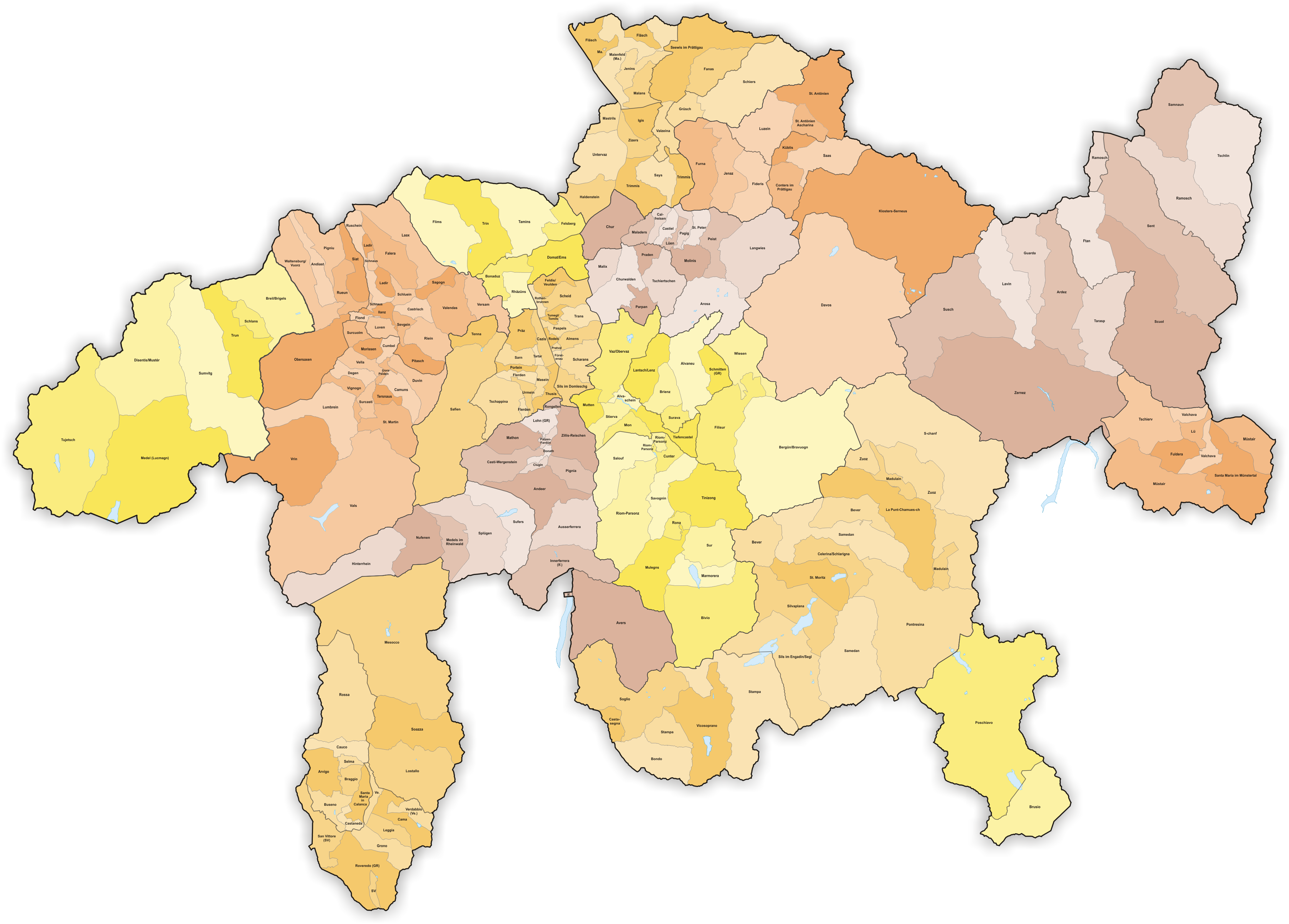
Gemeinden bis 1991
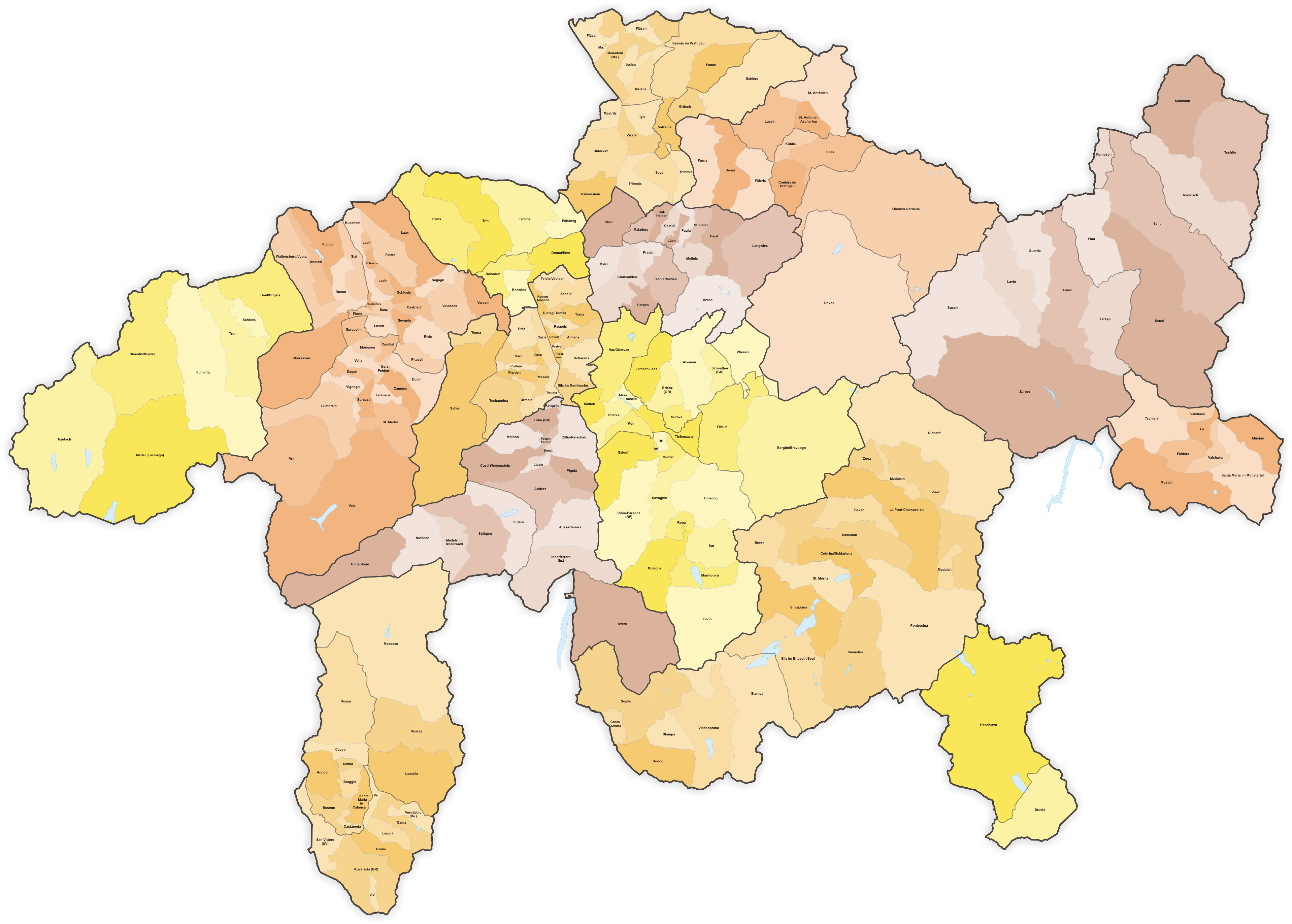
Gemeinden bis 1994
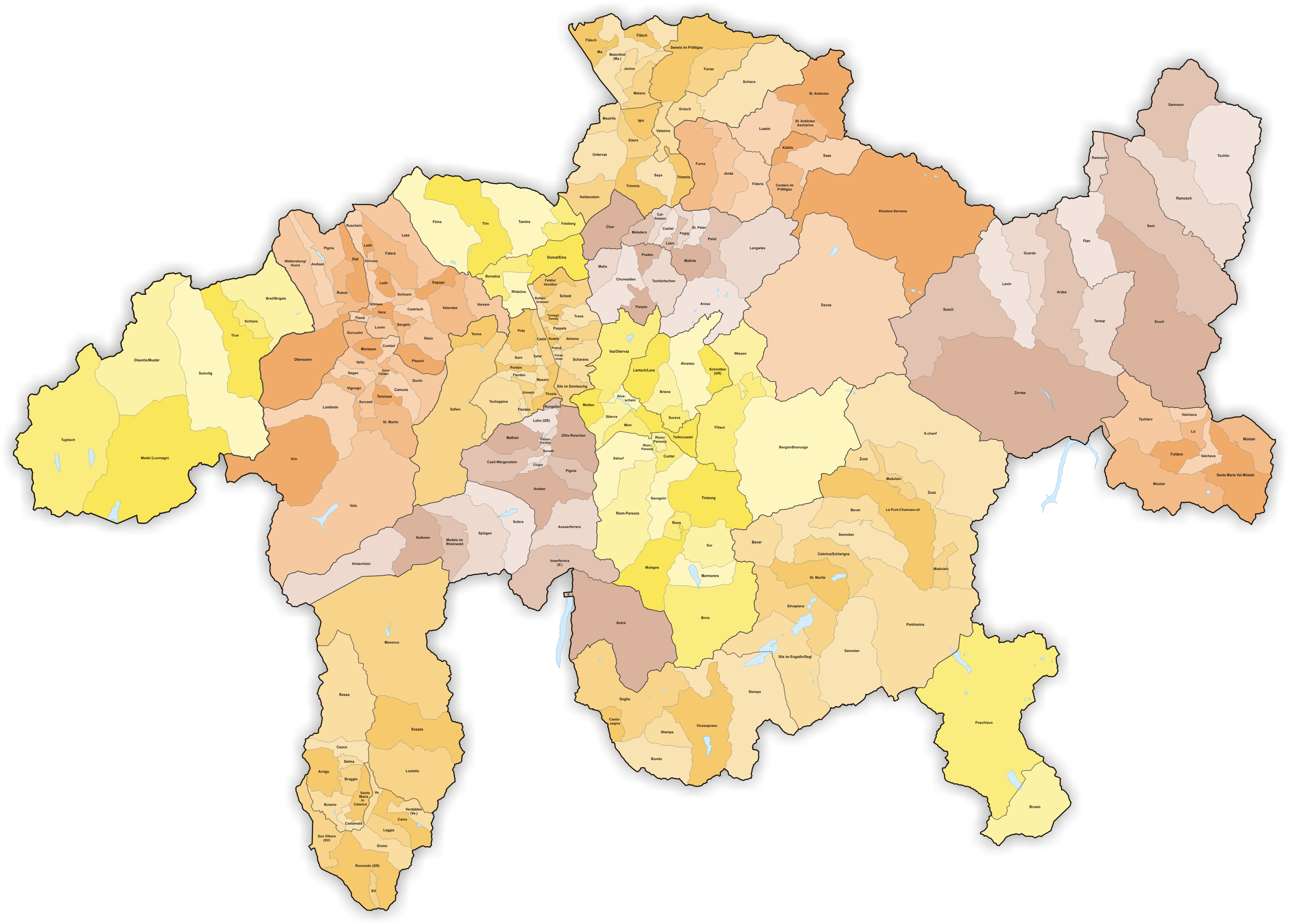
Gemeinden bis 1996
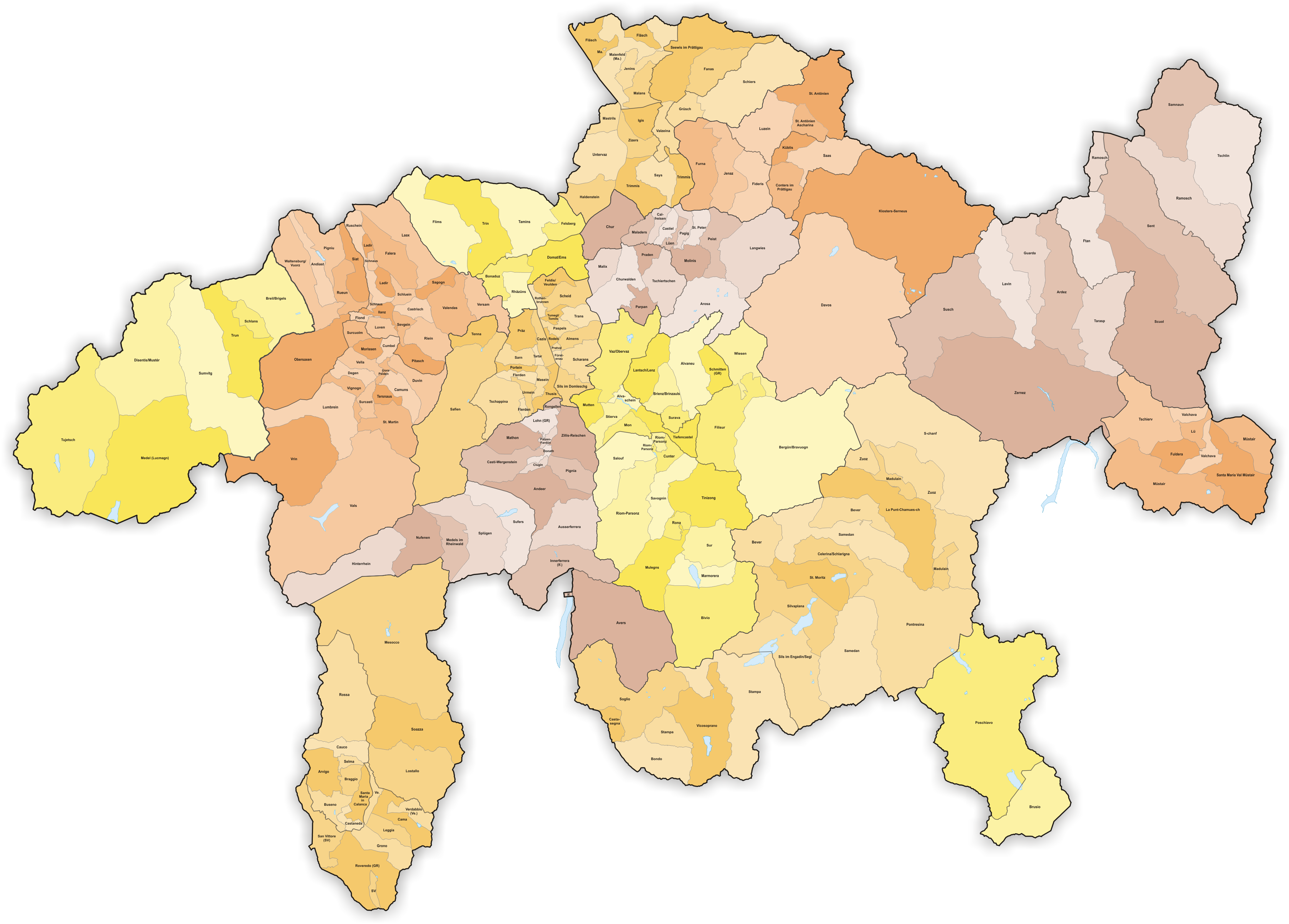
Gemeinden bis 1997
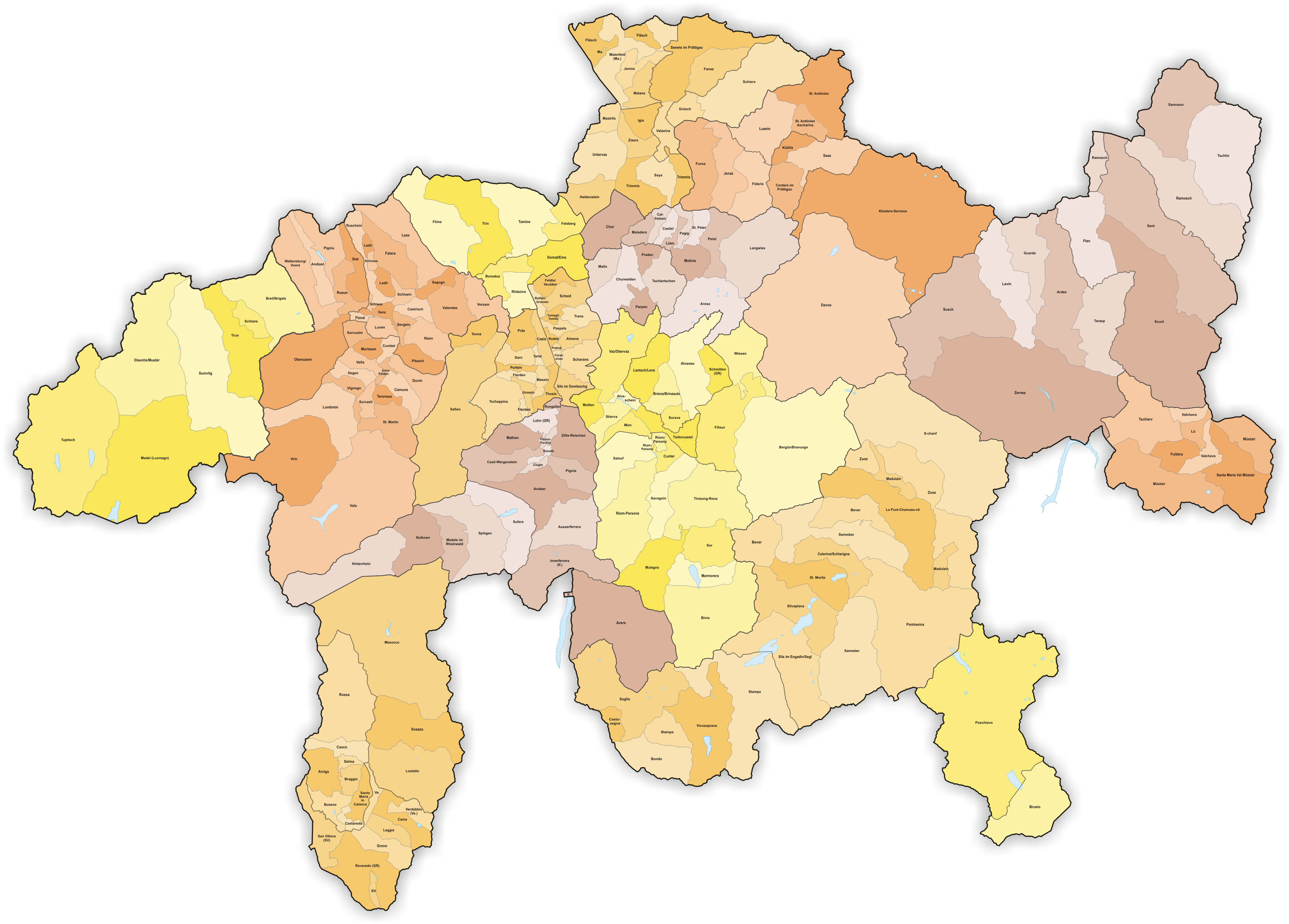
Gemeinden bis 2000
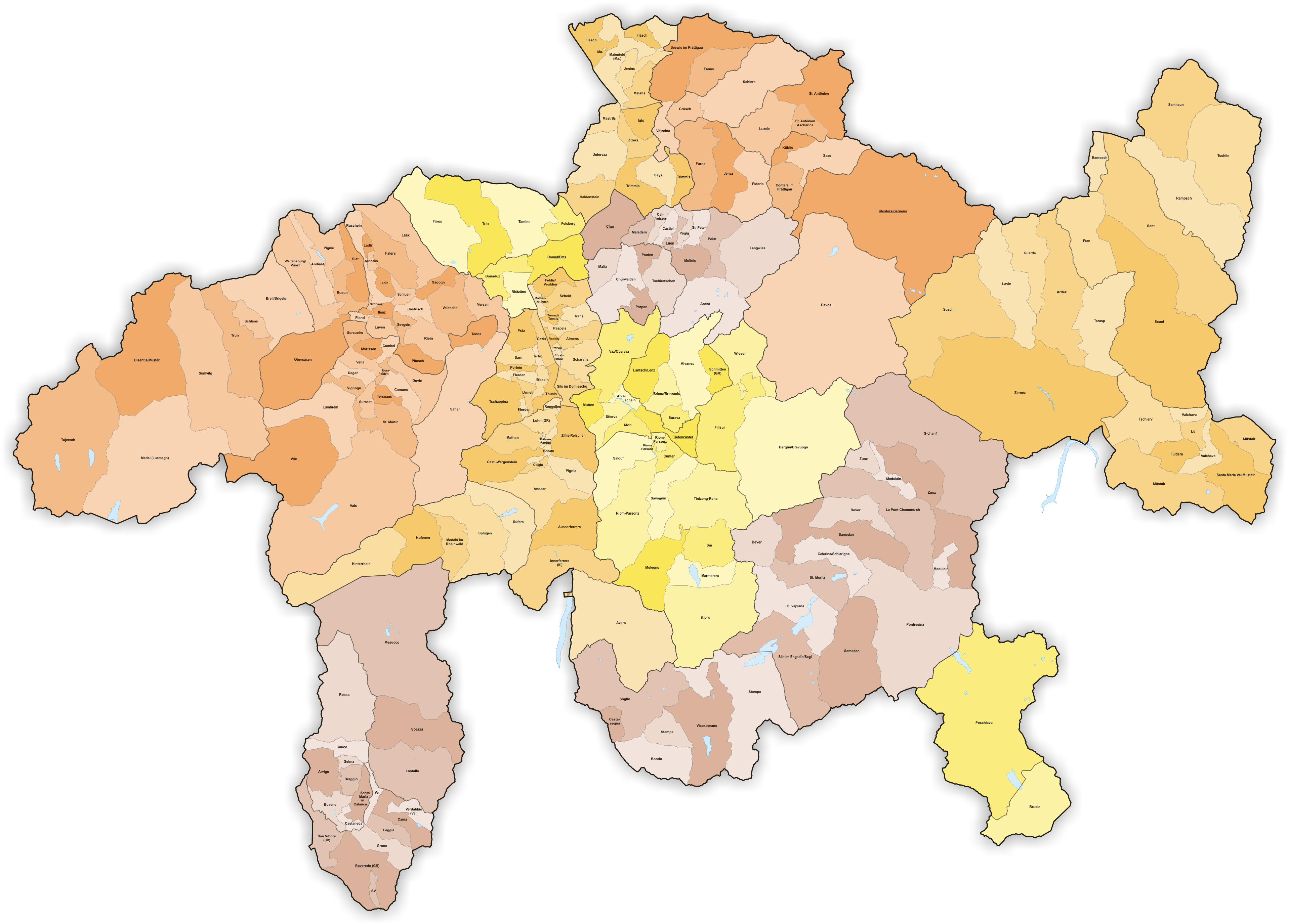
Gemeinden bis 2001
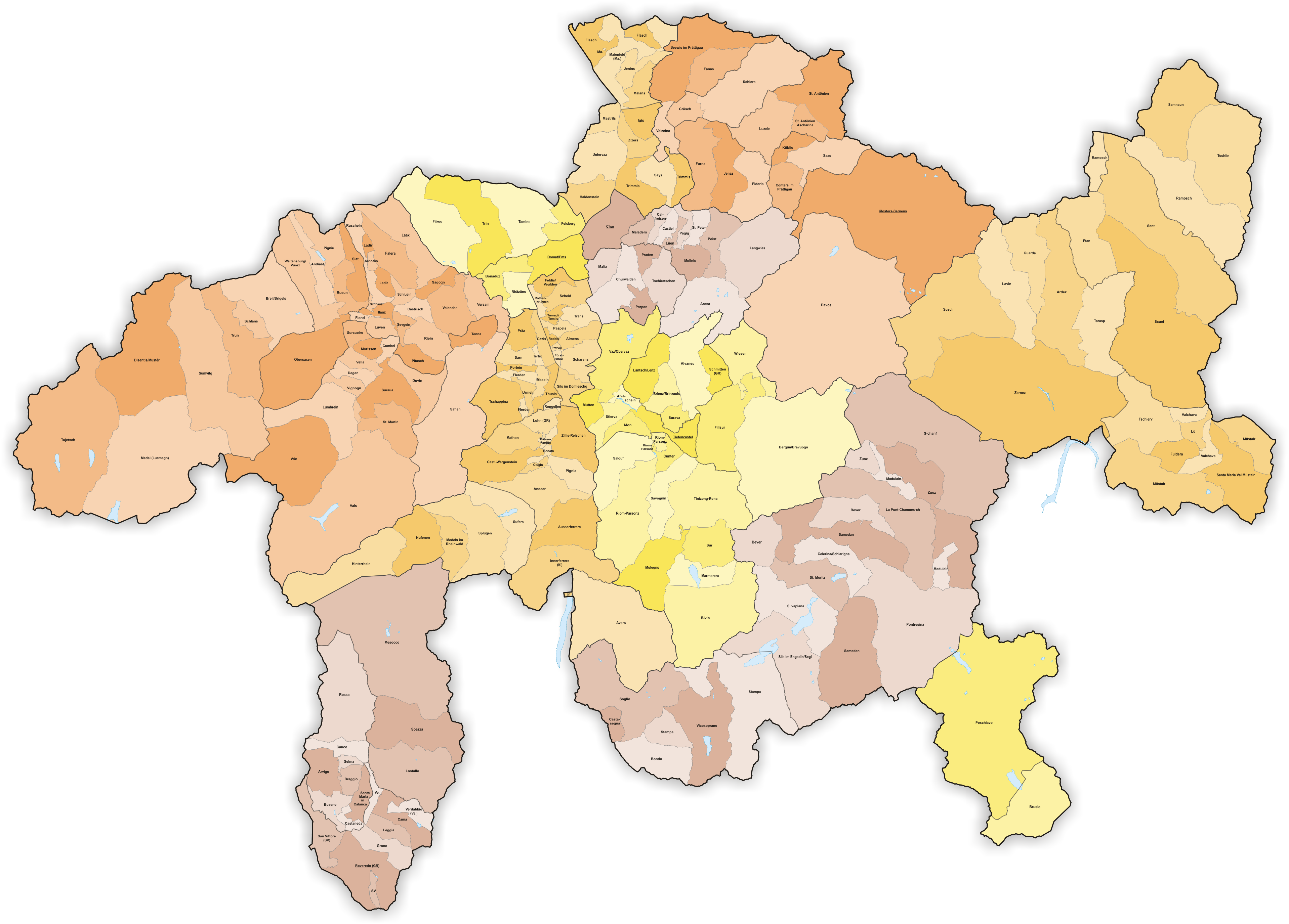
Gemeinden bis 2002
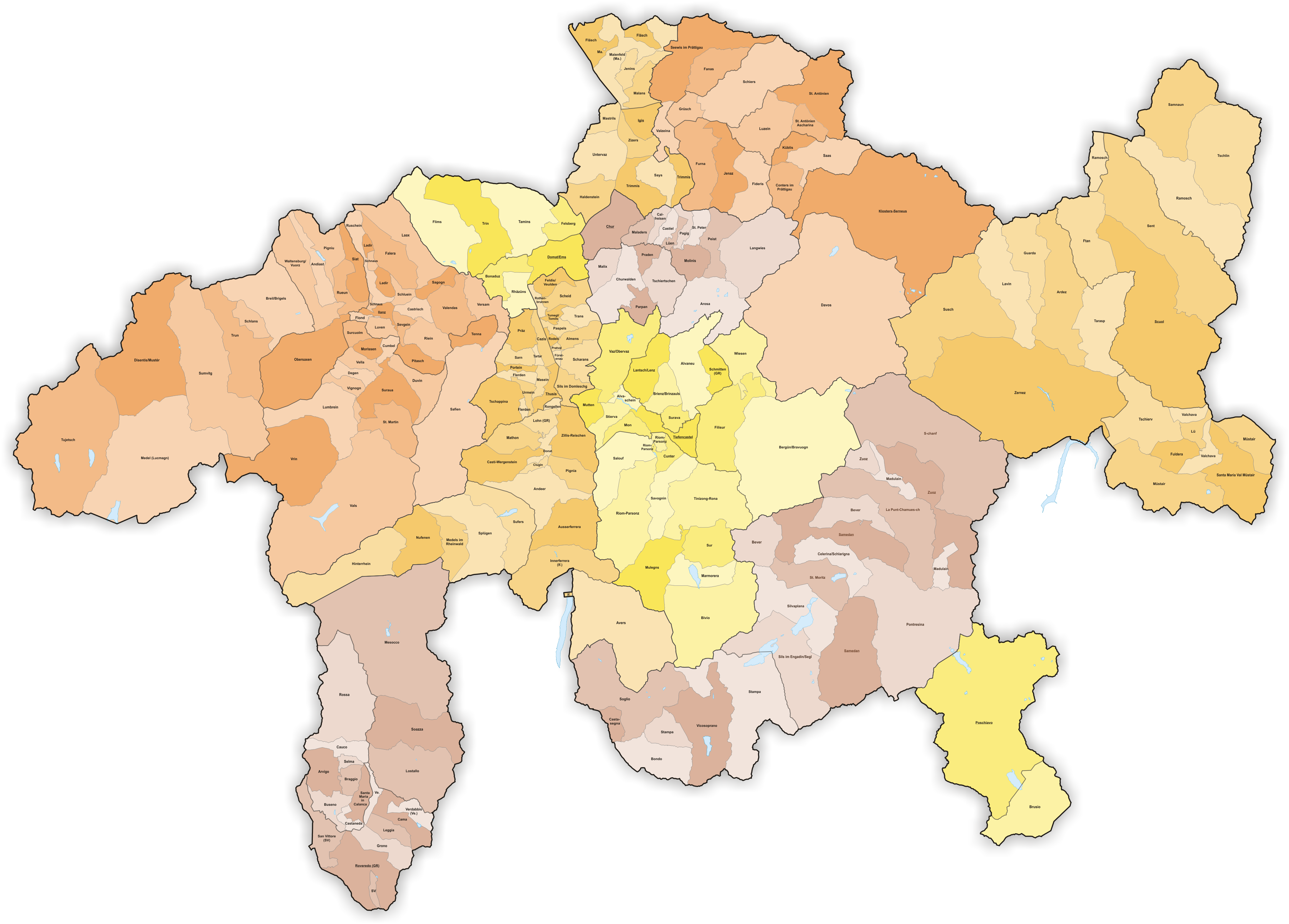
Gemeinden bis 2005
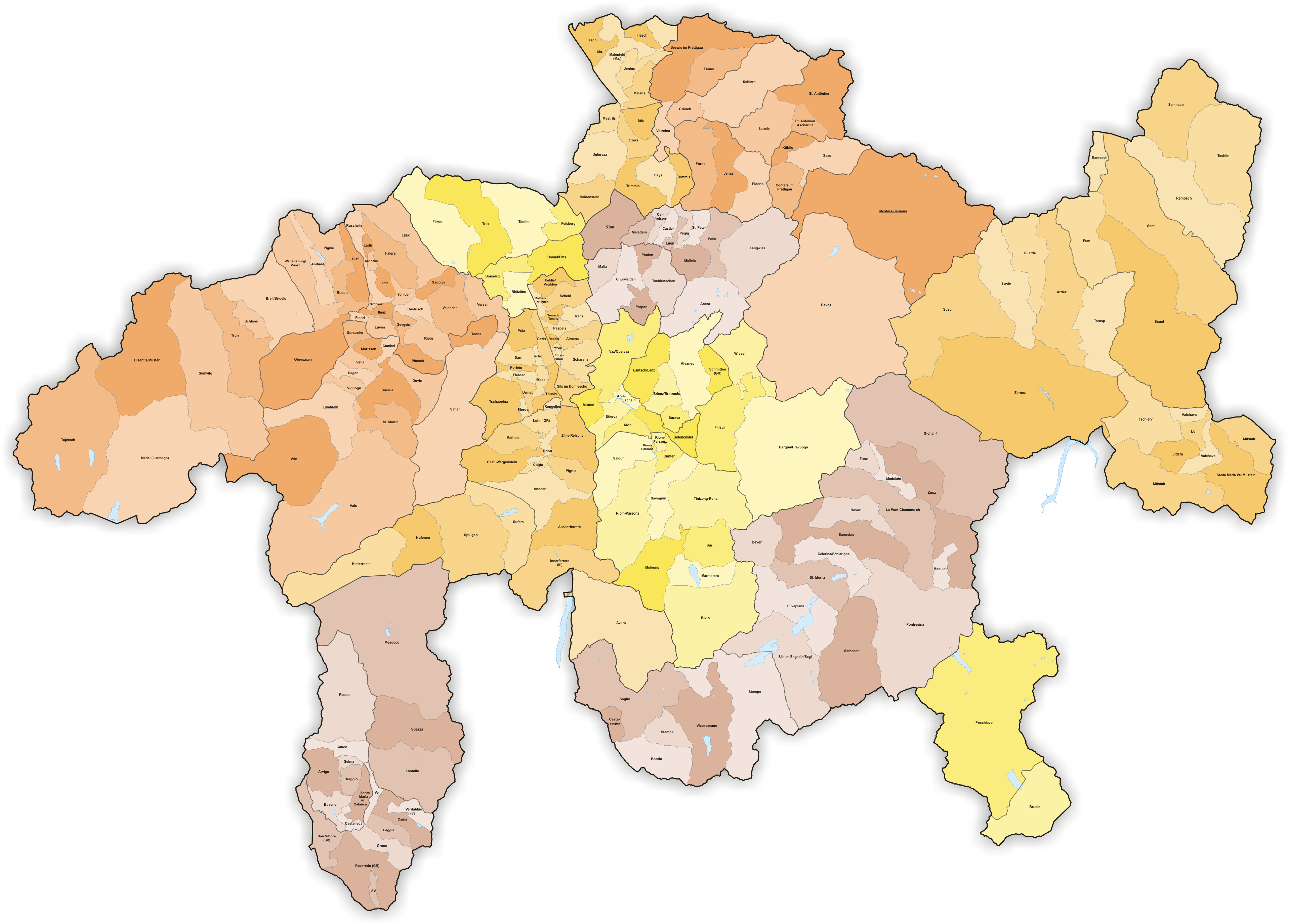
Gemeinden bis 2006
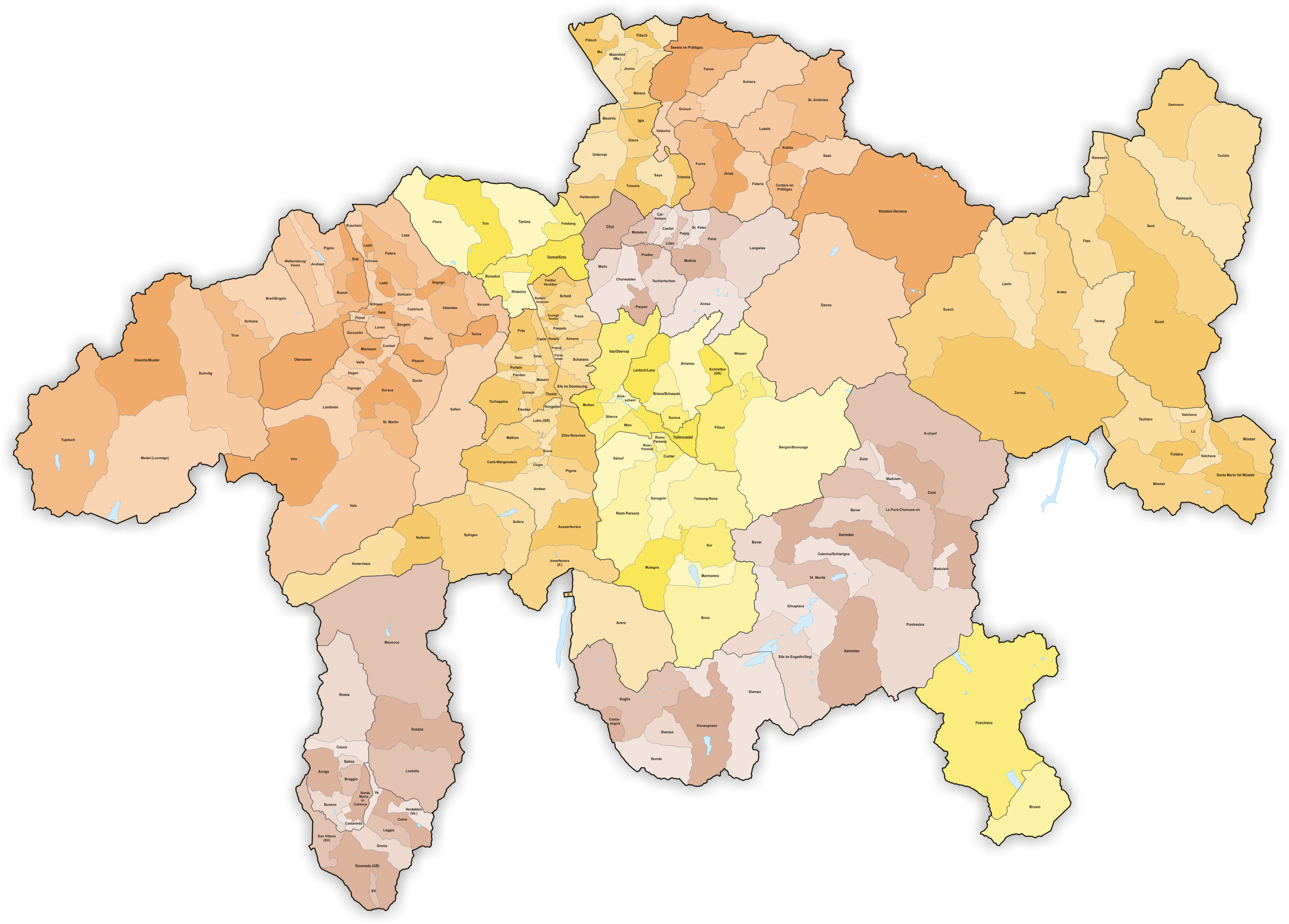
Gemeinden bis 2007
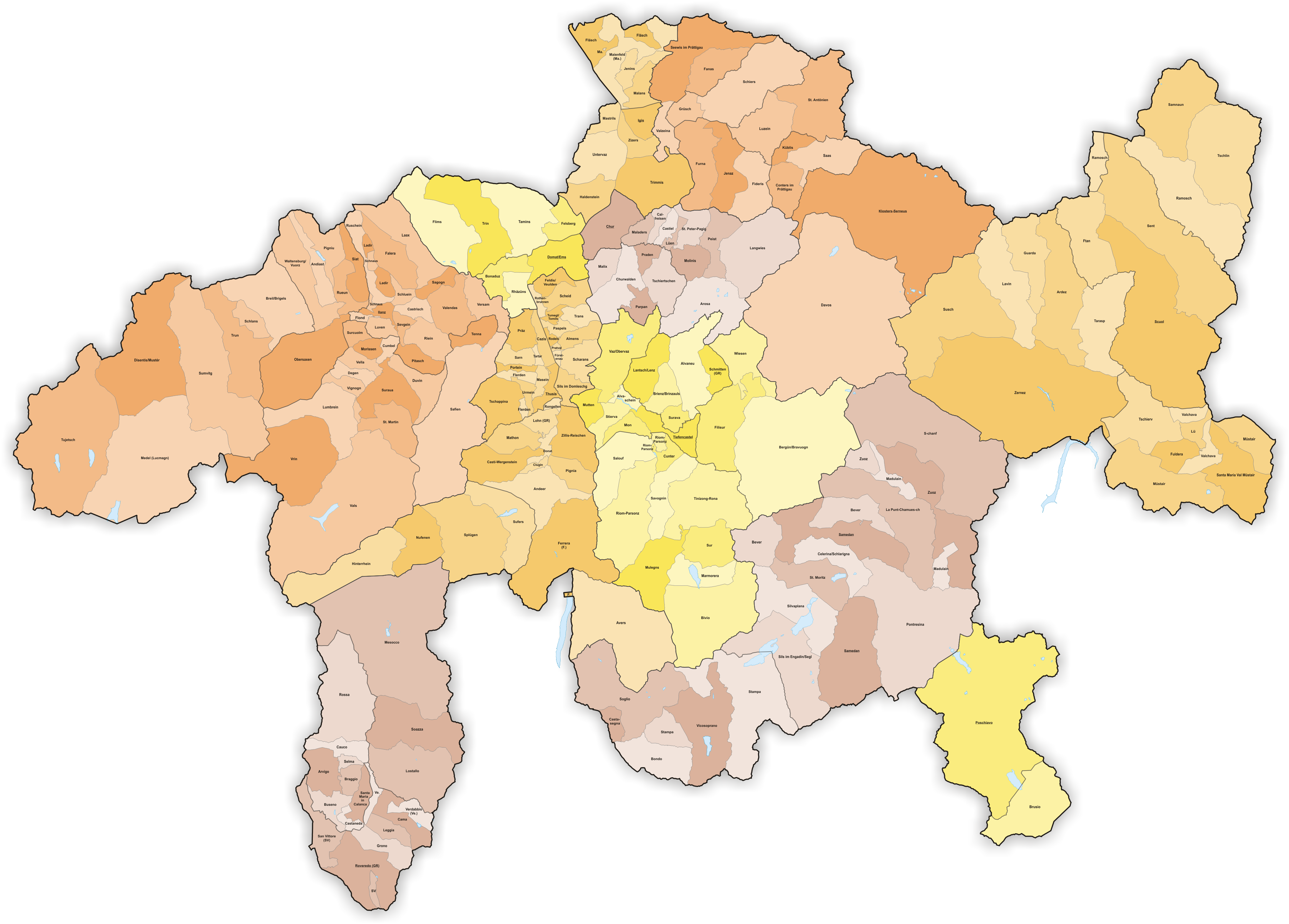
Gemeinden bis 2008
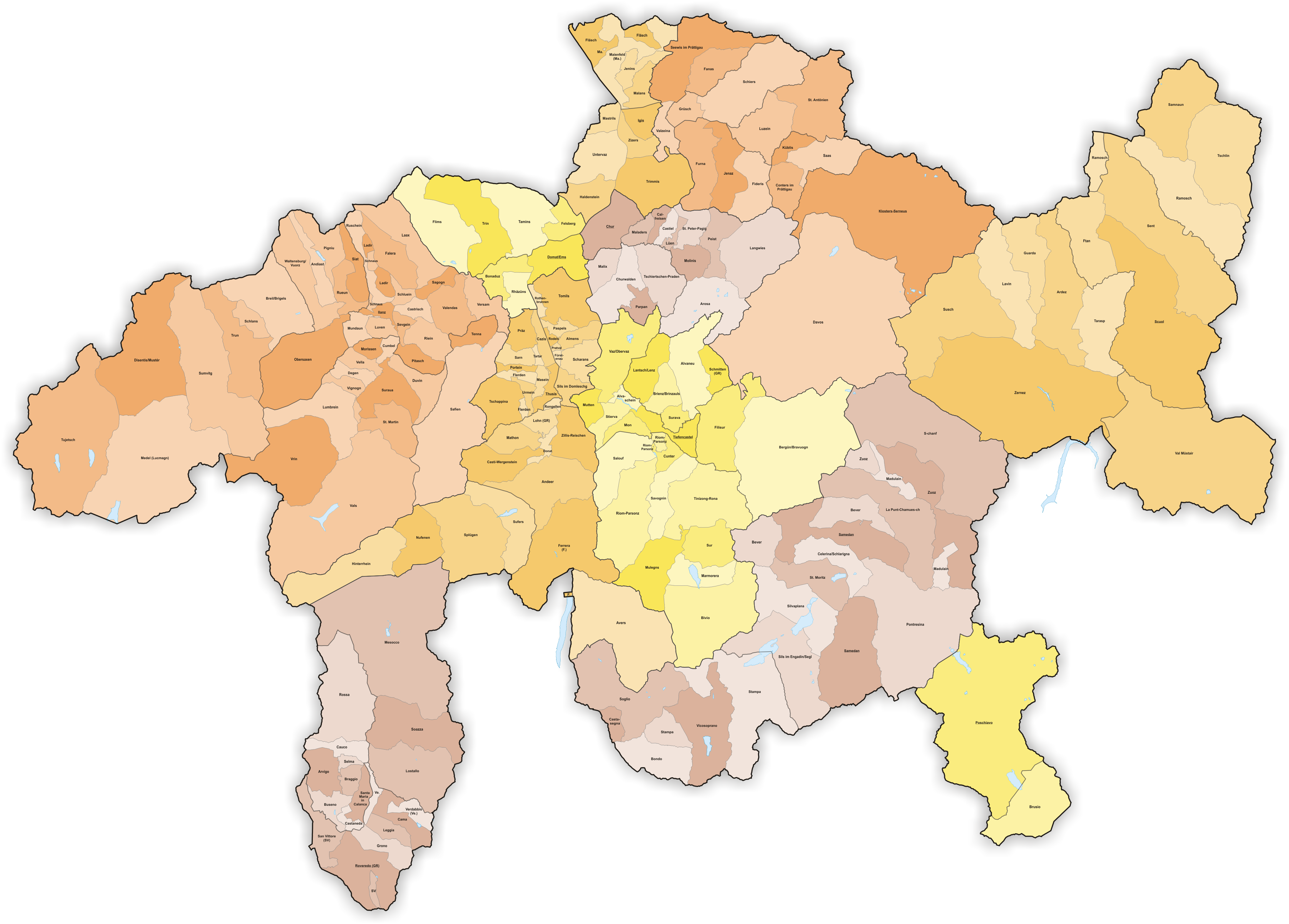
Gemeinden bis 2009
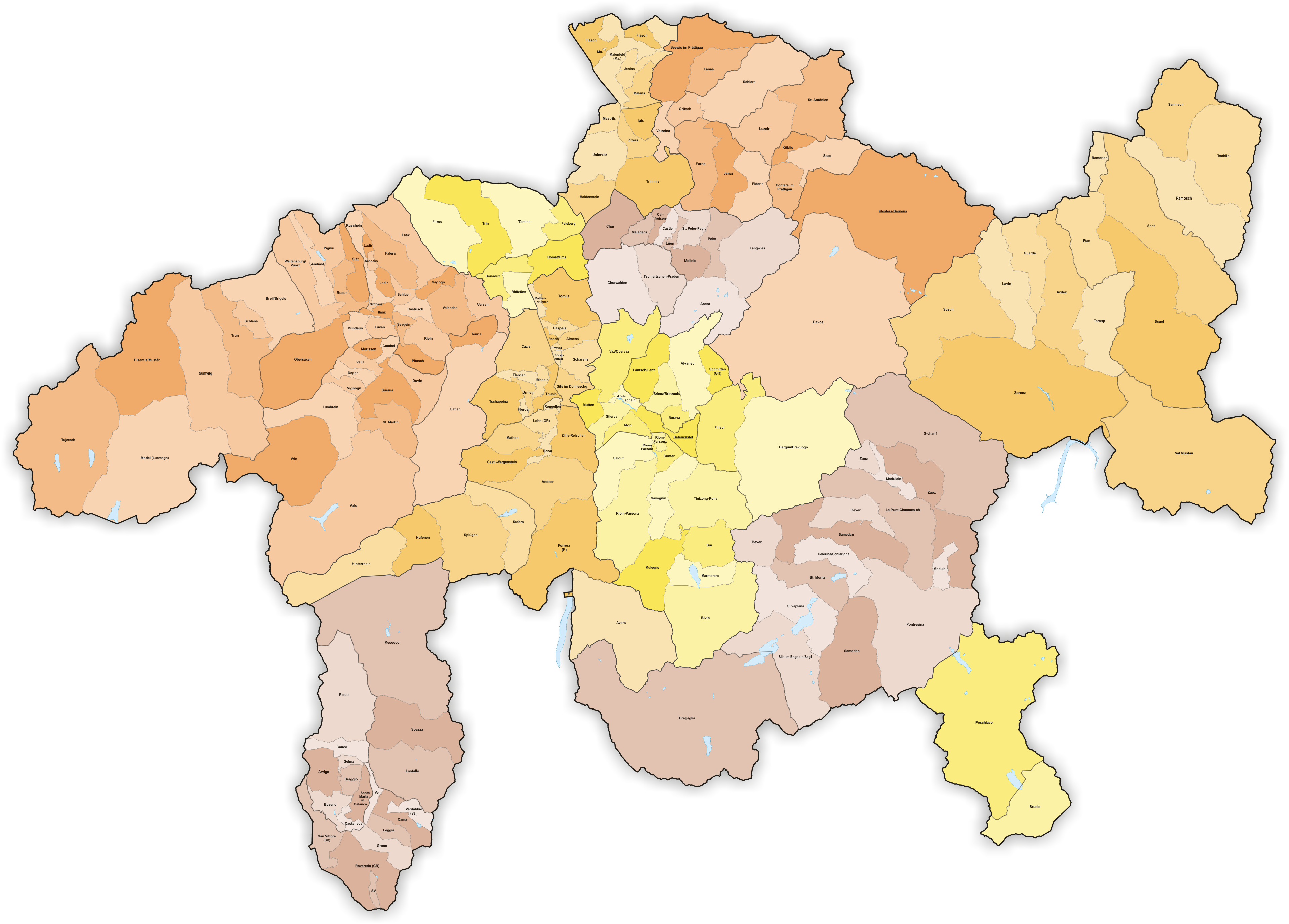
Gemeinden bis 2010
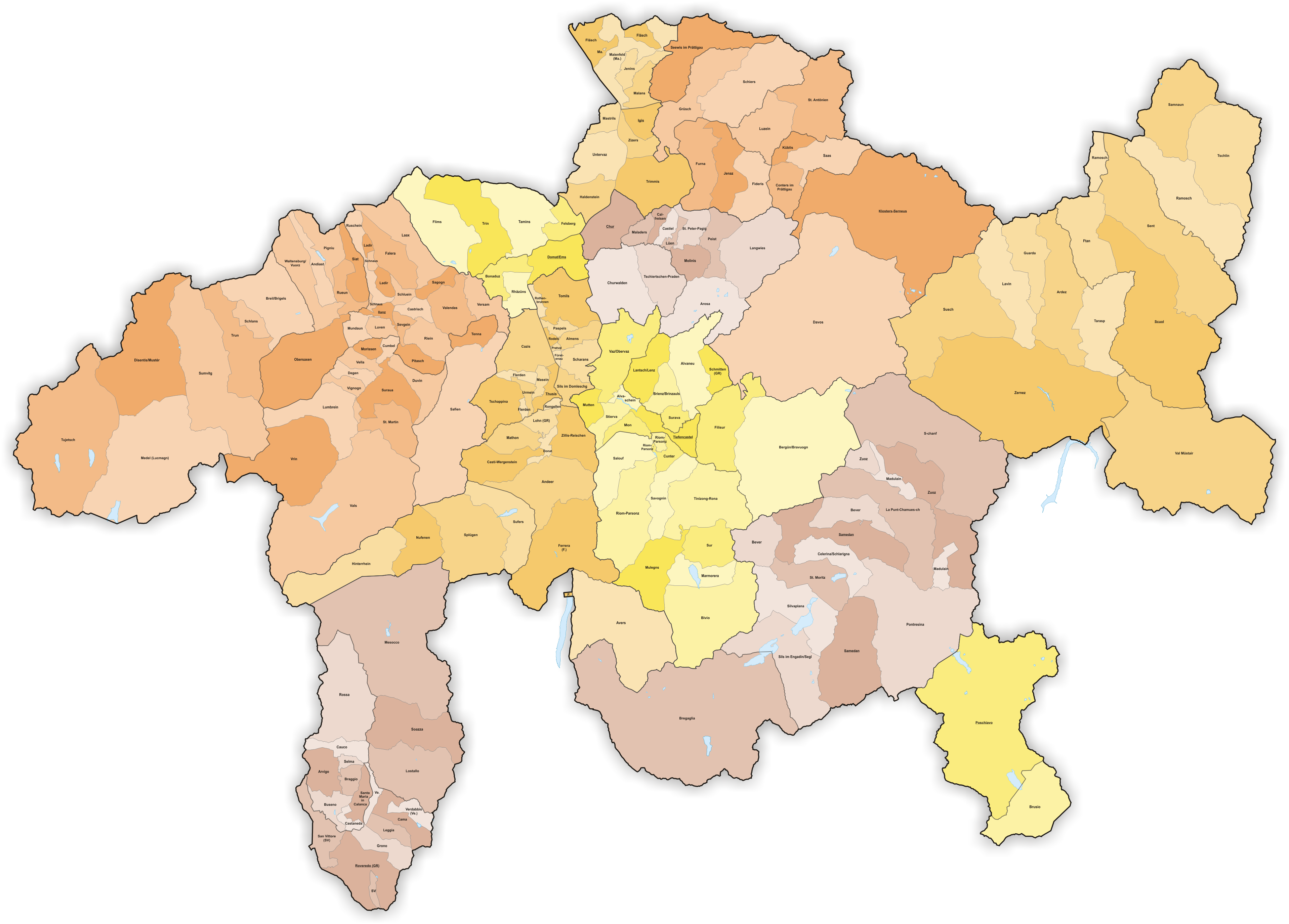
Gemeinden bis 2011
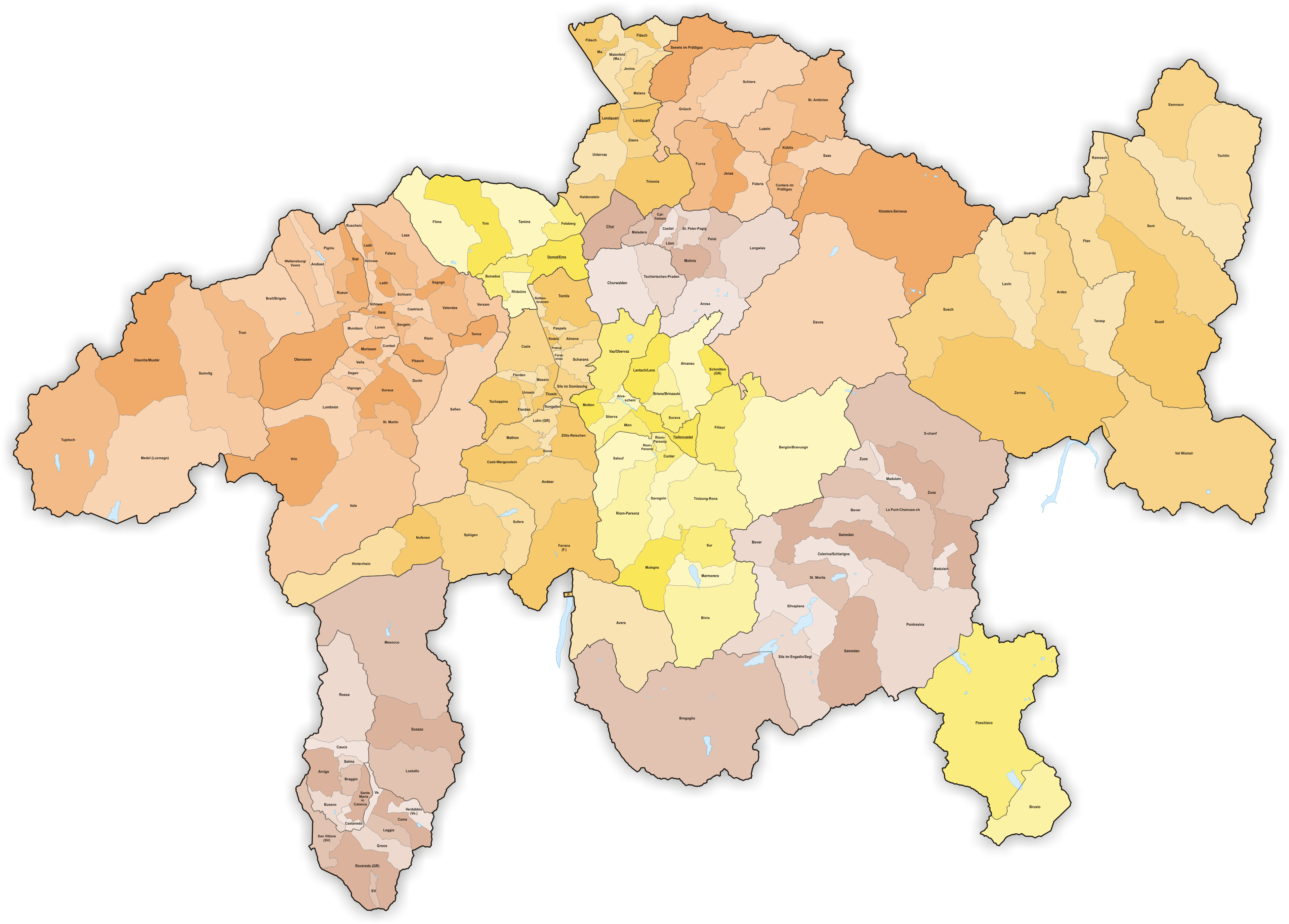
Gemeinden bis 2012
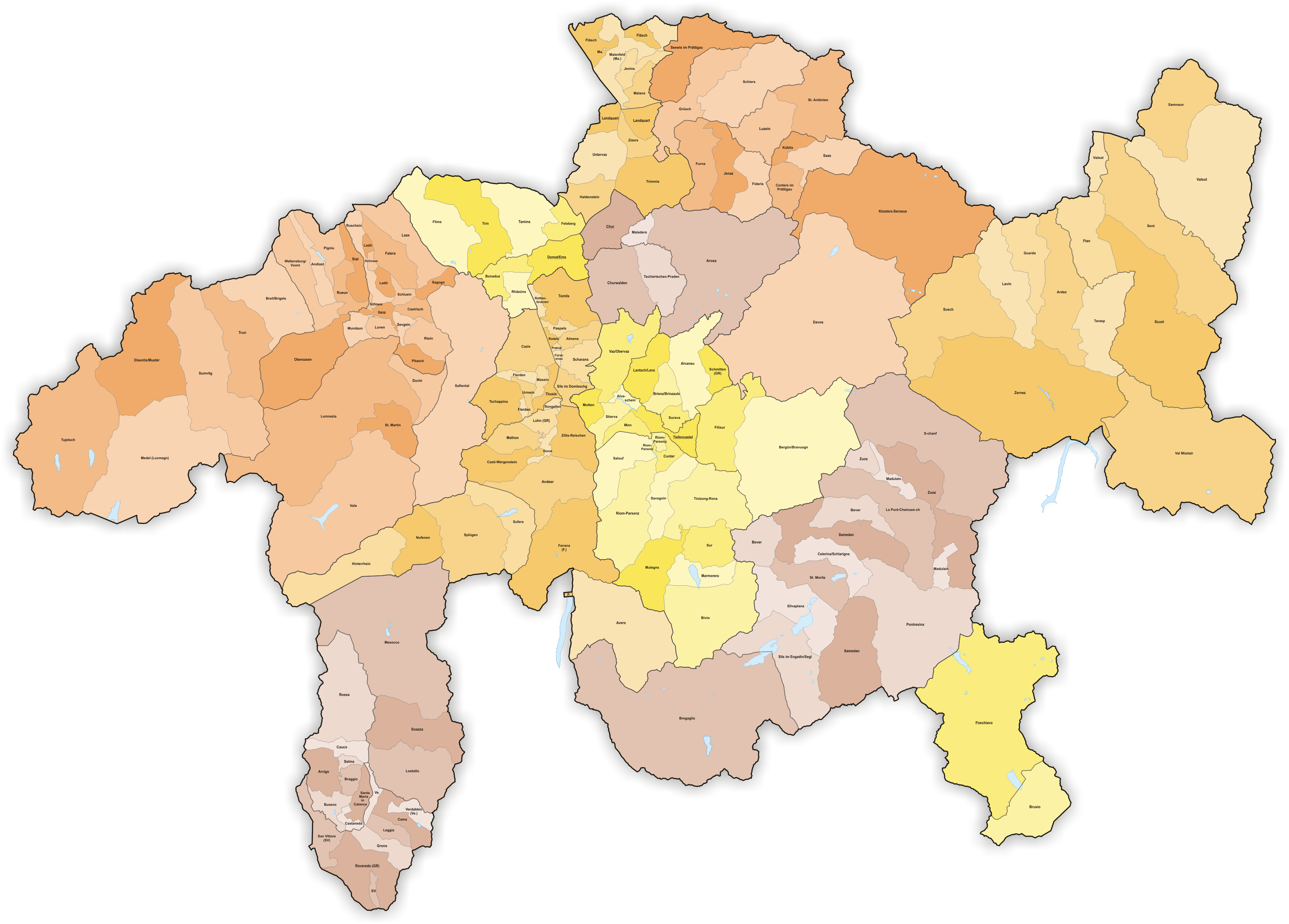
Gemeinden bis 2013
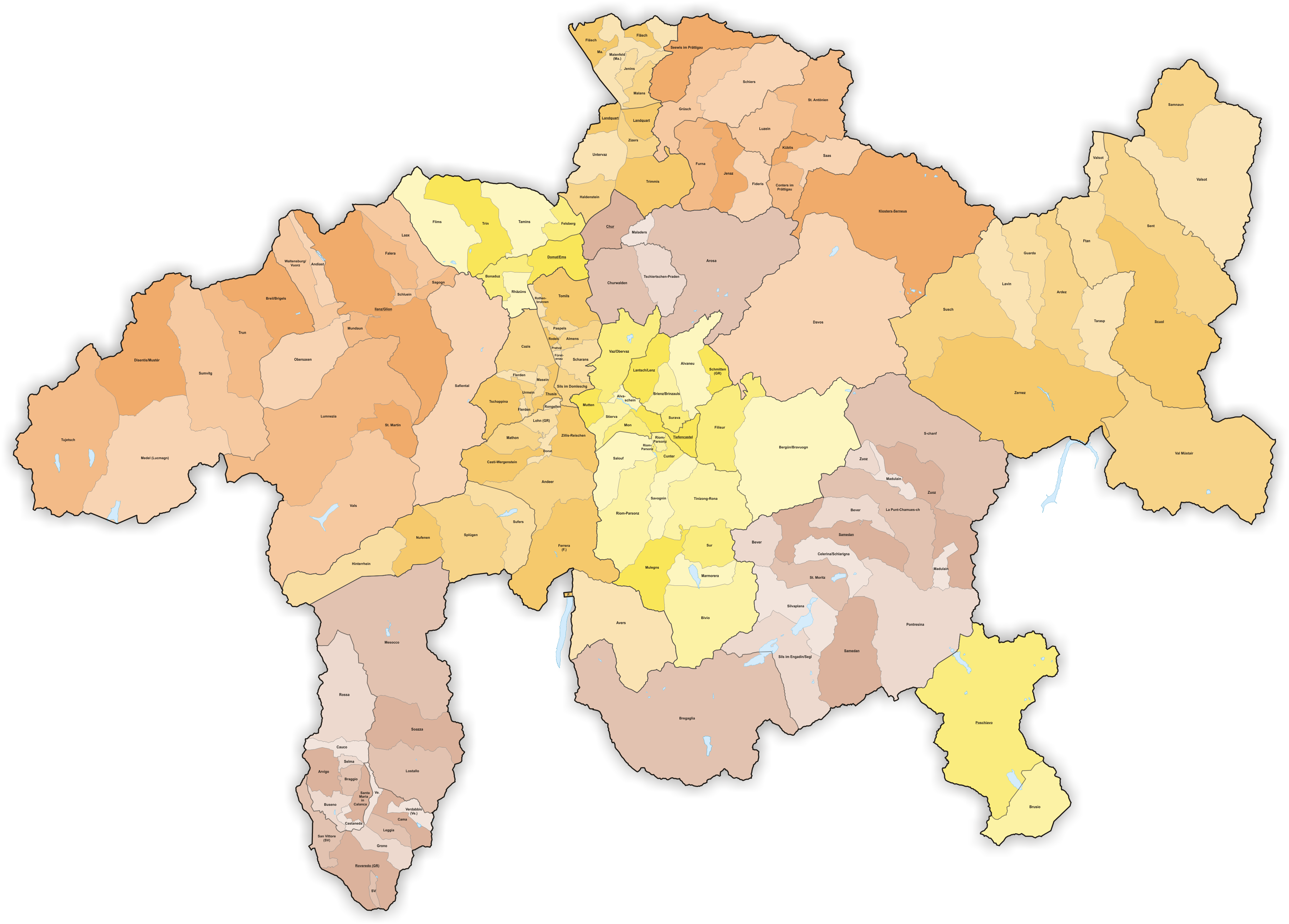
Gemeinden bis 2014
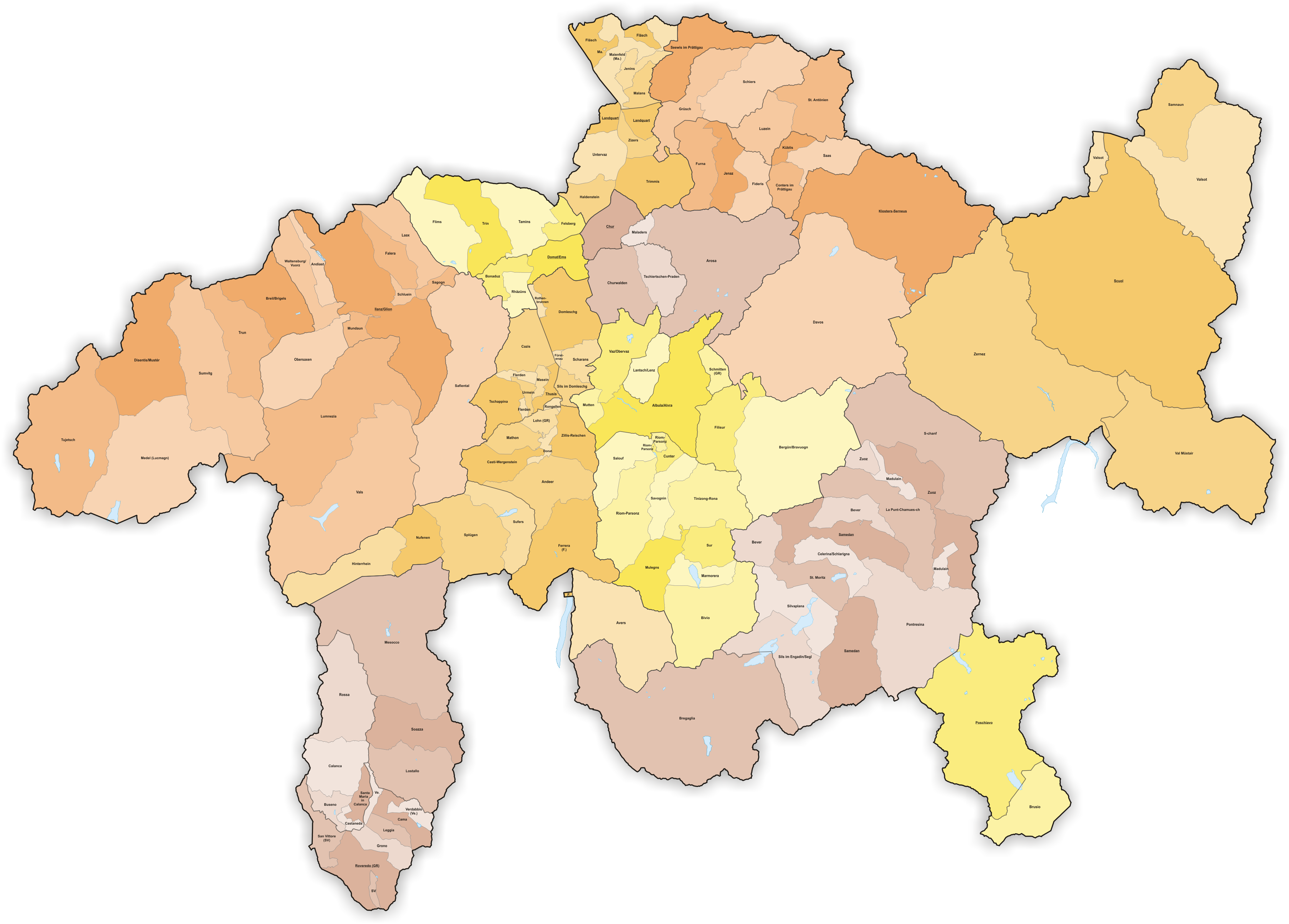
Gemeinden bis 2015
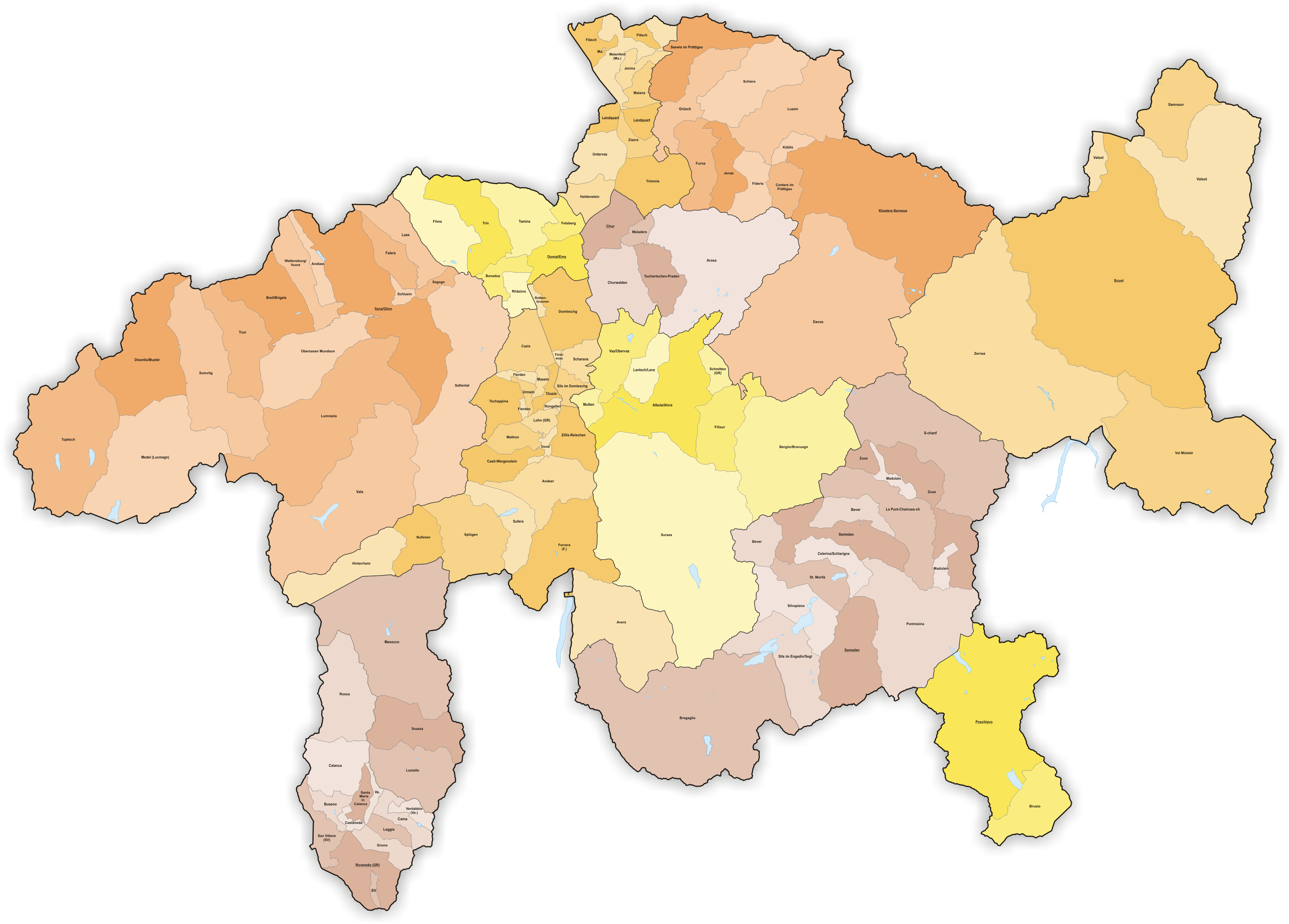
Gemeinden bis 2016
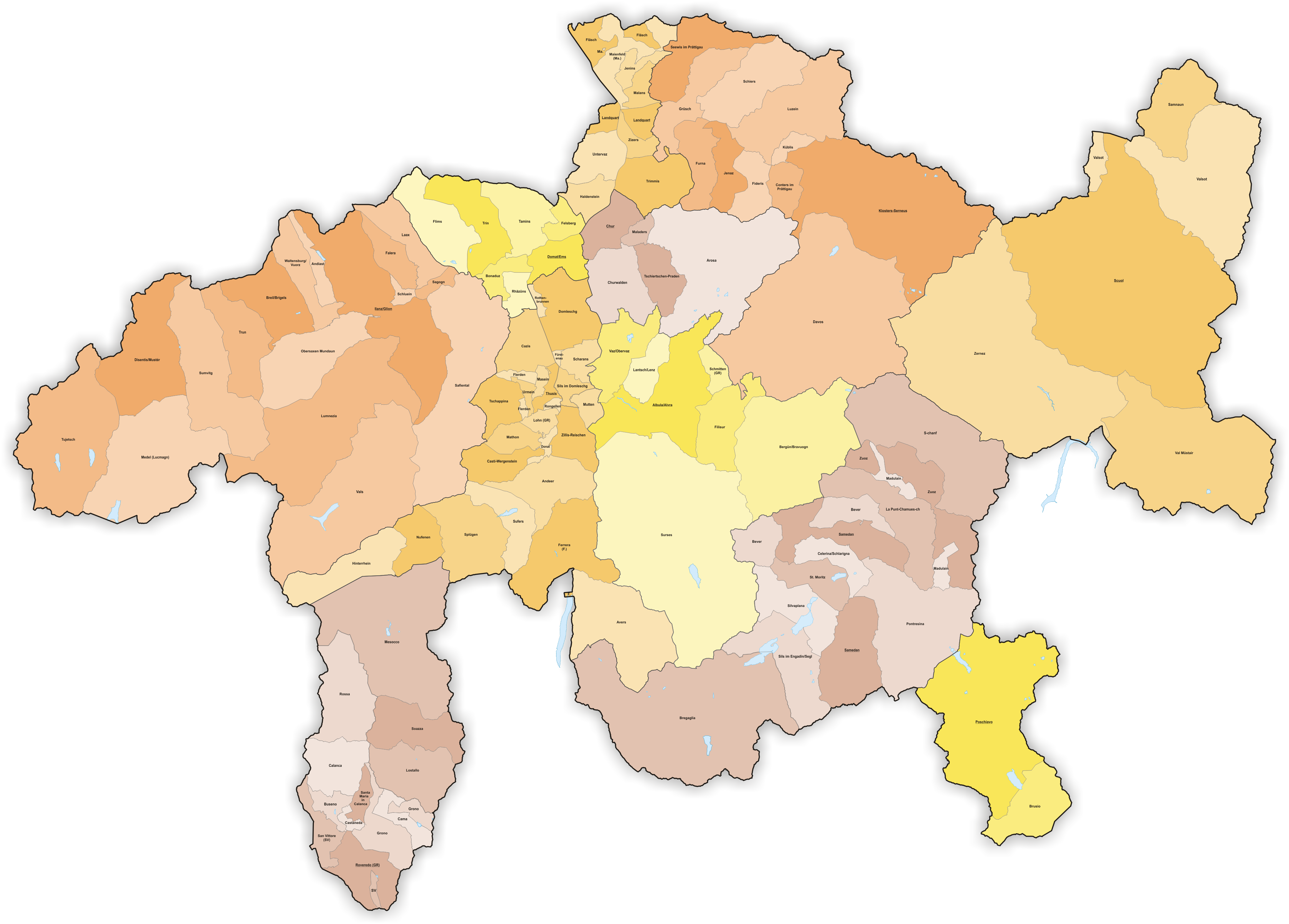
Gemeinden bis 2017
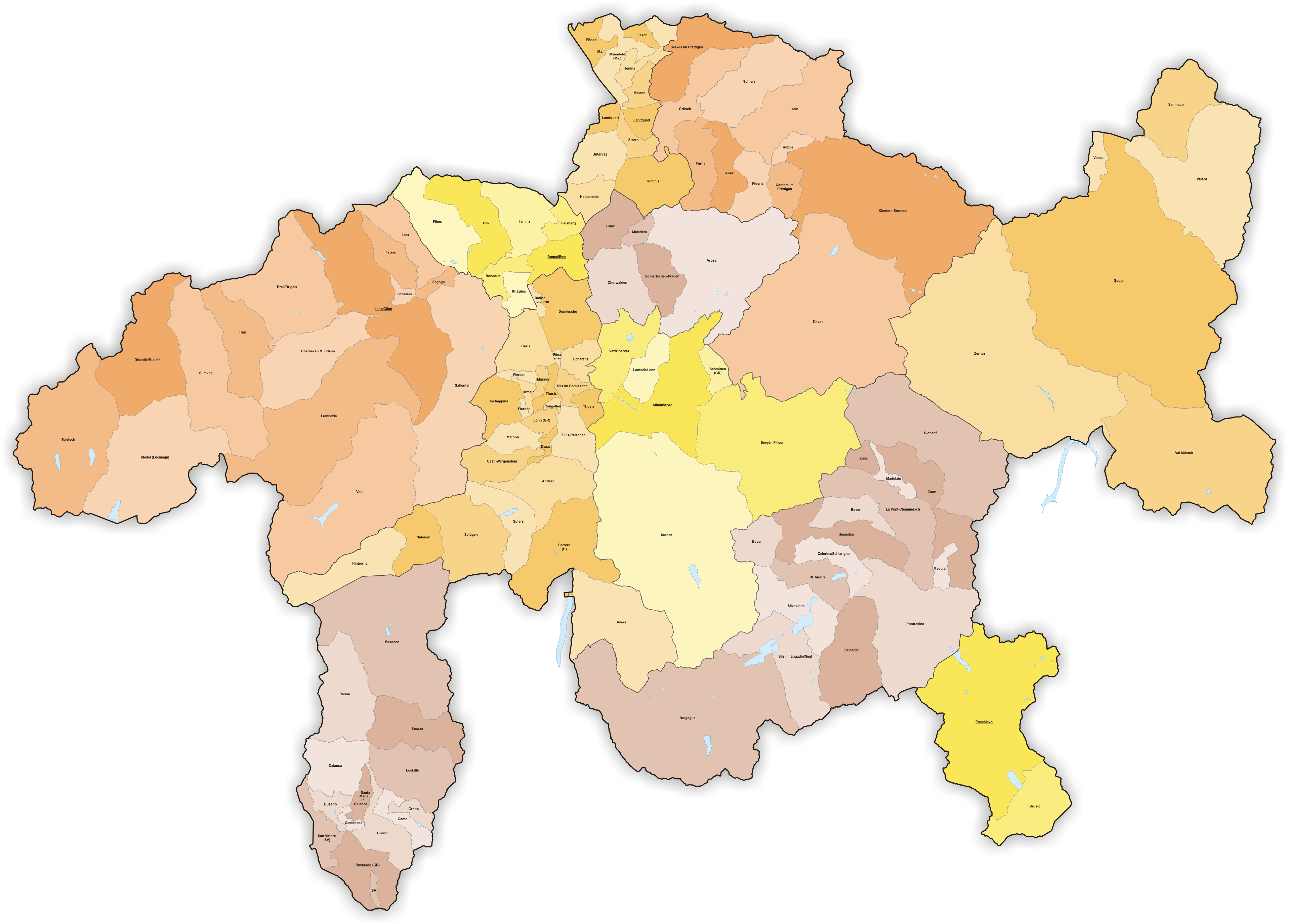
Gemeinden bis 2018
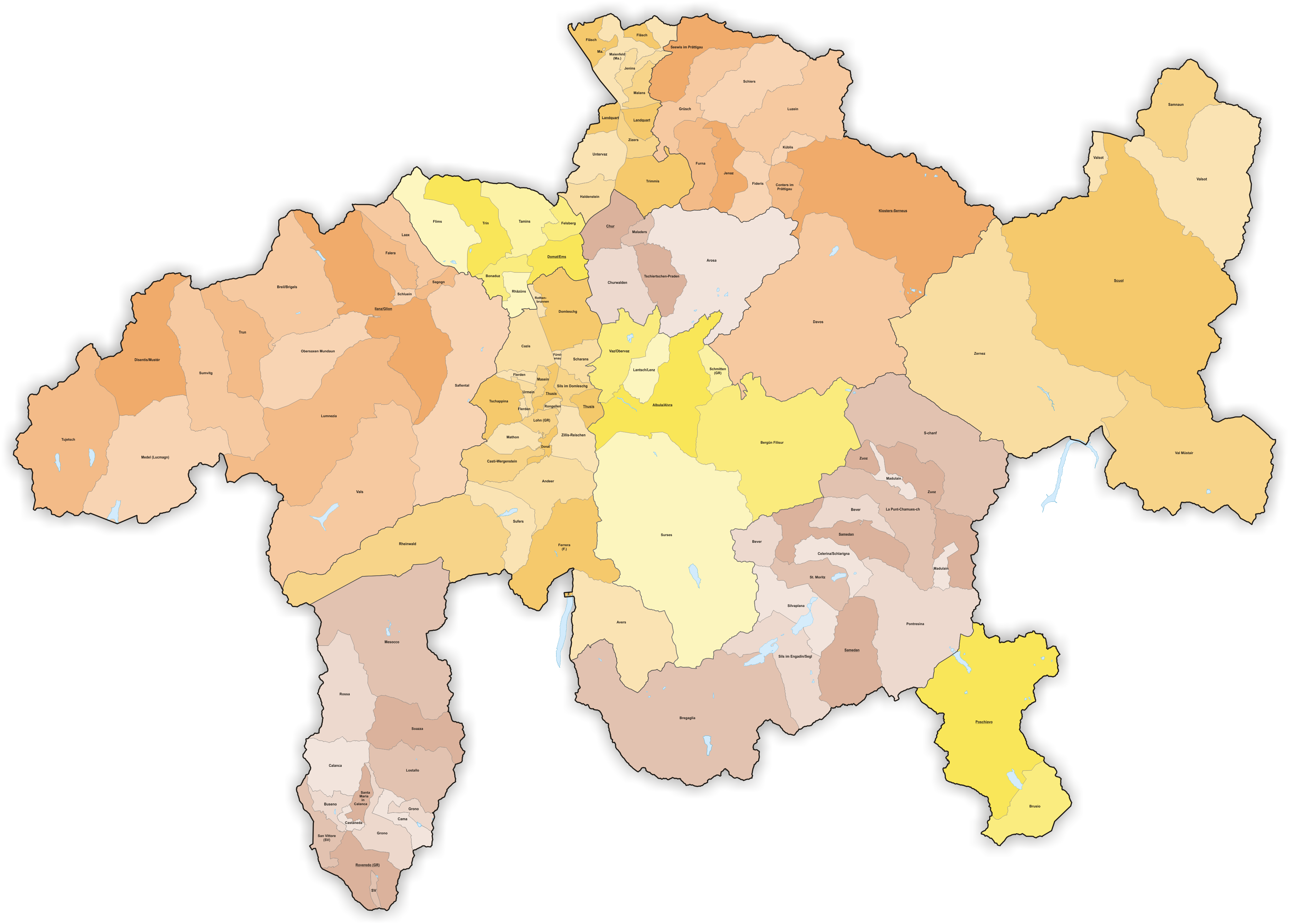
Gemeinden bis 2019
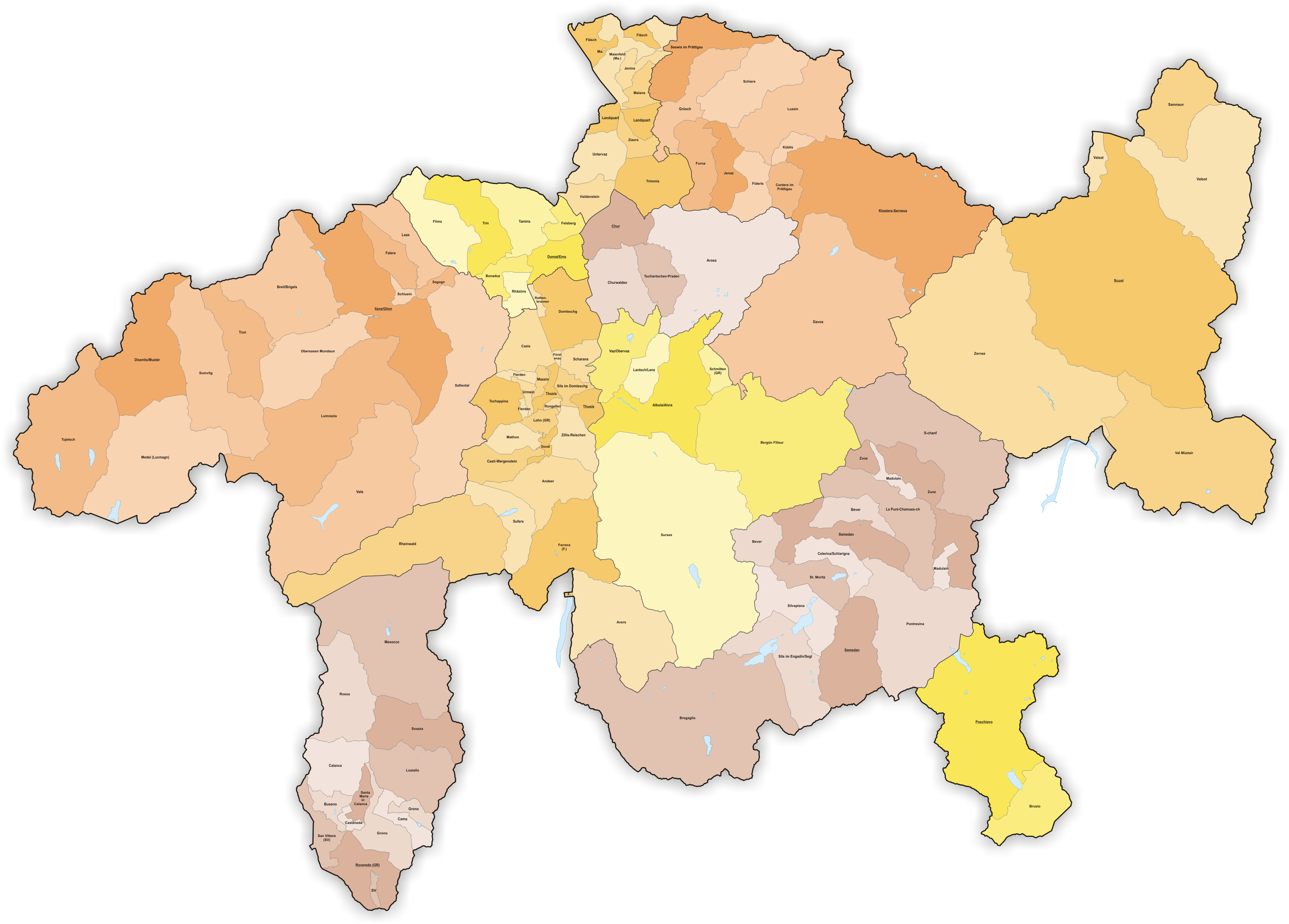
Gemeinden bis 09.2020
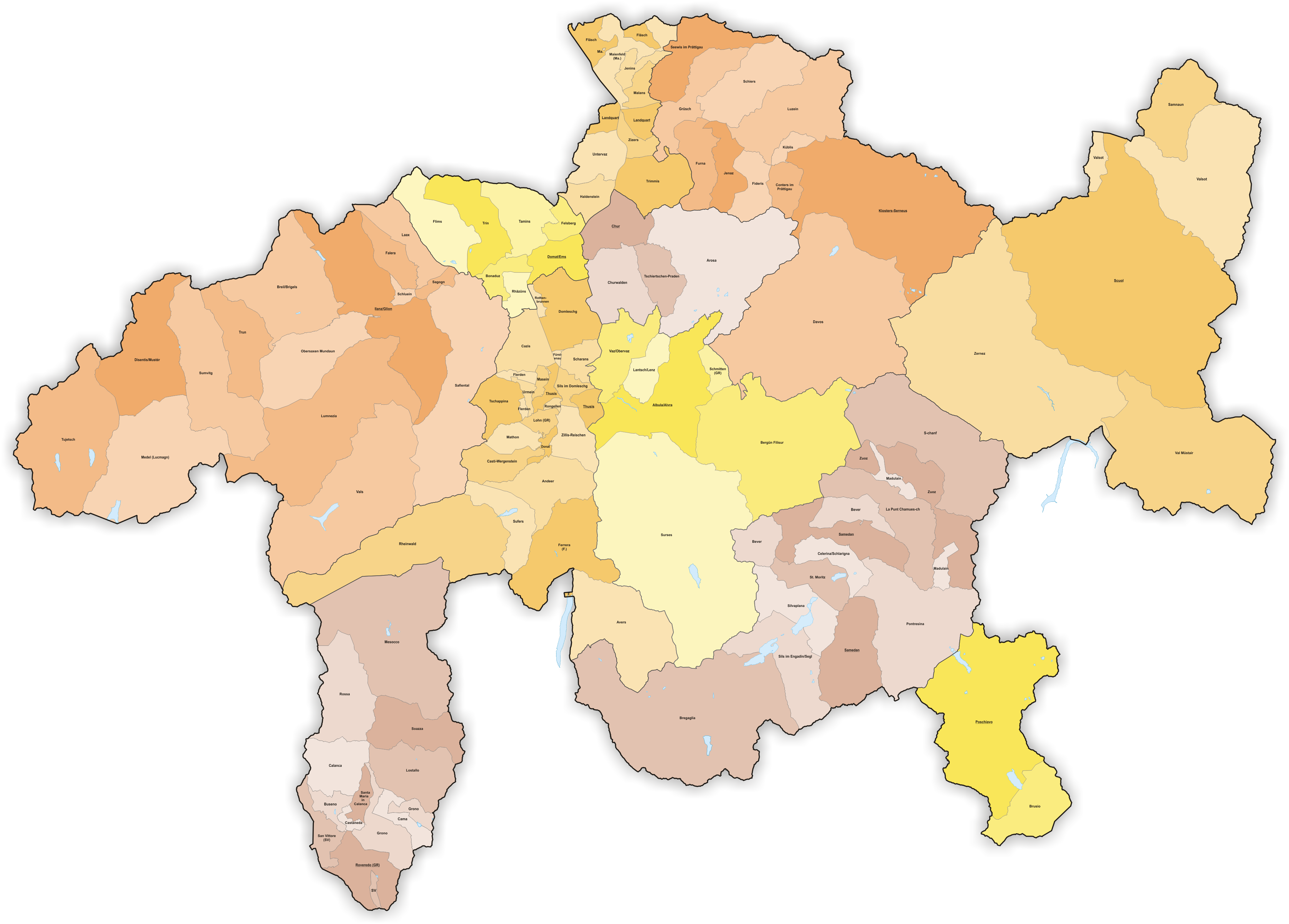
Gemeinden bis 2020
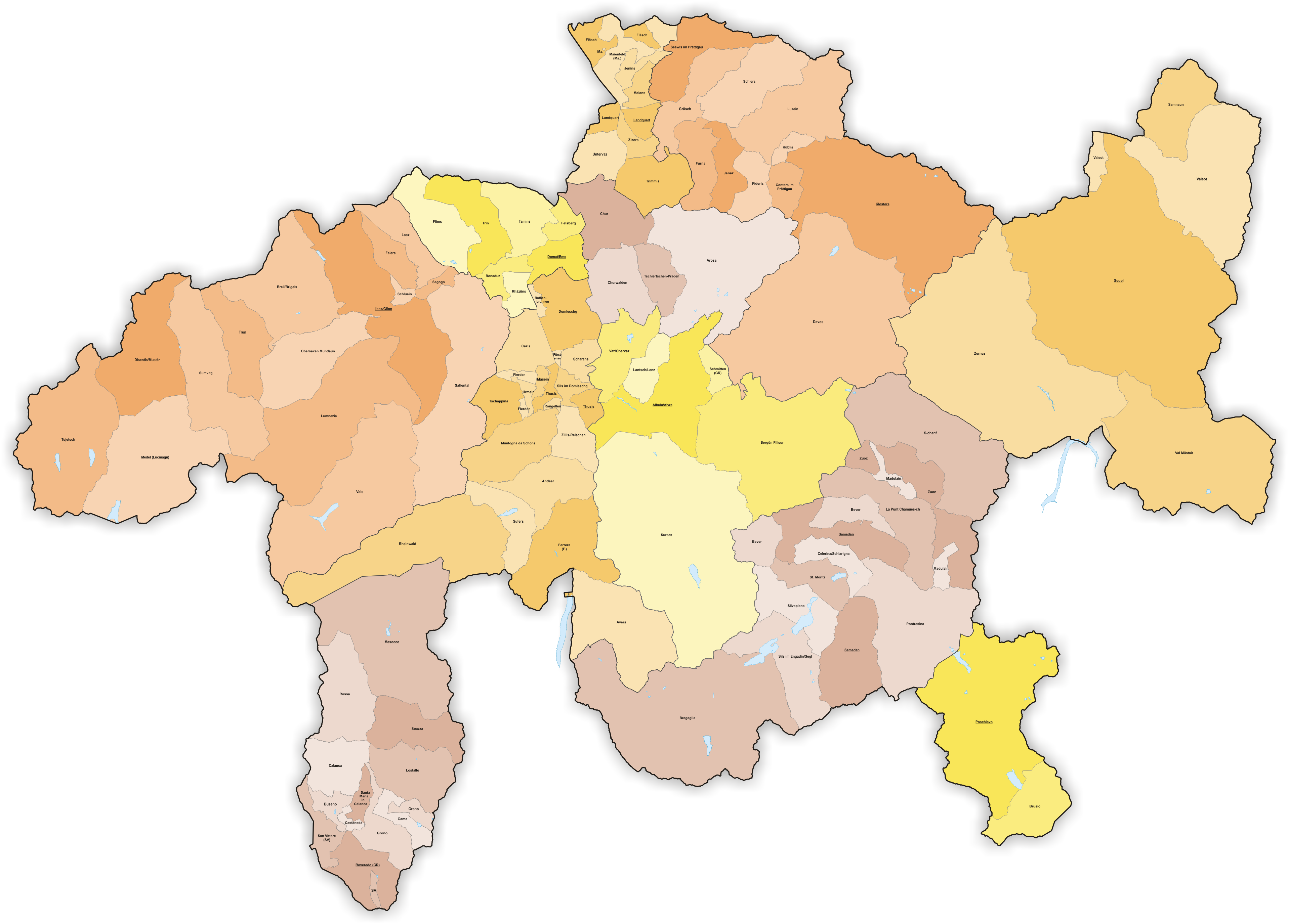
Gemeinden bis 2024

- 1850:
  - Abspaltung: Davos → Arosa, Davos

- 1851:
  - Fusion: Chur, Hof Chur → Chur

- 1854:

Entwicklung der Anzahl von Gemeinden im Kanton Graubünden

  - Abspaltung: Zizers → Mastrils, Zizers

- 1869:
  - Fusion: Brienz (GR), Surava → Brienz-Surava

- 1872:
  - Fusion: Buchen, Luzein, Pany, Putz → Luzein
  - Fusion: Klosters, Serneus → Klosters
  - Fusion: Schiers, Schuders → Schiers

- 1875:
  - Fusion: Cavadura, Grüsch → Grüsch
  - Fusion: Reischen, Zillis → Zillis-Reischen

- 1878:
  - Fusion: Lü, Lüsai → Lü
  - Abspaltung: Tersnaus → St. Martin, Tersnaus

- 1879:
  - Fusion: Valcava, Valpaschun → Valcava

- 1880:
  - Abspaltung: Trimmis → Says, Trimmis

- 1883:
  - Abspaltung: Brienz-Surava → Brienz (GR), Surava

- 1890:
  - Namensänderung: Schweiningen → Savognin

- 1902:
  - Namensänderung: Marmels → Marmorera
  - Namensänderung: Stalla → Bivio

- 1912:
  - Fusion: Bergün, Latsch → Bergün

- 1920:
  - Fusion: Bergün, Stuls → Bergün

- 1923:
  - Fusion: Casti, Wergenstein → Casti-Wergenstein

- 1943:
  - Namensänderung: Andest → Andiast
  - Namensänderung: Bergün → Bergün/Bravuogn
  - Namensänderung: Bevers → Bever
  - Namensänderung: Brigels → Breil/Brigels
  - Namensänderung: Busen → Buseno
  - Namensänderung: Celerina → Schlarigna/Celerina
  - Namensänderung: Cierfs → Tschierv
  - Namensänderung: Conters im Oberhalbstein → Cunter
  - Namensänderung: Disentis → Disentis/Mustèr
  - Namensänderung: Ems → Domat/Ems
  - Namensänderung: Feldis → Feldis/Veulden
  - Namensänderung: Fetan → Ftan
  - Namensänderung: Furth → Uors (Lumnezia)
  - Namensänderung: Kästris → Castrisch
  - Namensänderung: Lenz → Lantsch/Lenz
  - Namensänderung: Luvis → Luven
  - Namensänderung: Medels im Oberland → Medel (Lucmagn)
  - Namensänderung: Mons → Mon
  - Namensänderung: Mühlen → Mulegns
  - Namensänderung: Münster (GR) → Müstair
  - Namensänderung: Neukirch bei Ilanz → Surcuolm
  - Namensänderung: Obercastels → Surcasti
  - Namensänderung: Obervaz → Vaz/Obervaz
  - Namensänderung: Panix → Pigniu/Panix
  - Namensänderung: Ponte-Campovasto → La Punt-Chamues-ch
  - Namensänderung: Präsanz → Parsonz
  - Namensänderung: Reams → Riom
  - Namensänderung: Remüs → Ramosch
  - Namensänderung: Roffna → Rona
  - Namensänderung: Ruis → Rueun
  - Namensänderung: Sagens → Sagogn
  - Namensänderung: Salux → Salouf
  - Namensänderung: Samaden → Samedan
  - Namensänderung: Scanfs → S-chanf
  - Namensänderung: Schleins → Tschlin
  - Namensänderung: Schuls → Scuol/Schuls
  - Namensänderung: Seewis im Oberland → Sevgein
  - Namensänderung: Seth → Siat
  - Namensänderung: Sils im Engadin → Sils im Engadin/Segl
  - Namensänderung: Stürvis → Stierva
  - Namensänderung: Süs → Susch
  - Namensänderung: Tinzen → Tinizun
  - Namensänderung: Tomils → Tumegl/Tomils
  - Namensänderung: Trins → Trin
  - Namensänderung: Truns → Trun
  - Namensänderung: Valcava → Valchava
  - Namensänderung: Waltensburg → Waltensburg/Vuorz

- 1943:
  - Namensänderung: Tinizun → Tinizong

- 1950:
  - Namensänderung: Schlarigna/Celerina → Celerina/Schlarigna

- 1953:
  - Namensänderung: Ascharina → St. Antönien Ascharina
  - Namensänderung: Castels → St. Antönien Castels
  - Namensänderung: Pignieu → Pignia
  - Namensänderung: Rüti im Prätigau → St. Antönien Rüti

- 1962:
  - Namensänderung: Conters im Prätigau → Conters im Prättigau
  - Namensänderung: Seewis im Prätigau → Seewis im Prättigau

- 1963:
  - Namensänderung: Disentis/Mustèr → Disentis/Mustér
  - Landabtausch: Staumauer Lago di Lei gehört zu Italien → Staumauer Lago di Lei gehört zur Gemeinde Innerferrera
  - Landabtausch: Alpe Motta gehört zur Gemeinde Innerferrera → Alpe Motta gehört zu Italien
  - Fusion: Uors und Peiden → Uors-Peiden

- 1969:
  - Namensänderung: Fellers → Falera

- 1970:
  - Namensänderung: Scuol/Schuls → Scuol

- 1971:
  - Fusion: Casaccia, Vicosoprano → Vicosoprano

- 1973:
  - Namensänderung: Klosters → Klosters-Serneus

- 1976:
  - Namensänderung: Tavetsch → Tujetsch

- 1977:
  - Fusion: Fläsch, Maienfeld, Gemeinschaftsgebiet Maienfeld-Fläsch → Fläsch, Maienfeld

- 1979:
  - Fusion: Riom, Parsonz → Riom-Parsonz
  - Fusion: St. Antönien Castels, St. Antönien Rüti → St. Antönien

- 1980:
  - Fusion: Arvigo, Landarenca → Arvigo

- 1982:
  - Fusion: Augio, Rossa, Santa Domenica → Rossa

- 1983:
  - Namensänderung: Cumbels → Cumbel
  - Namensänderung: Igels → Degen
  - Namensänderung: Schleuis → Schluein
  - Namensänderung: Vigens → Vignogn

- 1984:
  - Namensänderung: Pigniu/Panix → Pigniu

- 1986:
  - Namensänderung: Somvix → Sumvitg

- 1987:
  - Namensänderung: Villa (GR) → Vella

- 1992:
  - Bezirks Namensänderung: Bezirk Münstertal → Bezirk Val Müstair

- 1995:
  - Namensänderung: Santa Maria im Münstertal → Sta. Maria Val Müstair

- 1996:
  - Namensänderung: Brienz (GR) → Brienz/Brinzauls

- 1998:
  - Fusion: Tinizong, Rona → Tinizong-Rona

- 2001:
  - Bezirksreform: Die Bezirke Glenner, Heinzenberg, Oberlandquart, Unterlandquart, Val Müstair und Vorderrhein lösen sich auf → Die Bezirke Landquart, Prättigau-Davos und Surselva werden neu gegründet

- 2002:
  - Fusion: Camuns, Surcasti, Tersnaus, Uors-Peiden → Suraua

- 2003:
  - Fusion: Donat, Patzen-Fardün → Donat

- 2006:
  - Fusion: Medels im Rheinwald, Splügen → Splügen

- 2007:
  - Fusion: St. Antönien Ascharina, St. Antönien → St. Antönien

- 2008:
  - Fusion: Ausserferrera, Innerferrera → Ferrera
  - Fusion: Pagig, St. Peter → St. Peter-Pagig
  - Fusion: Says, Trimmis → Trimmis

- 2009:
  - Fusion: Andeer, Clugin, Pignia → Andeer
  - Fusion: Davos, Wiesen → Davos
  - Fusion: Feldis/Veulden, Scheid, Trans, Tumegl/Tomils → Tomils
  - Fusion: Flond, Surcuolm → Mundaun
  - Fusion: Fuldera, Lü, Müstair, Santa Maria Val Müstair, Tschierv,Valchava → Val Müstair
  - Fusion: Praden, Tschiertschen → Tschiertschen-Praden

- 2010:
  - Fusion: Bondo, Castasegna, Soglio, Stampa, Vicosoprano → Bregaglia
  - Fusion: Cazis, Portein, Präz, Sarn, Tartar → Cazis
  - Fusion: Churwalden, Malix, Parpan → Churwalden

- 2011:
  - Fusion: Grüsch, Fanas, Valzeina → Grüsch

- 2012:
  - Fusion: Igis, Mastrils → Landquart
  - Fusion: Schlans, Trun → Trun

- 2013:
  - Fusion: Arosa, Calfreisen, Castiel, Langwies, Lüen, Molinis, Peist, St. Peter-Pagig → Arosa
  - Fusion: Cumbel, Degen, Lumbrein, Morissen, Suraua, Vella, Vignogn, Vrin → Lumnezia
  - Fusion: Ramosch, Tschlin → Valsot
  - Fusion: Safien, Tenna, Valendas, Versam → Safiental

- 2014:
  - Fusion: Castrisch, Duvin, Ilanz, Ladir, Luven, Pigniu, Pitasch, Riein, Rueun, Ruschein, Schnaus, Sevgein, Siat → Ilanz/Glion

- 2015:
  - Fusion: Alvaneu, Alvaschein, Brienz/Brinzauls, Mon, Surava, Stierva, Tiefencastel → Albula/Alvra
  - Fusion: Almens, Paspels, Pratval, Rodels, Tomils → Domleschg
  - Fusion: Ardez, Ftan, Guarda, Scuol, Sent, Tarasp → Scuol
  - Fusion: Arvigo, Braggio, Cauco, Selma → Calanca
  - Fusion: Lavin, Susch, Zernez → Zernez
  - Fusion: St. Martin, Vals → Vals

- 2016:
  - Fusion: Bivio, Cunter, Marmorera, Mulegns, Riom-Parsonz, Salouf, Savognin, Sur, Tinizong-Rona → Surses
  - Fusion: Klosters-Serneus, Saas im Prättigau → Klosters-Serneus
  - Fusion: Luzein, St. Antönien → Luzein
  - Fusion: Mundaun, Obersaxen → Obersaxen Mundaun

- 2017:
  - Bezirksreform: 11 Bezirke → 11 Regionen
  - Fusion: Grono, Leggia, Verdabbio → Grono

- 2018:
  - Fusion: Andiast, Breil/Brigels, Waltensburg/Vuorz → Breil/Brigels
  - Fusion: Bergün/Bravuogn, Filisur → Bergün Filisur
  - Fusion: Mutten, Thusis → Thusis

- 2019:
  - Fusion: Hinterrhein, Nufenen, Splügen → Rheinwald

- 2020:
  - Fusion: Chur, Maladers → Chur
  - Namensänderung: La Punt-Chamues-ch → La Punt Chamues-ch

- 2021:
  - Fusion: Casti-Wergenstein, Donat, Lohn, Mathon → Muntogna da Schons
  - Fusion: Chur, Haldenstein → Chur
  - Namensänderung: Klosters-Serneus → Klosters

- 2025: 
  - Fusion: Chur und Tschiertschen-Praden → Chur